# ウッチ
ウッチ（Łódź ['wut͡ɕ]、ウッジ、ウージとも）は、ポーランド中央部の都市で、ウッチ県の県都。ウッチ高地に位置する。ポーランド第4の都市、かつては、最大の工業都市であり、繊維工業の中心地でもあった。

## 歴史
ウッチが最初に記録に登場したのは1332年のことである。18世紀の終わりまでは小さな農村で、ヴウォツワヴェック司教区の所領だった。1795年の第3回ポーランド分割の結果、ウッチはドイツ帝国のプロイセン王国となる。1798年、教会財産からプロイセンへと移管された。この時期ドイツ人が集中的に植民を行い都市化や、現在のウッチ郊外のノヴォソルナ、上ヴィヨンチン、下ヴィヨンチン、アウグストゥフ、オレフフに農業集落なども形成した。1807年からはワルシャワ公国の支配下に入り、1815年からはロシア統治下のポーランド王国の領土となった。1821年、ウッチは工業地域としての開発が検討され、織物工業や繊維工業などの中心地として発展していく。ウッチが急速に発展したのは、
1. ウッチが王国の直轄領で、新たにやってきた労働者に土地を分配することができた
2. 周囲に森があり、建築資材や燃料としての木材が豊富にあった
3. 流れの急な小川が多数流れているため、機械を動かす動力を確保できた

といような自然条件や環境があったからであった。
ヴィエルコポルスカ地方やシロンスク地方、チェコ、モラヴィアなどから安い労働力が来て町が発展した。ウッチにはポーランド人のみならず、東方植民の影響でドイツ人やユダヤ人が数多く住んでいた。1839年に初めて蒸気機関織機を導入した工場が現れて以来、織物工場が次々と建設され、製品はおもにロシアや中国へと輸出され町は活気づいていった。この頃のウッチの様子は、アンジェイ・ヴァイダの映画『約束の土地』によく描かれている。
十一月蜂起の失敗によって、関税障壁などにより町は停滞していく。しかし19世紀後半には国内市場の発達やロシアとの間の関税が撤廃されたこともあり、景気はふたたび上昇した。1866年にワルシャワ・ウィーン鉄道のウッチでの最初の区間がウッチ―コルシュキ（ウッチの東にある町）間で開通、のちにワルシャワやビャウィストックと接続したこともウッチの繁栄に貢献している。ウッチは当時ポーランドで第2の都市にまで成長した。1823年から1873年までのあいだ、人口は各10年間で倍増していき、1870年から1890年の20年間で経済成長は最盛期を迎える。
その後ウッチは社会主義運動の中心地となっていく。1892年には大きなストが起こるなど多数の工場で生産が停滞し、1905年6月のロシア帝国に対する暴動（en:Łódź insurrection (1905) ）を経て、街は1914年まで発展を続けていく。この年、ウッチは工業都市のなかで人口密度の高い（13,280人/km2）市のひとつであった。第一次世界大戦が勃発し、1915年一時ドイツの支配下に入ったが、1918年の11月に大戦が終了したことによって解放された。住民の多くが大戦中に戦死した、戦後、ドイツ人はドイツへ避難し、ウッチは住民の約40%を大戦によって失った。
1922年、ウッチは旧ウッチ県の県都となるが、高度成長はすでに終わっていた。世界恐慌によって西側との織物貿易は遮断されてしまい、一方の東方でもロシア革命が起こるなど混乱し、貿易はストップしてしまった。街は失業者であふれ、労働者による暴動も起きた。
ナチス・ドイツのポーランド侵攻により第二次世界大戦が勃発すると、ユリウシュ・ルンメル将軍率いる軍がウッチを守備したが、9月8日、ドイツ国防軍によって占領された。占領に伴い、ウッチはドイツ帝国からナチスドイツ時代にかけての軍人カール・リッツマンにちなみ、「リッツマンシュタット（Litzmannstadt）」と改称された。ウッチのドイツ系住民はドイツ第三帝国の国民になることを拒んだため、ウッチを追放された。すぐにゲットー（ウッチ・ゲットー）がウッチに建設され30万人以上のポーランド系ユダヤ人が市内から強制的に集められ住まわされた。ジプシーなど非ユダヤ人用の強制収容所や絶滅収容所がいくつか郊外に建設された。大戦の終了までに、ポーランド人約12万人、ユダヤ人約30万人など、あわせて42万人以上の住民が犠牲となった。1945年1月、ソヴィエト軍の侵攻があった。ドイツ人追放も行なわれた。爆撃等の被害がほかの都市に比べて少なかったとはいえ、ほとんどのインフラが破壊された。1945年1月18日、ウッチはソ連軍によって解放された。これに伴い、街の名は元に戻された。
1945年前半の人口は30万人足らずだったが、ワルシャワからの移民やソ連に併合された東部からの移住者によって人口は増大した。ワルシャワが徹底的に破壊されてしまっていたので、1948年まではウッチが事実上の首都となっていた。そのまま首都をウッチに定めるという計画もあったが、1948年に本格的にワルシャワ再建が始まるとともにその案は打ち消された。戦後、ポーランド人民共和国の共産主義政権によってすべての民間企業や私有農地が国有化され、多くの資本家や農家が財産を失った。共産主義時代、ウッチは再び主要な産業都市となっていく。
1990年前後の体制転換後は民営化され、国営企業は設備の老朽化もあり、資本主義経済の中で生き残れたものは多くはない。

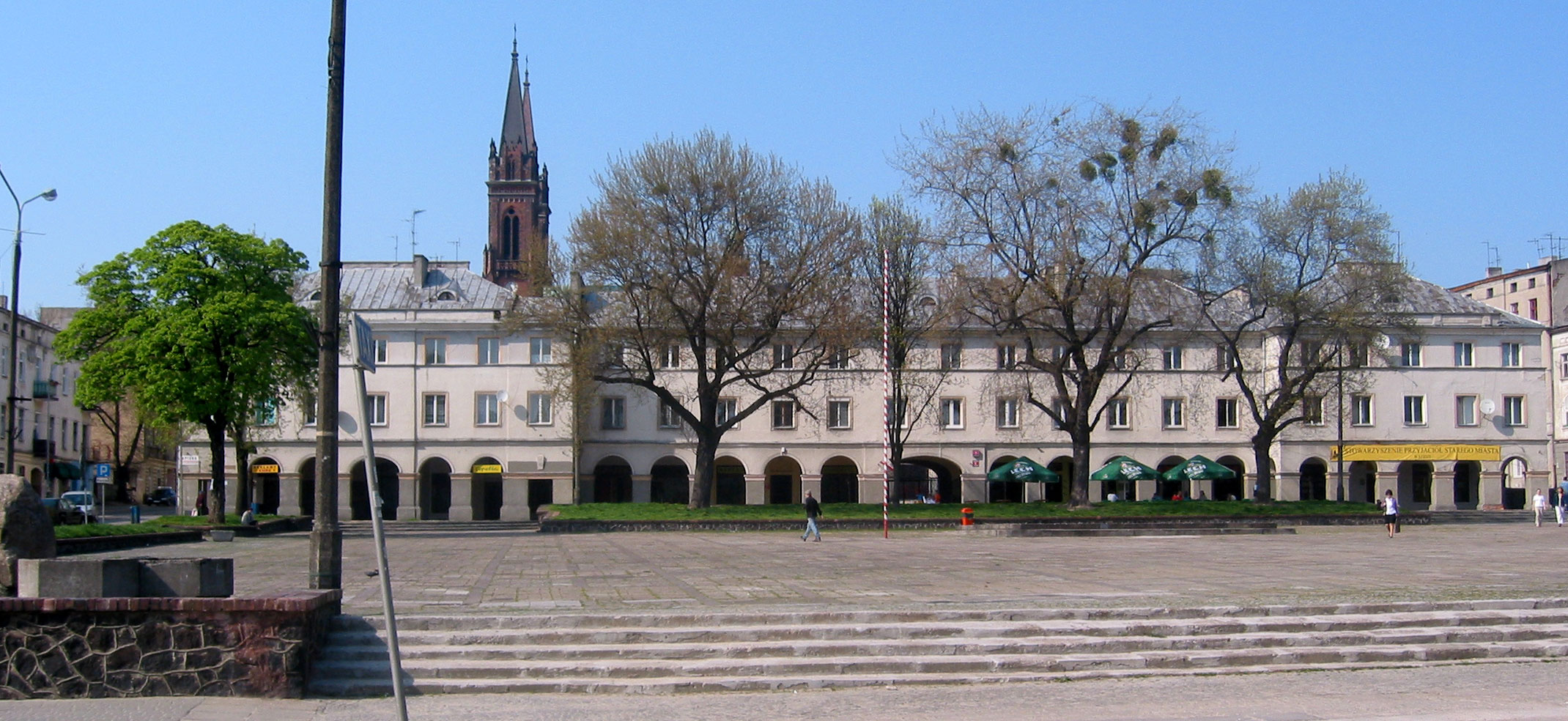
旧市街広場
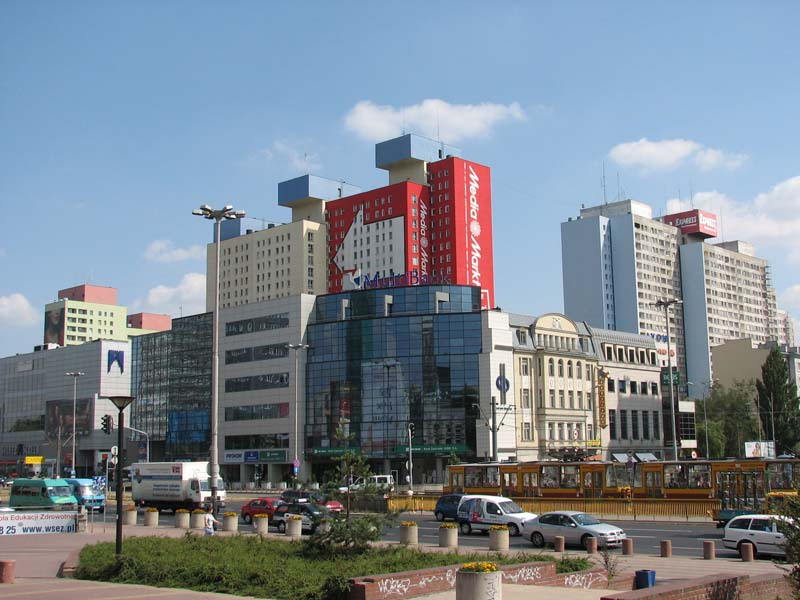
ミツキェヴィチ大通り
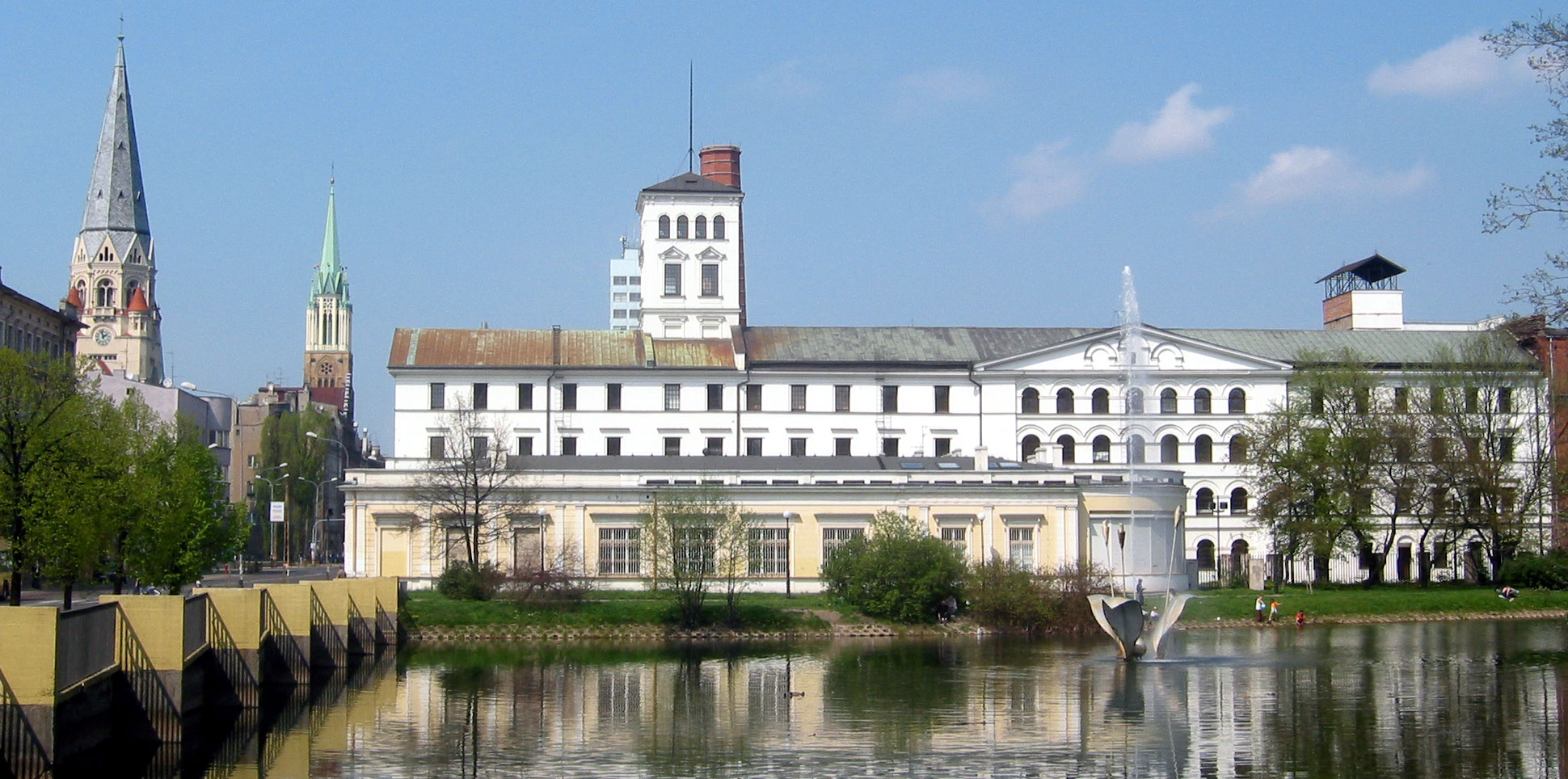
白い工場
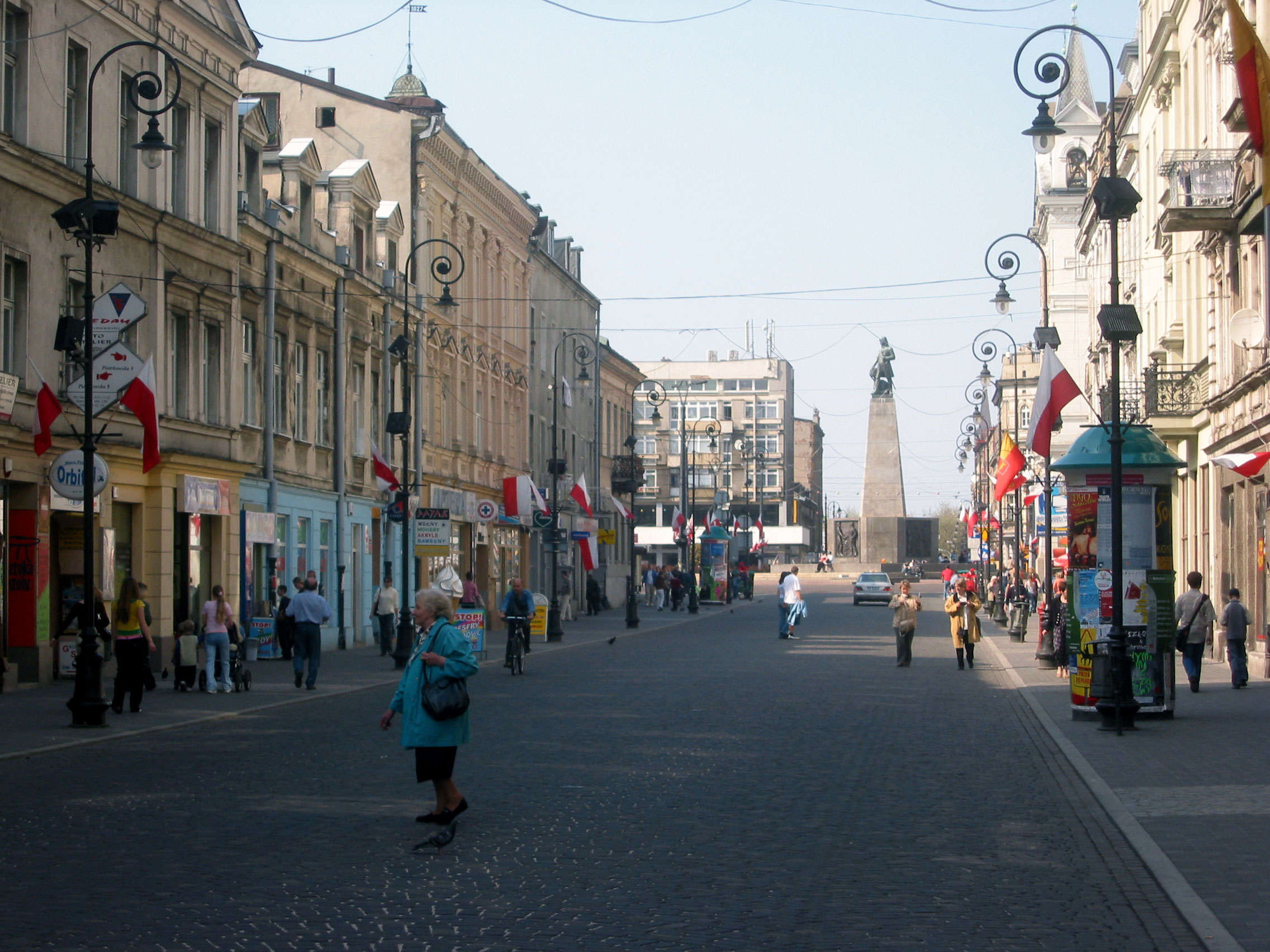
ピョトルコフスカ通り
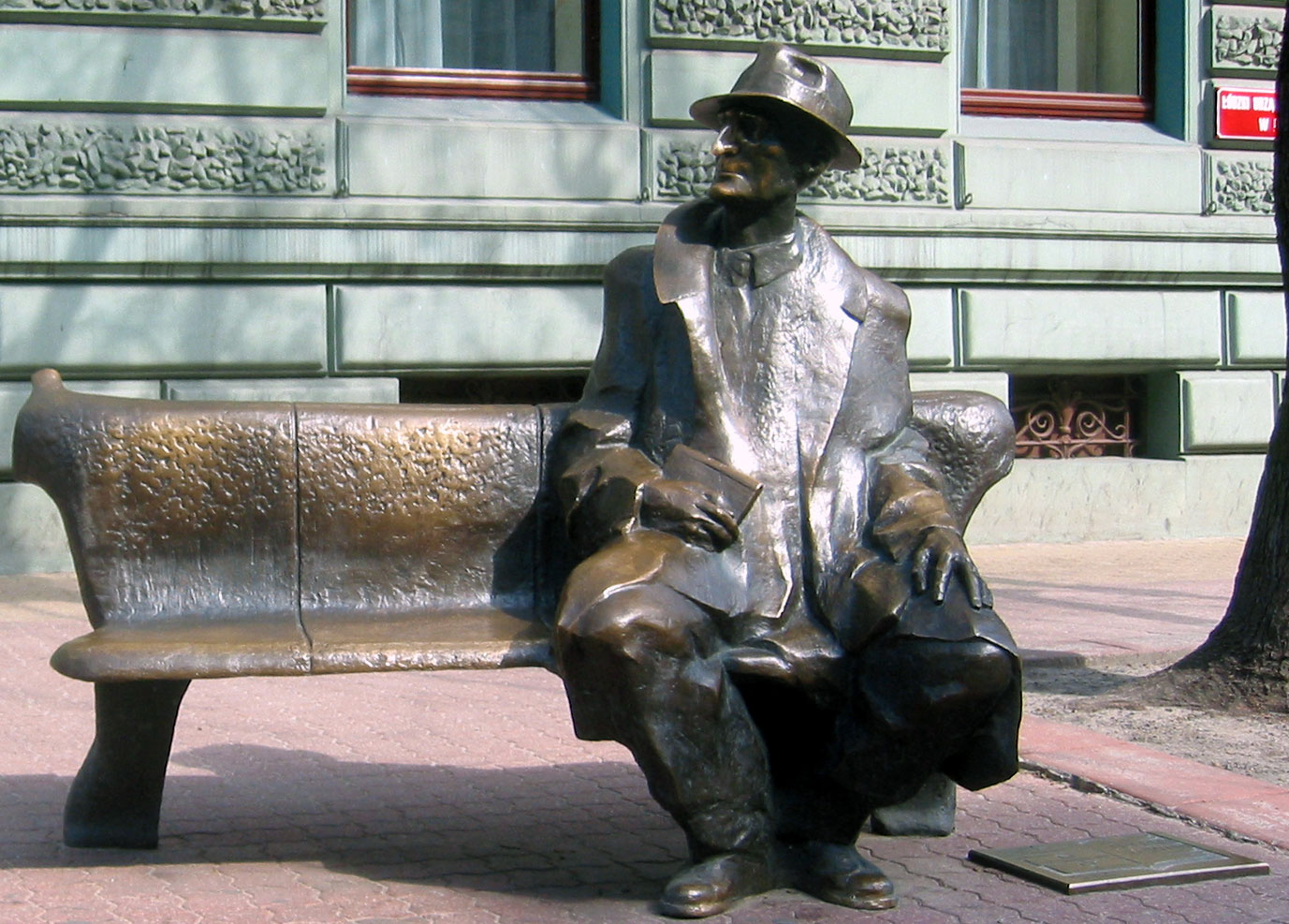
トゥヴィムの像
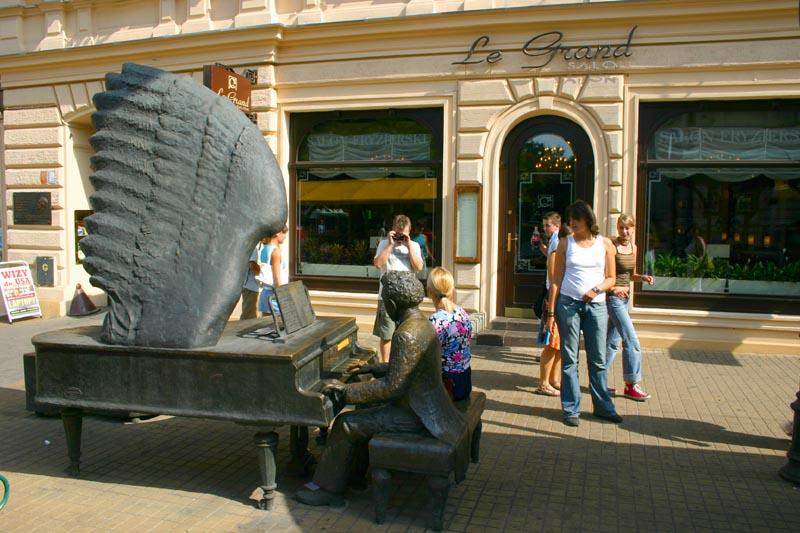
ルビンシュタインの像
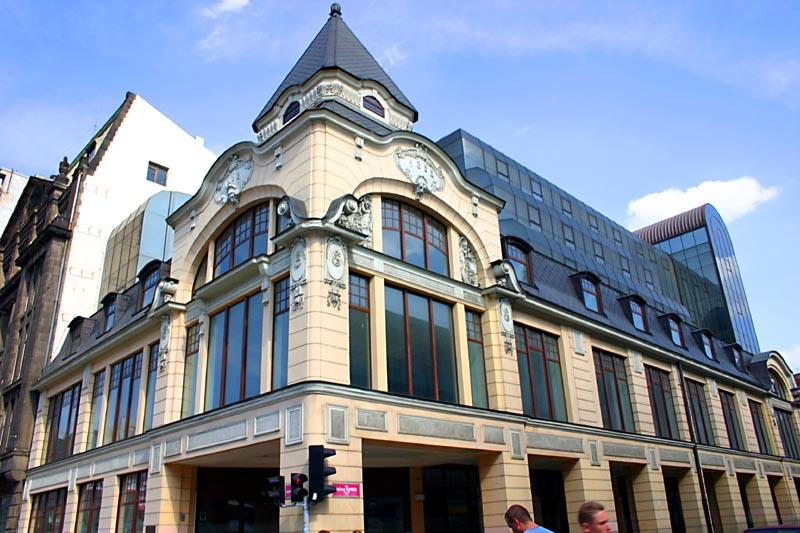
靴の家
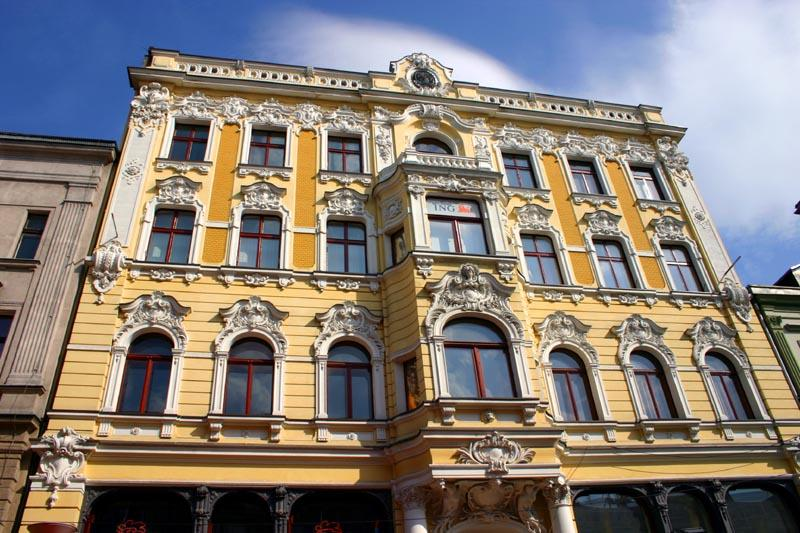
ピョトルコフスカ通り
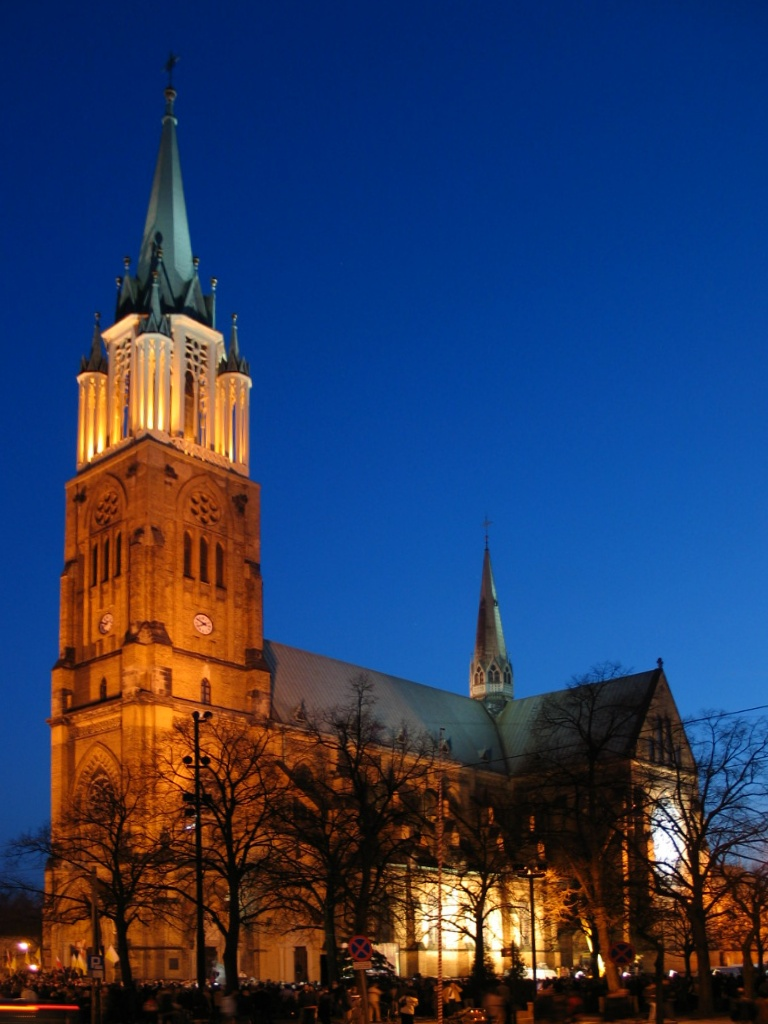
ウッチ大聖堂
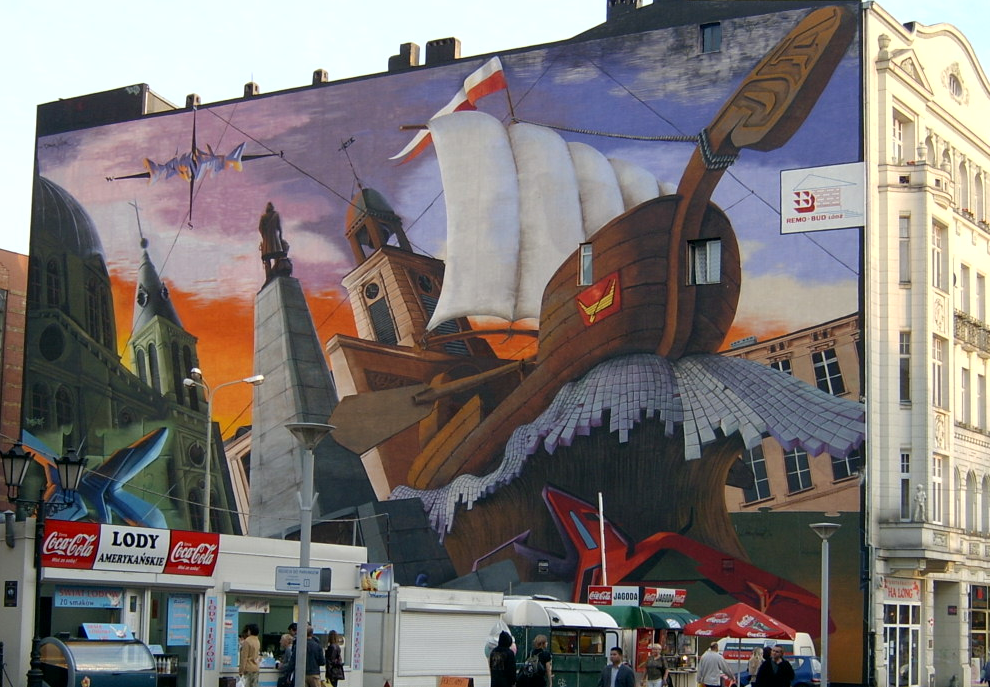
壁画
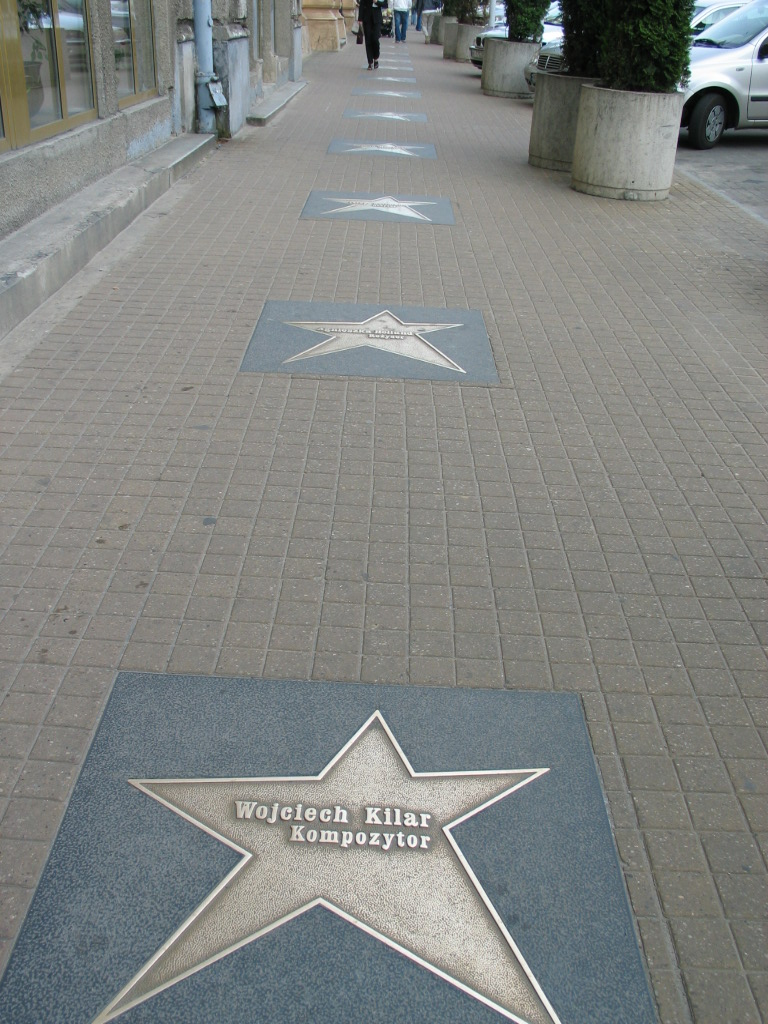
ウォーク・オブ・フェーム
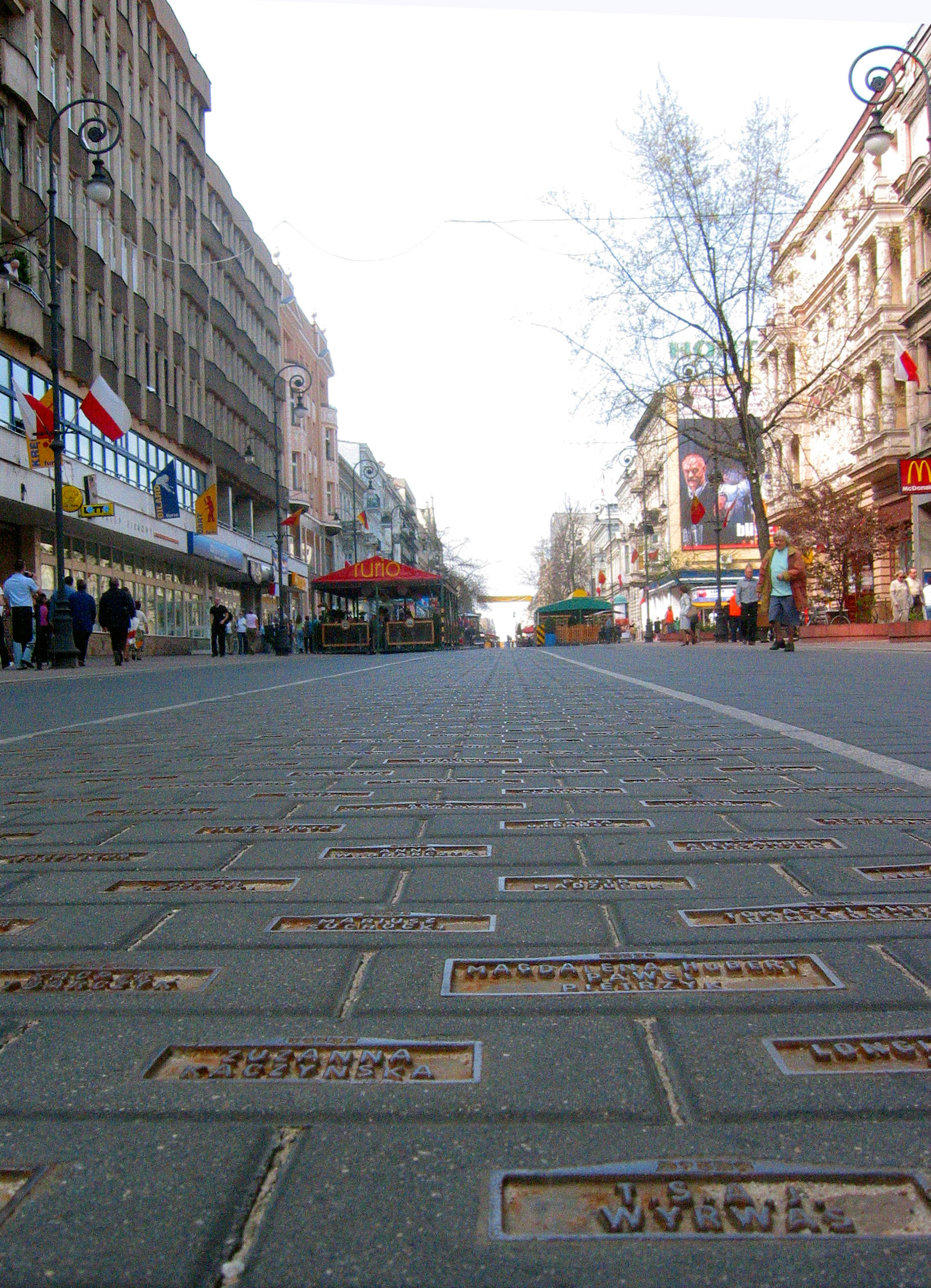
ウッチの名士たちのプレート
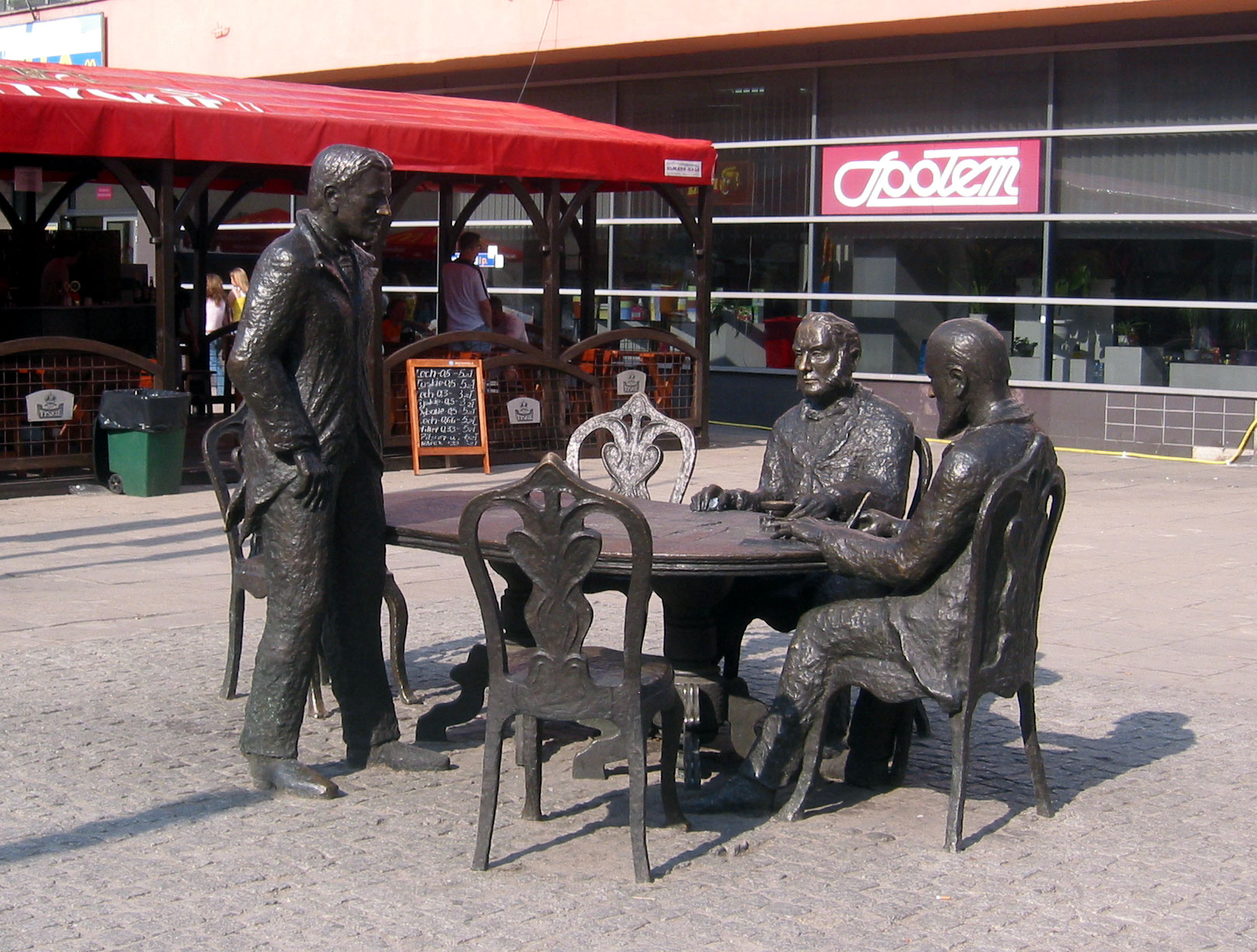
工場主たちの像
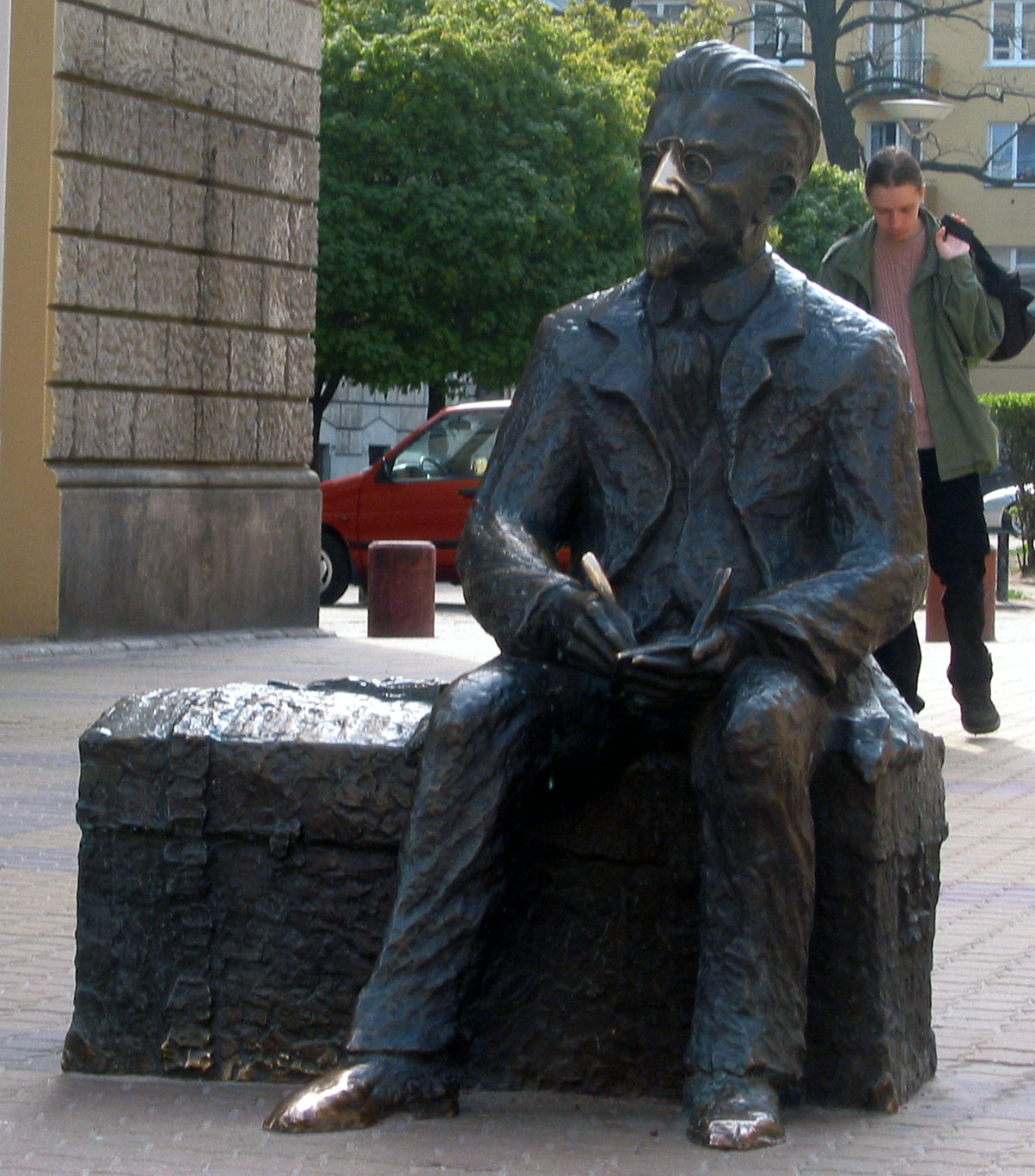
レイモントの像
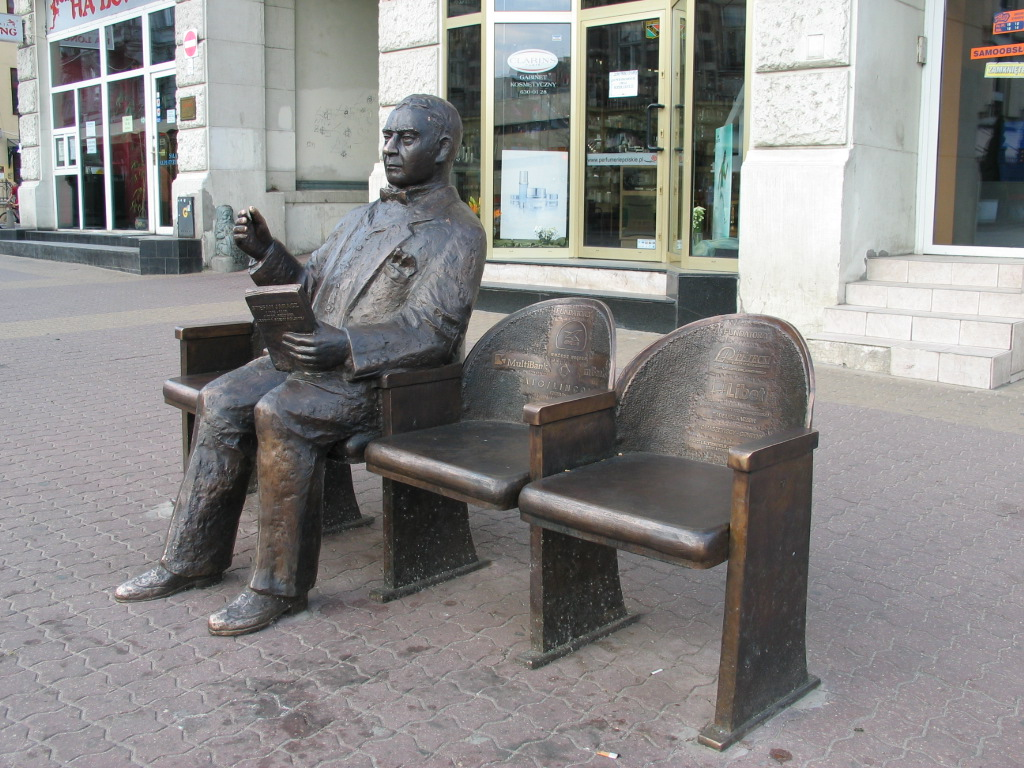
ステファン・ヤラチュの像
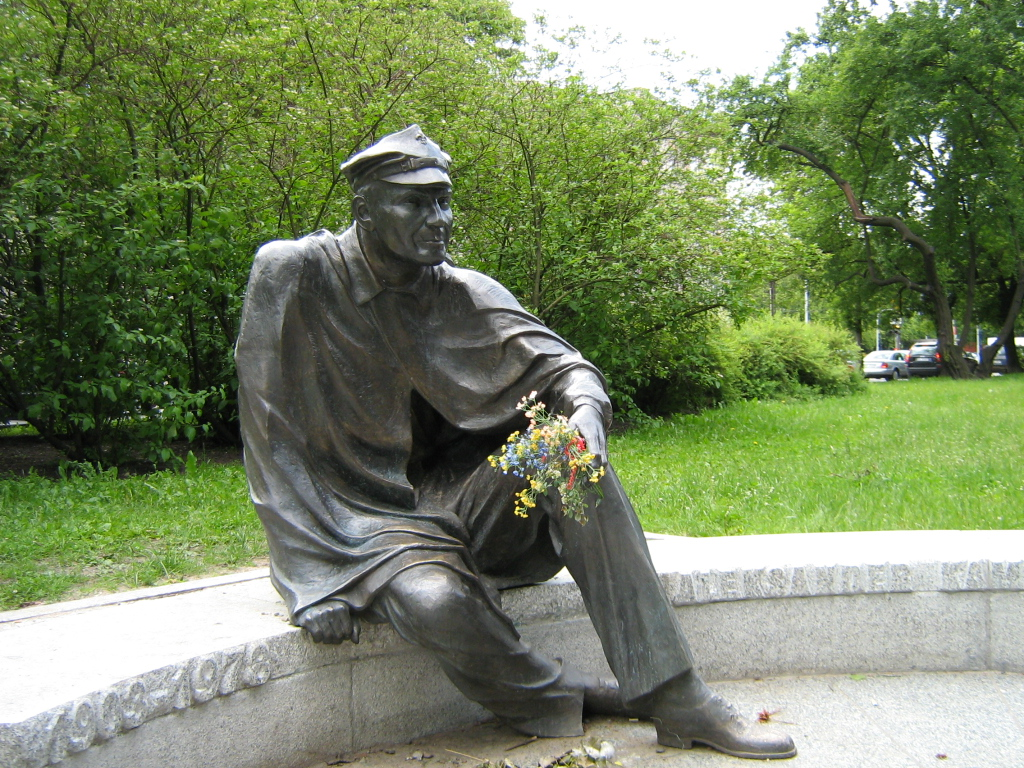
アレクサンドル・カミンスキの像
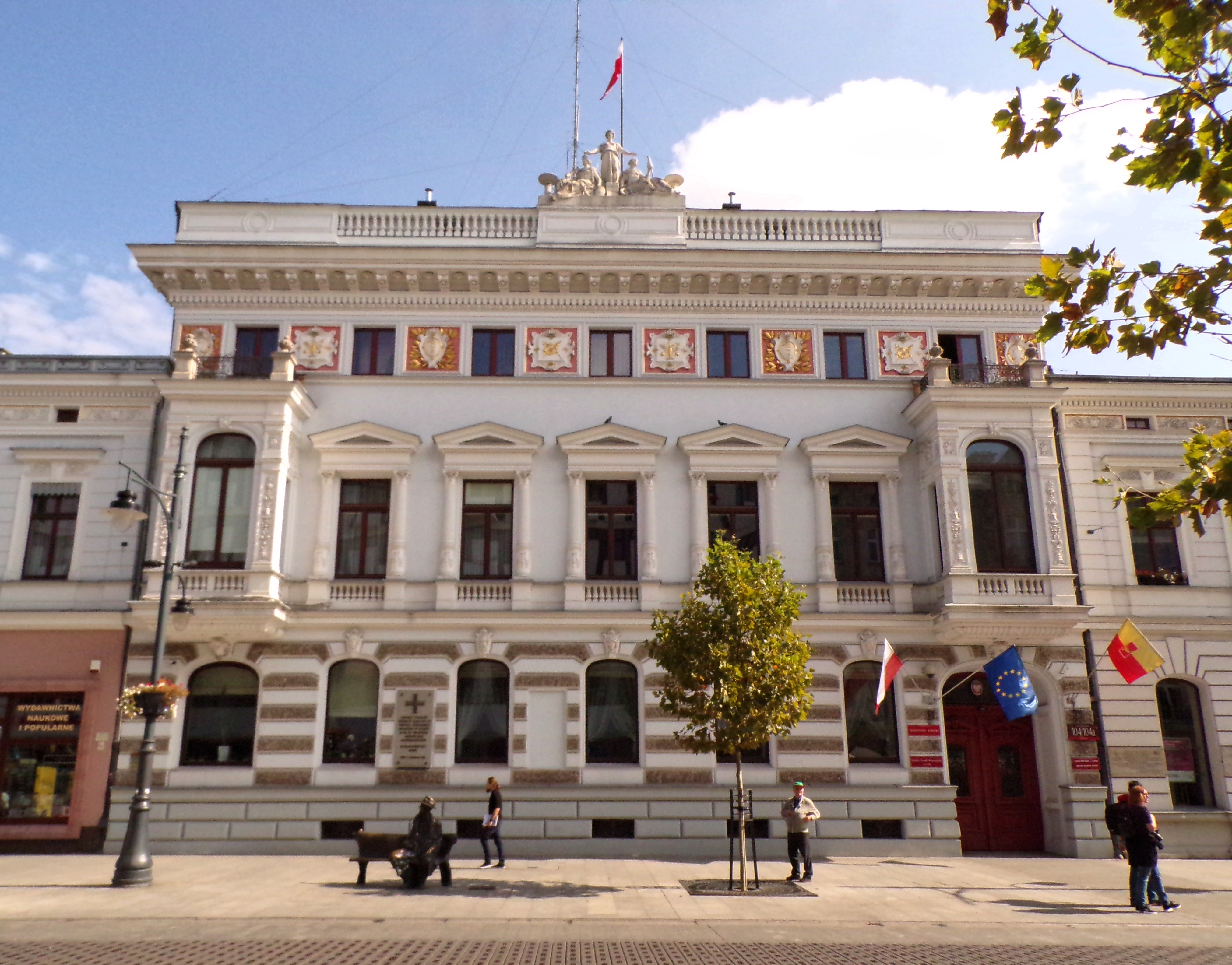
旧市庁舎
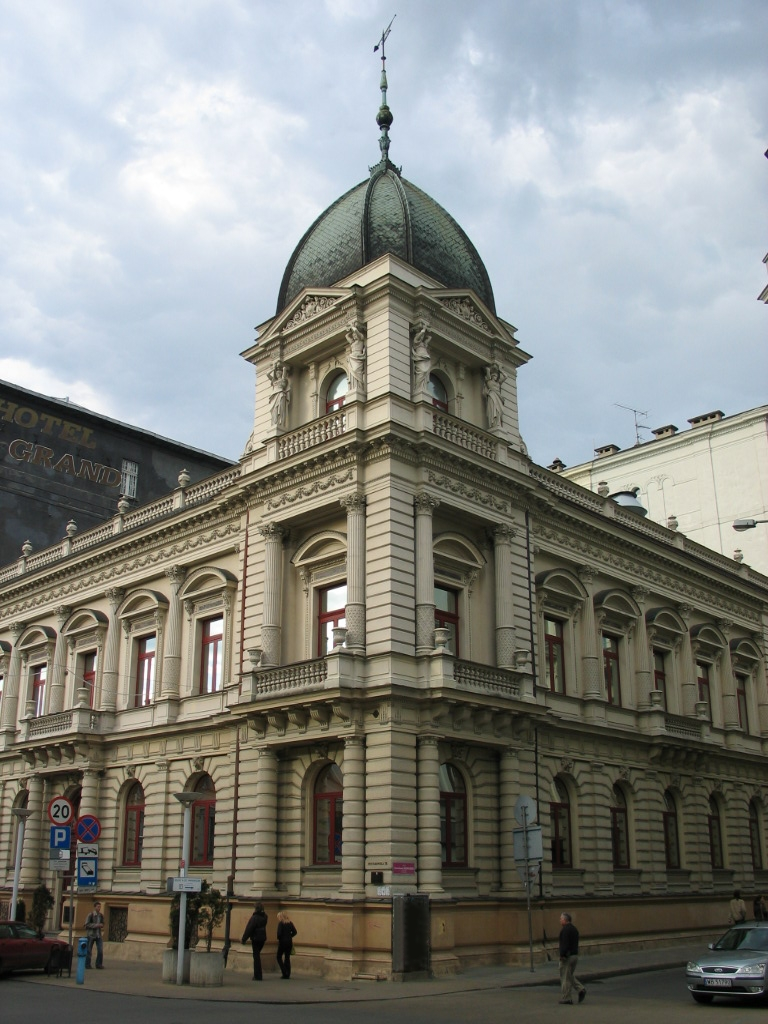
ピョトルコフスカ通り
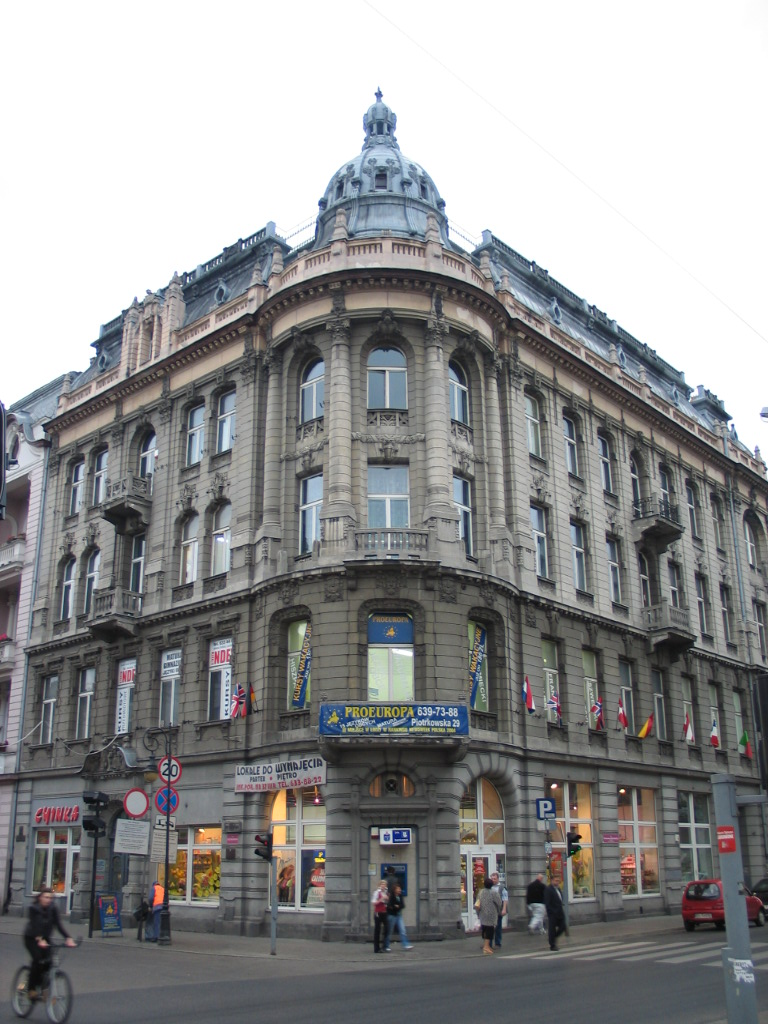
旧銀行
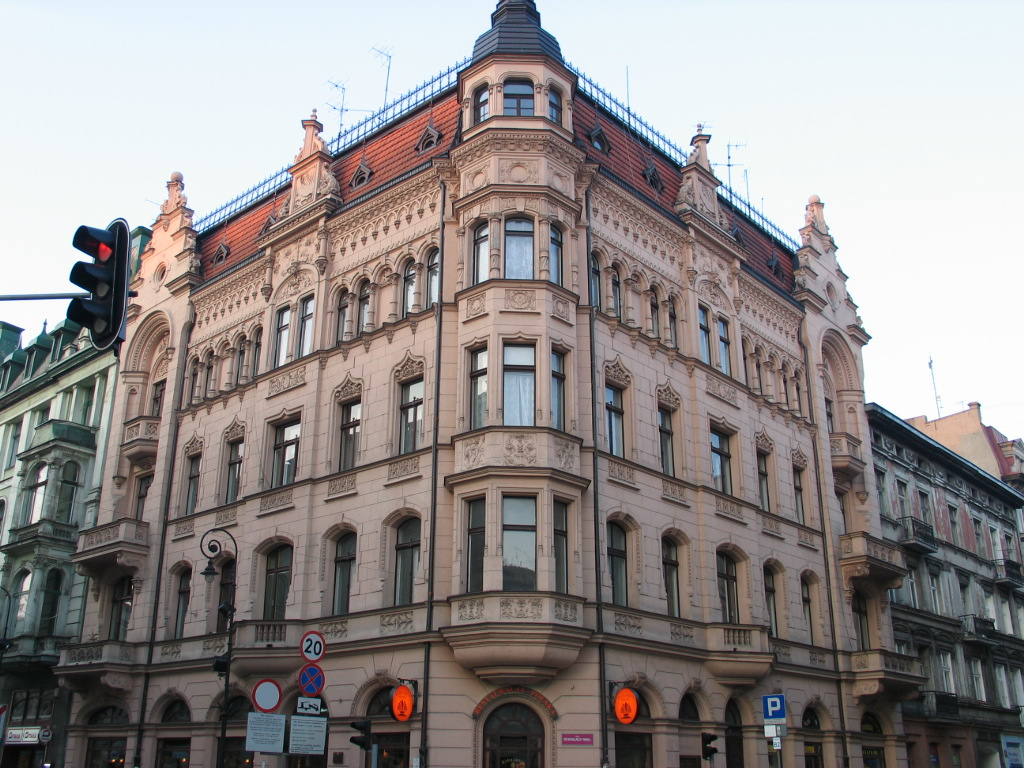
センドロヴィチ家の旧邸宅
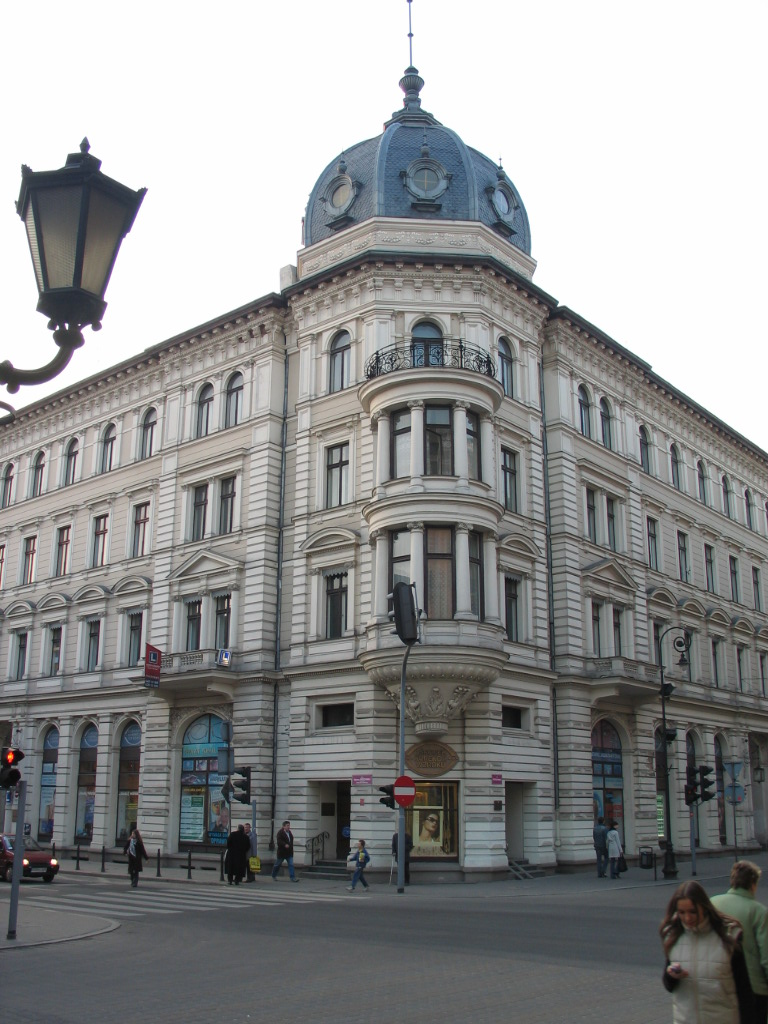
シャイブラー家の旧邸宅
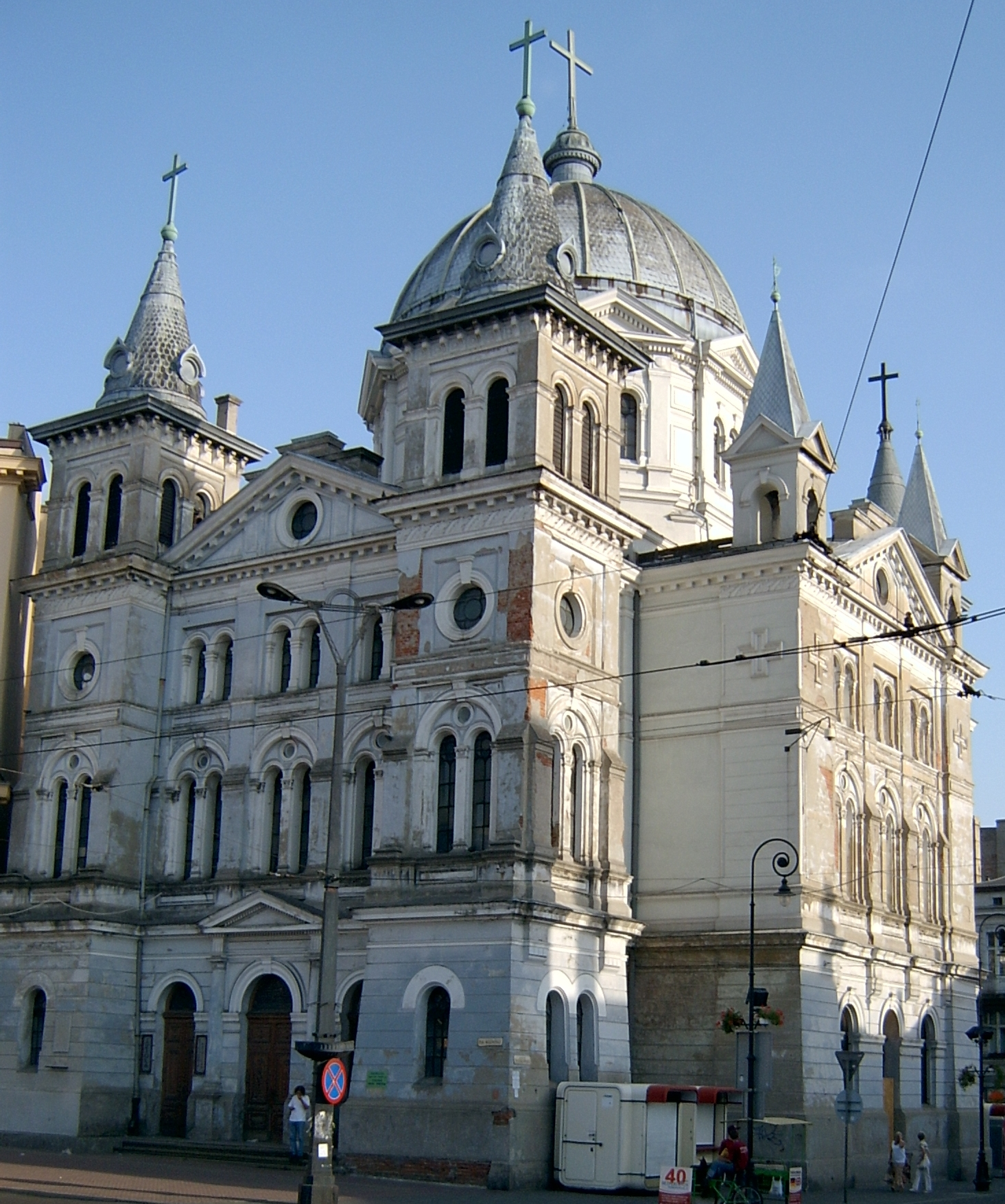
聖霊降臨の教会
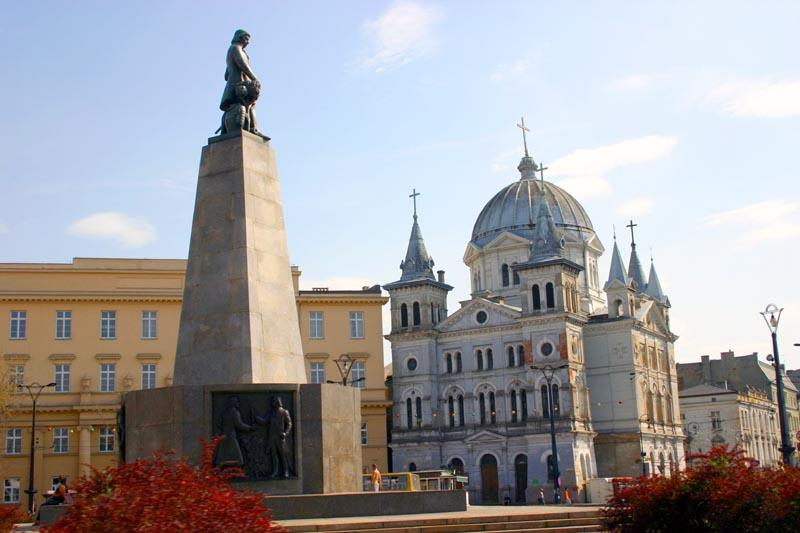
自由広場とコシチューシュコの像
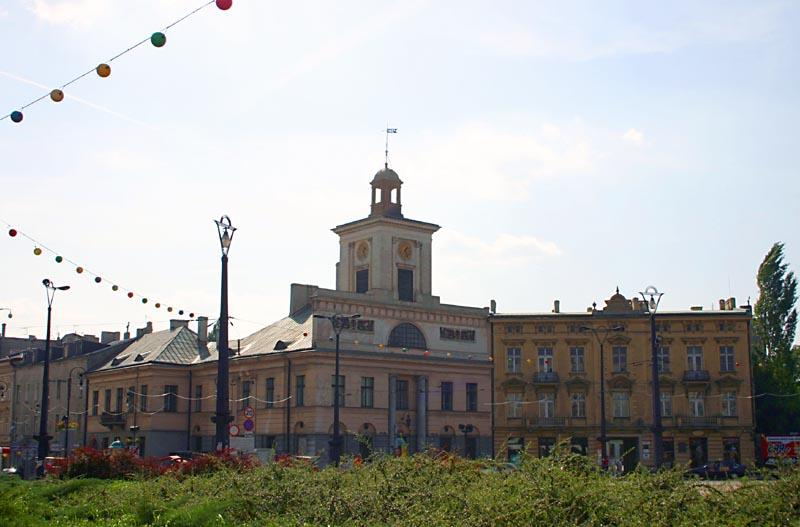
旧市庁舎
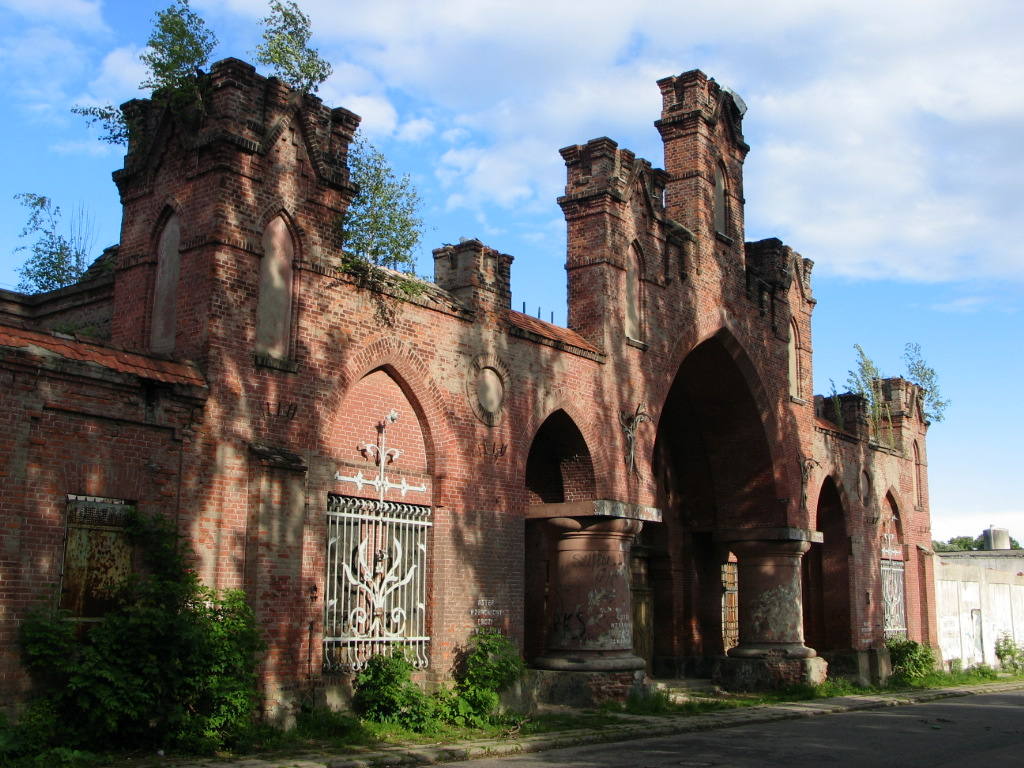
旧「グローマンの樽」門
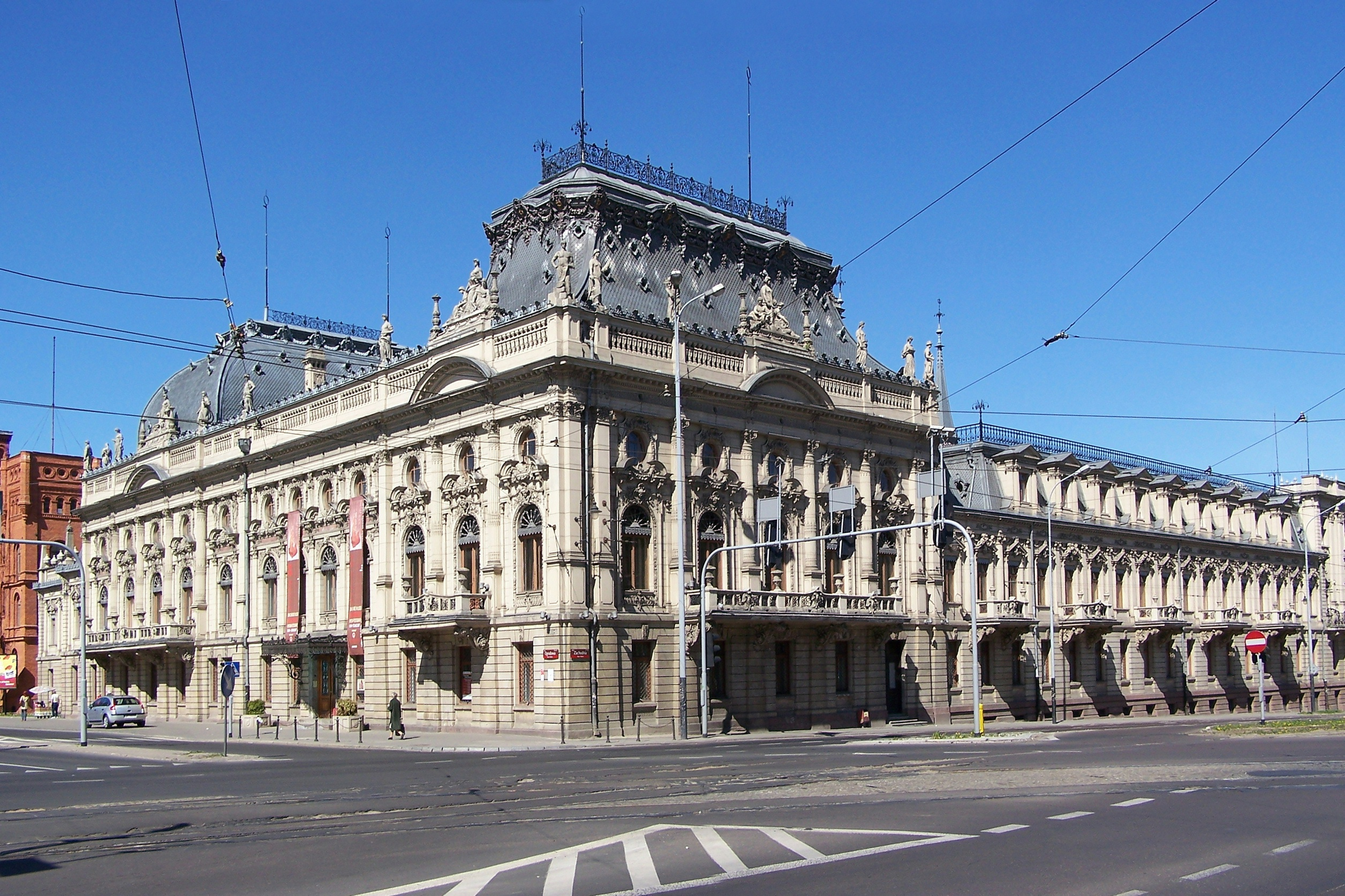
ポズナニスキ家の旧邸宅
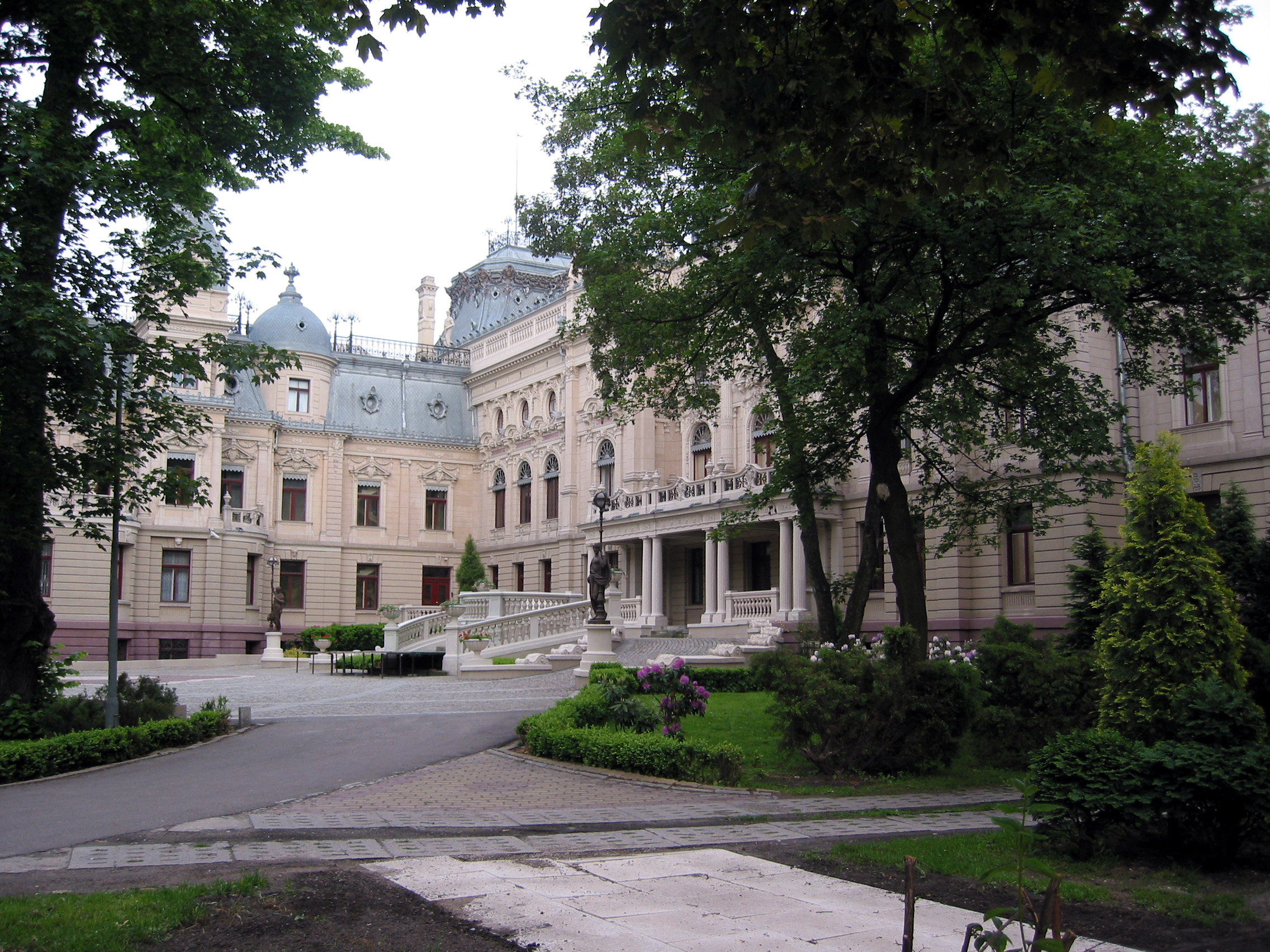
ポズナニスキ家の旧邸宅中庭
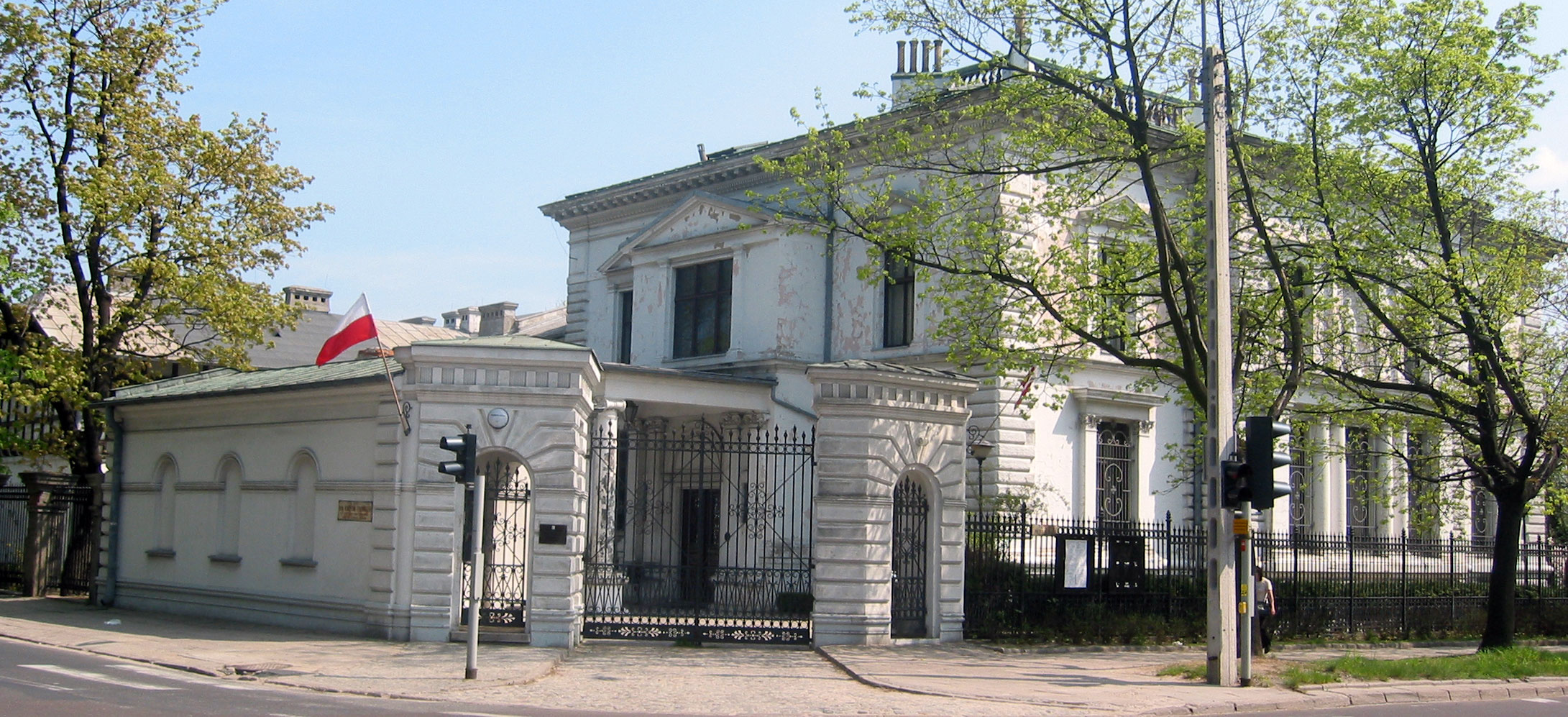
ヘルブスト家の旧邸宅
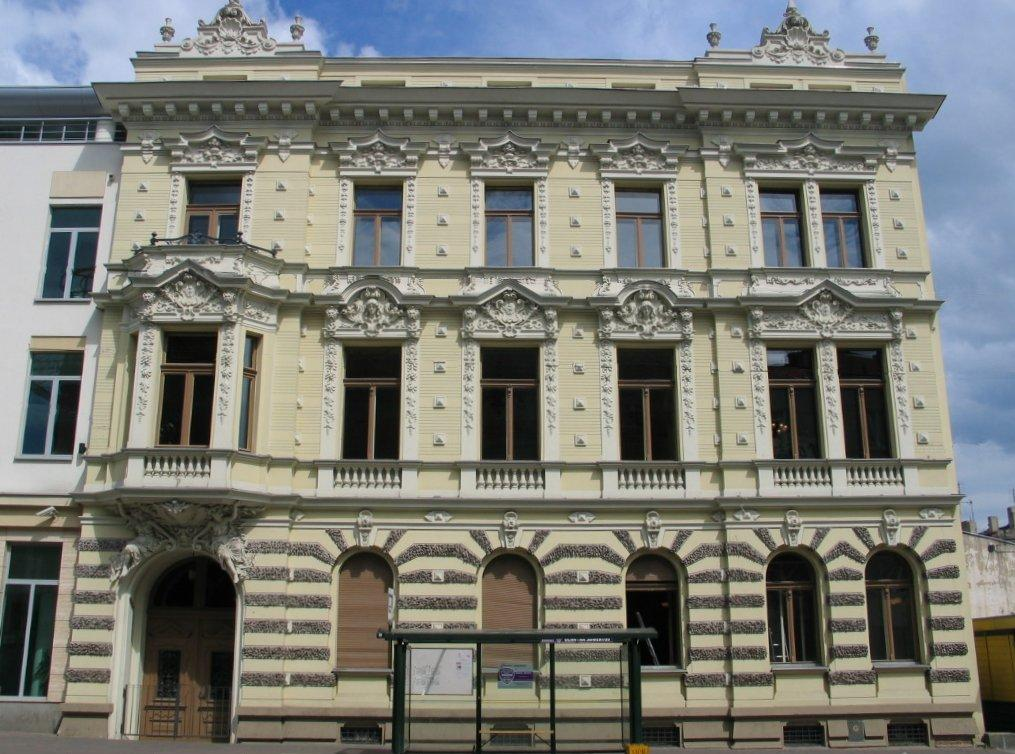
ハエルティグ家の旧邸宅
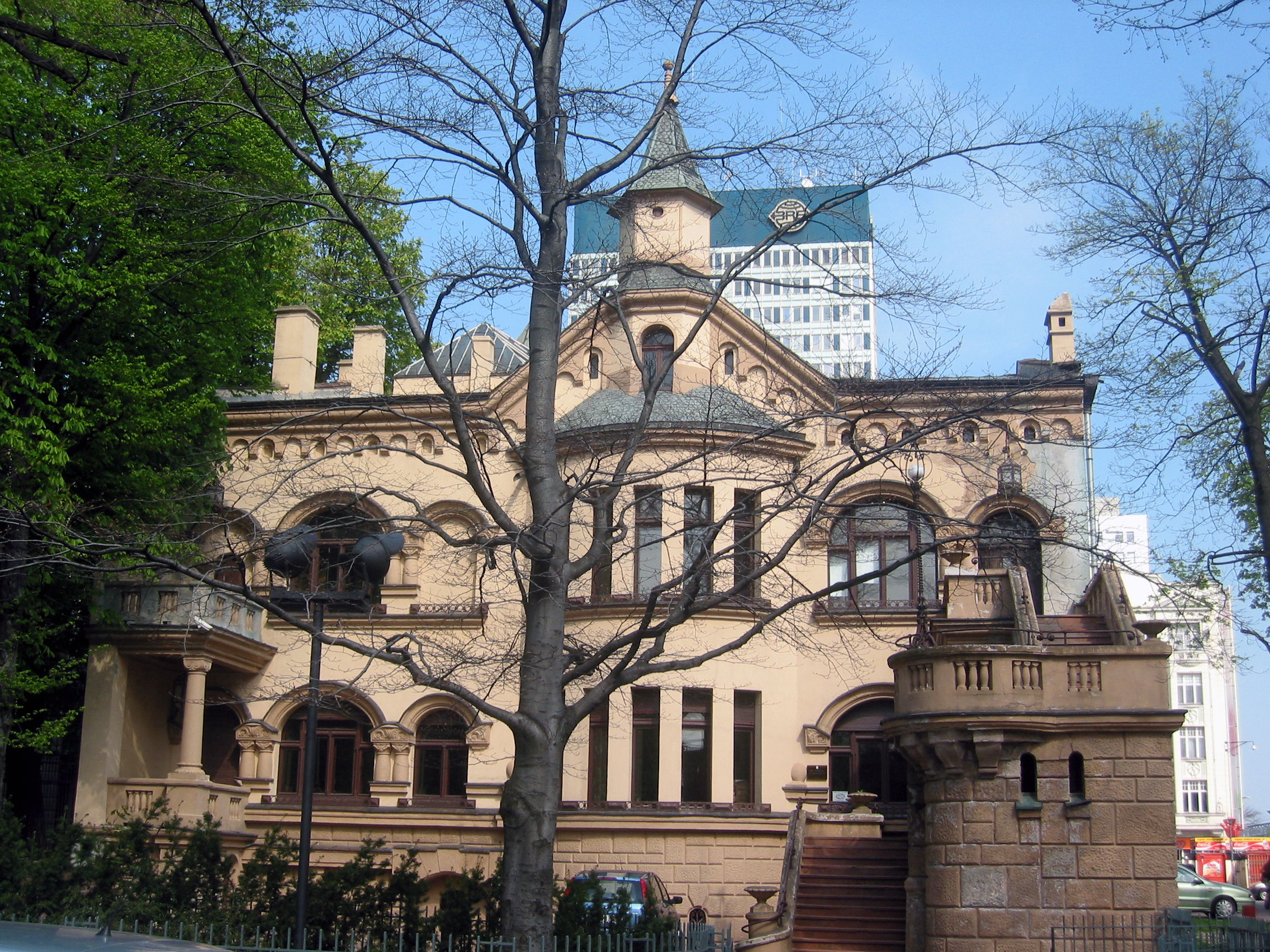
ヤリシュ家の旧邸宅
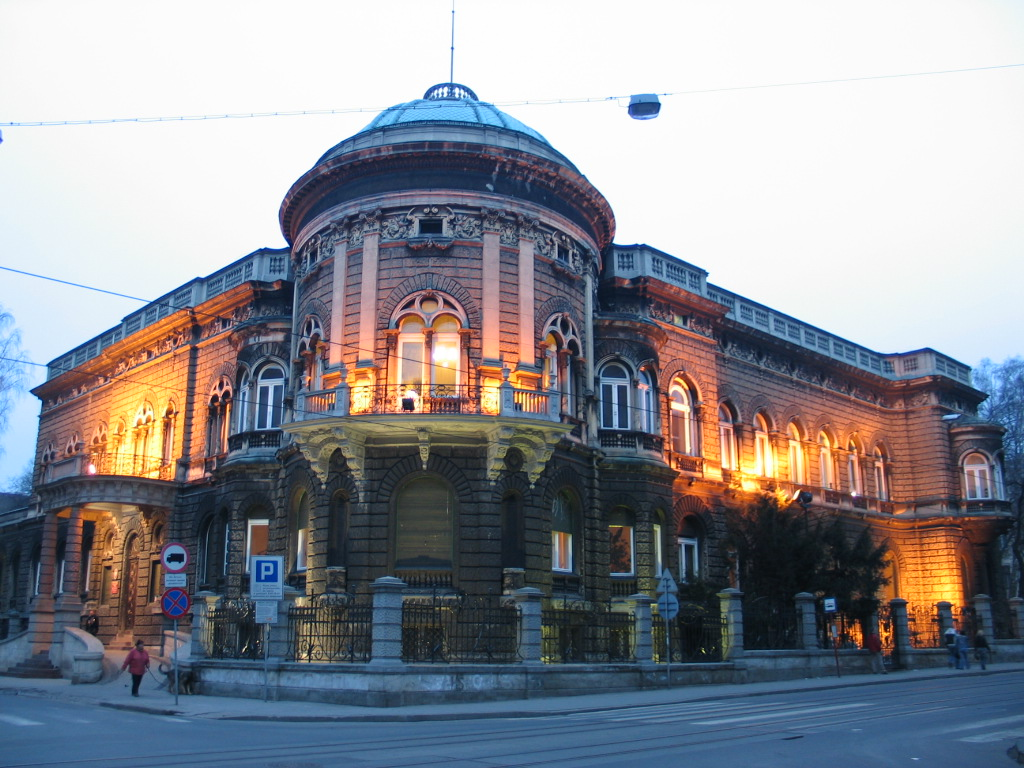
カロル・ポズナニスキの旧邸宅
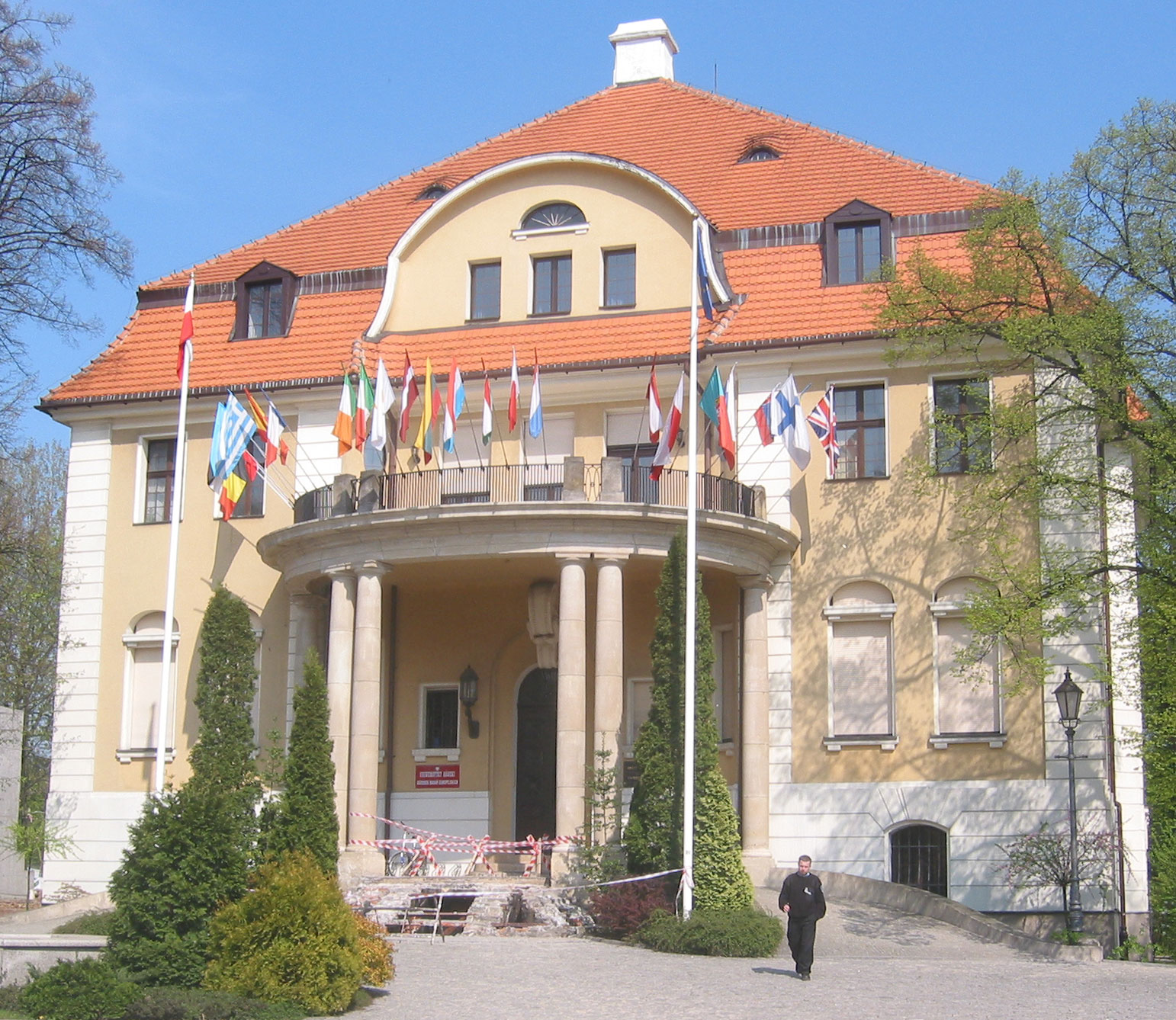
シュヴェイケルト家の旧邸宅
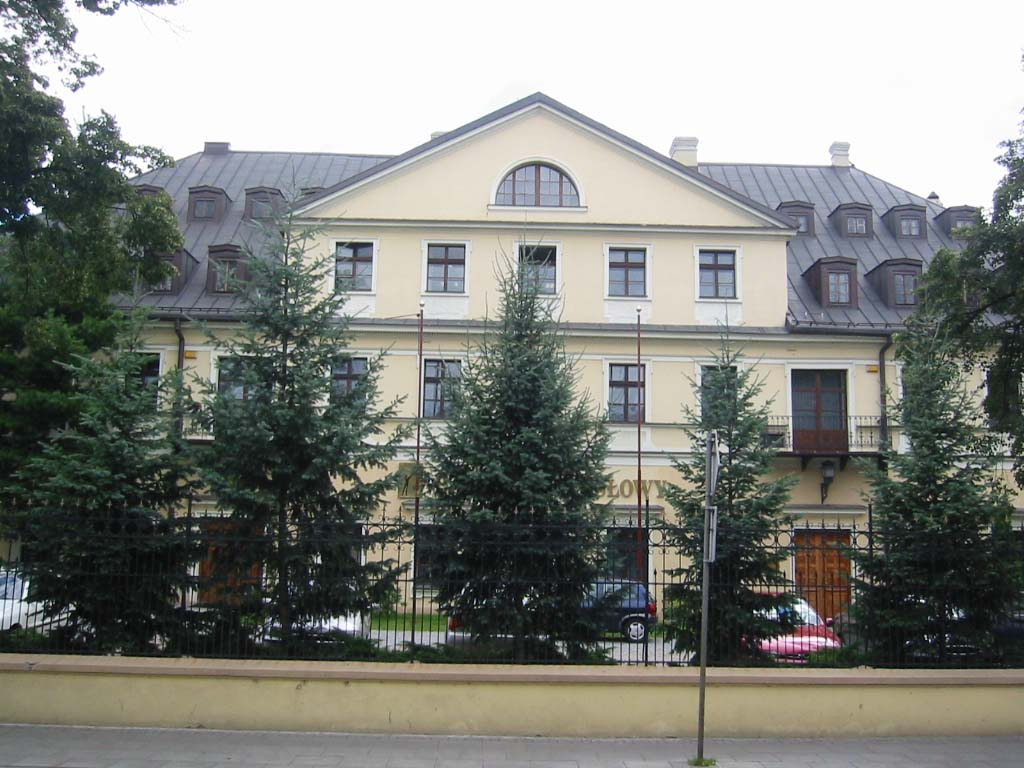
コピシュ家の旧邸宅
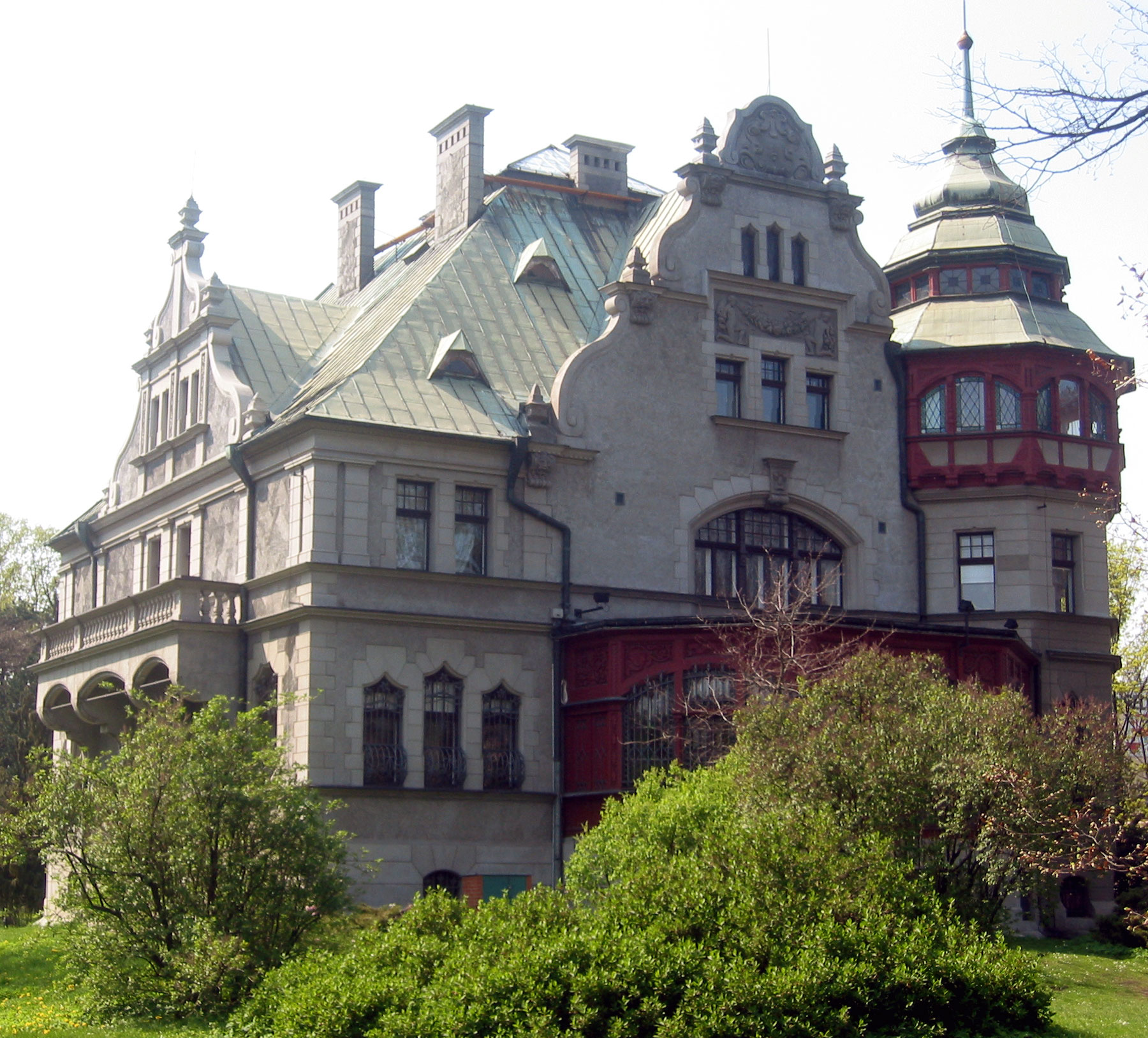
リヒテル家の旧邸宅（ウッチ工科大学所有）
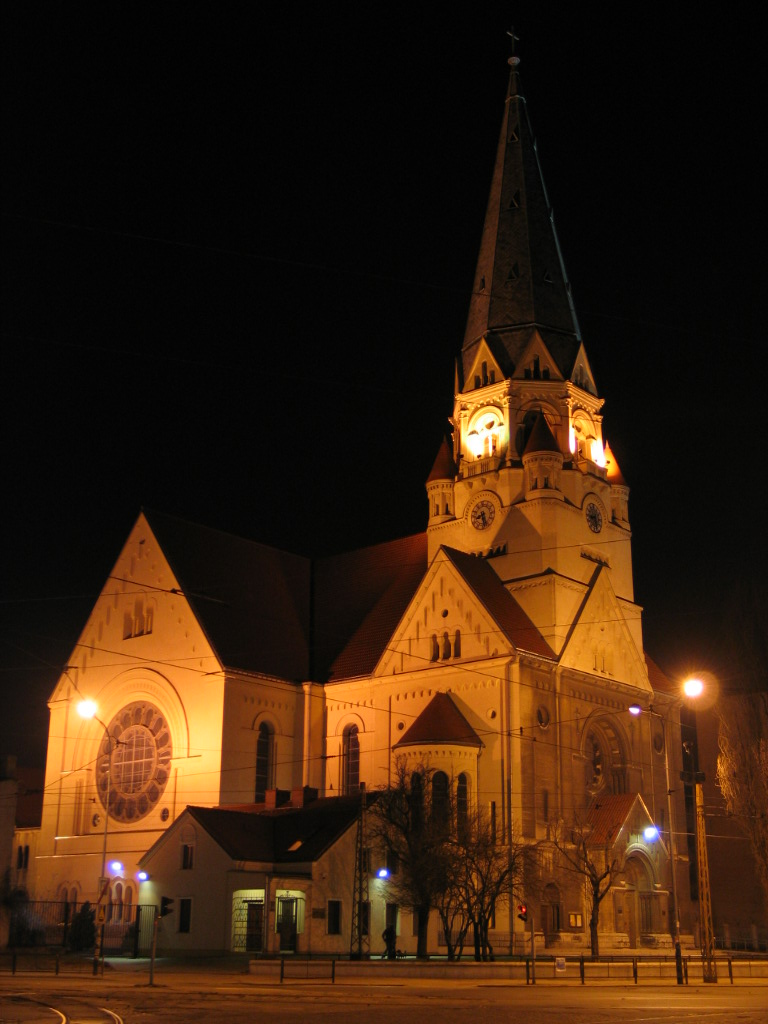
ルーテル派教会の聖マタイ寺院
東方正教会のアレクサンデル・ネフスキー寺院
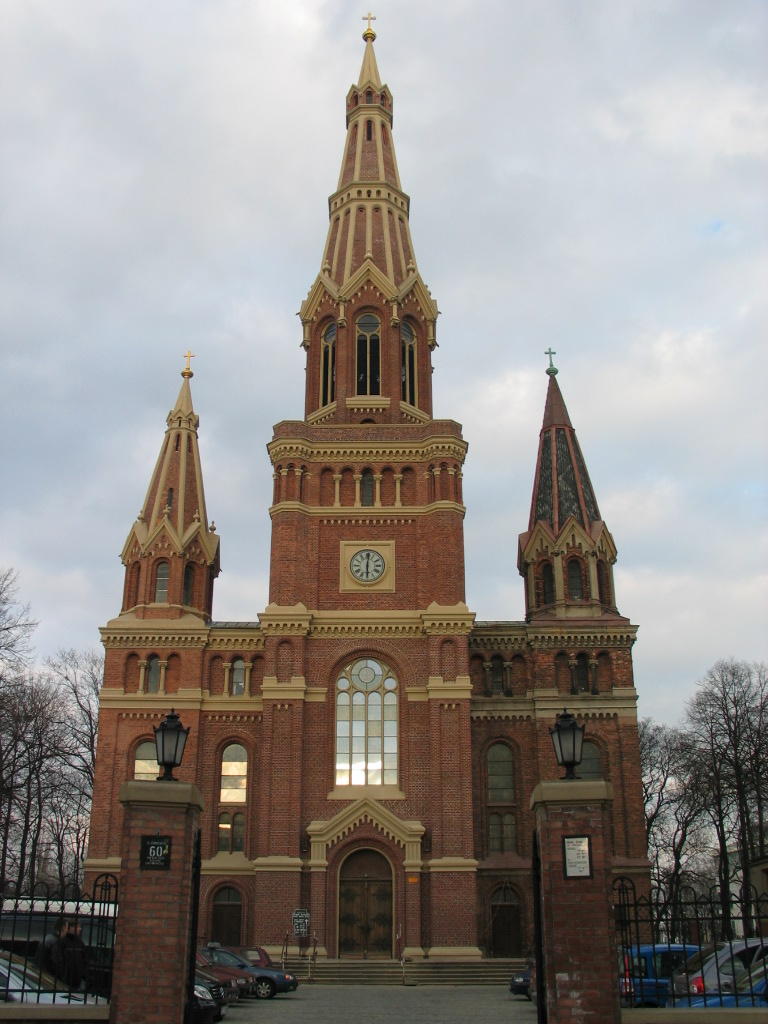
イエズス会教会
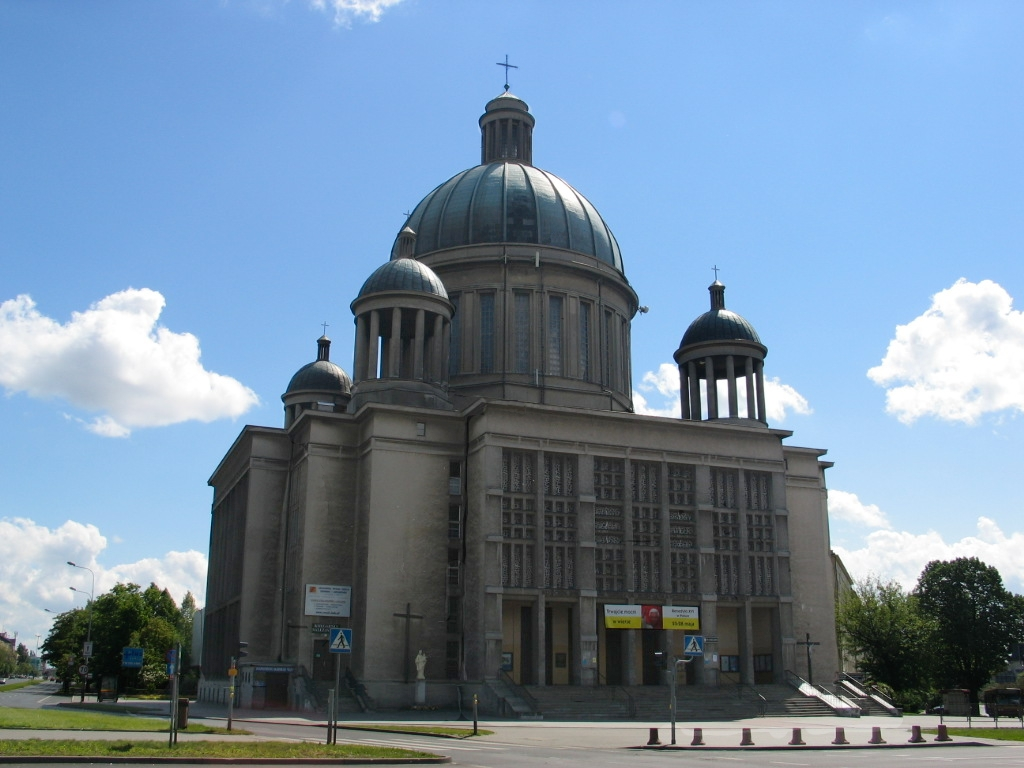
聖テレサ教会
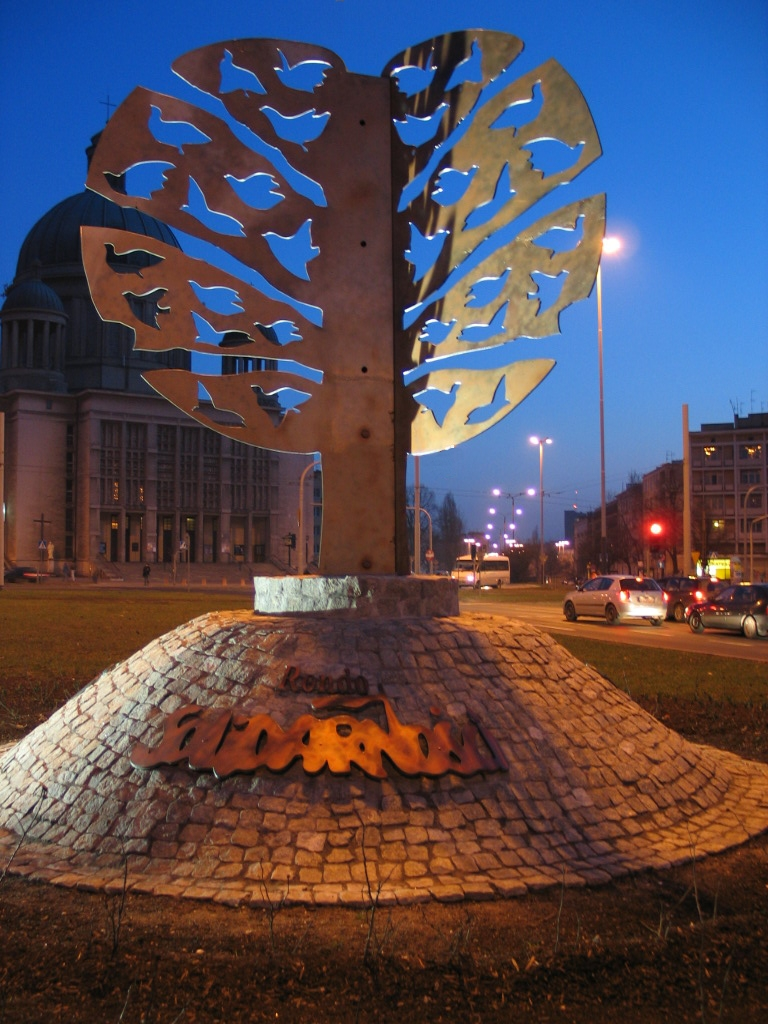
自主管理労組「連帯」の碑
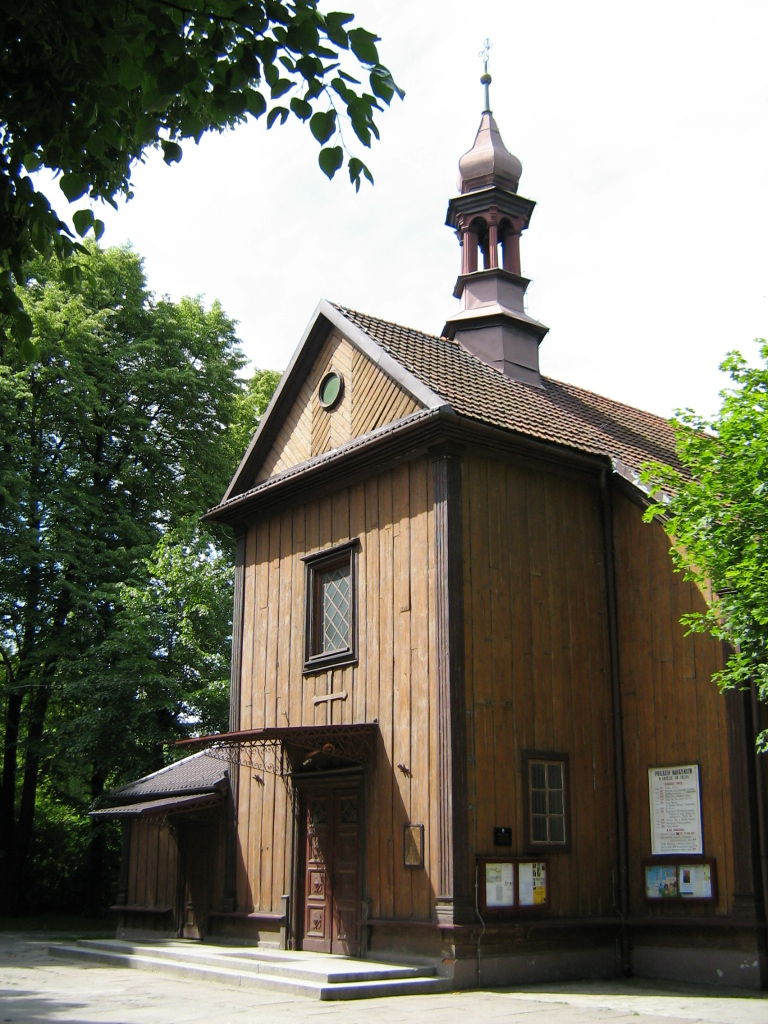
聖ヨゼフ教会
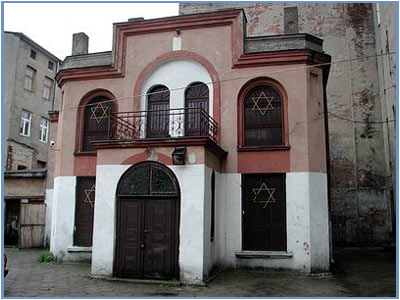
リヒテル家のシナゴーグ
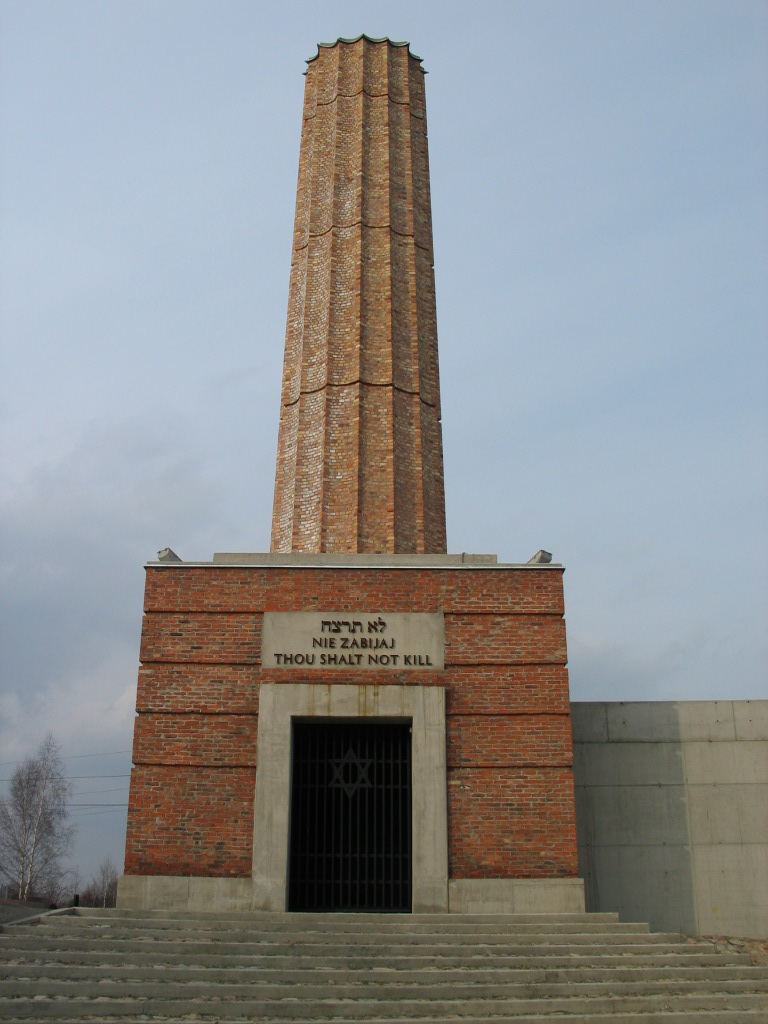
ラデガストの碑
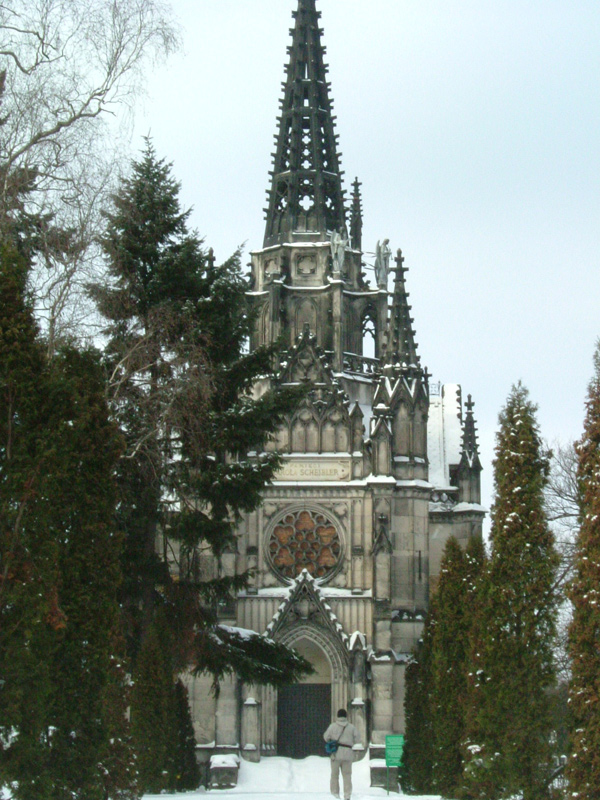
カロル・シャイブラーの墓所
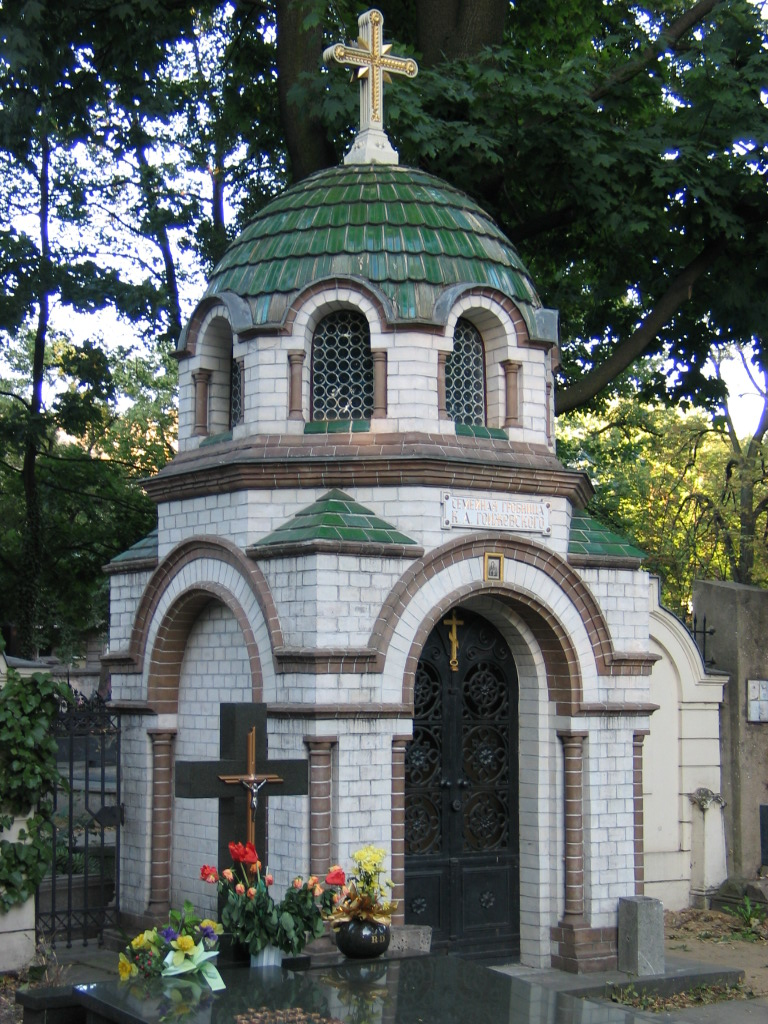
ゴイジェフスキ家の墓所
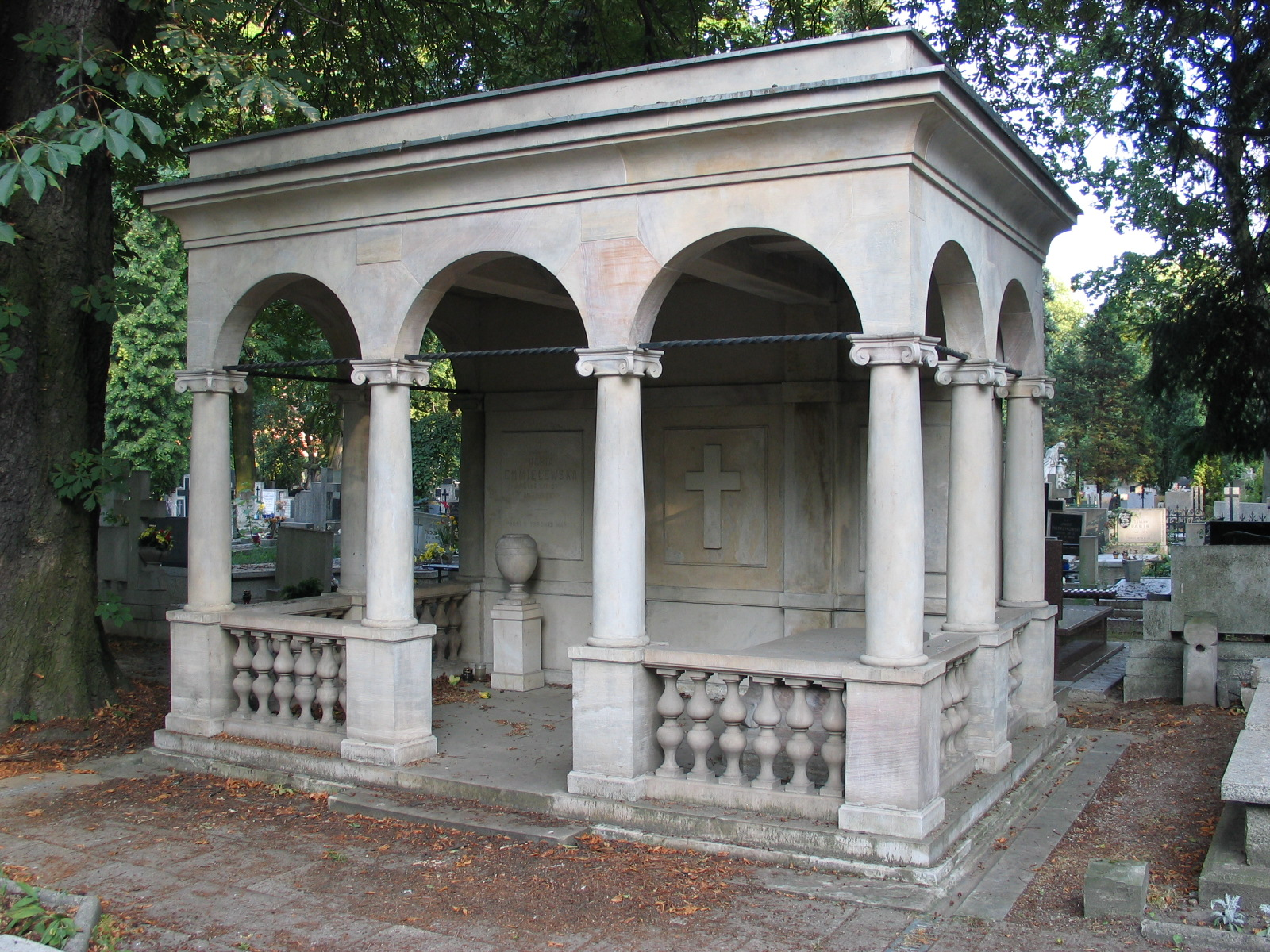
フミェレツキ家の墓所
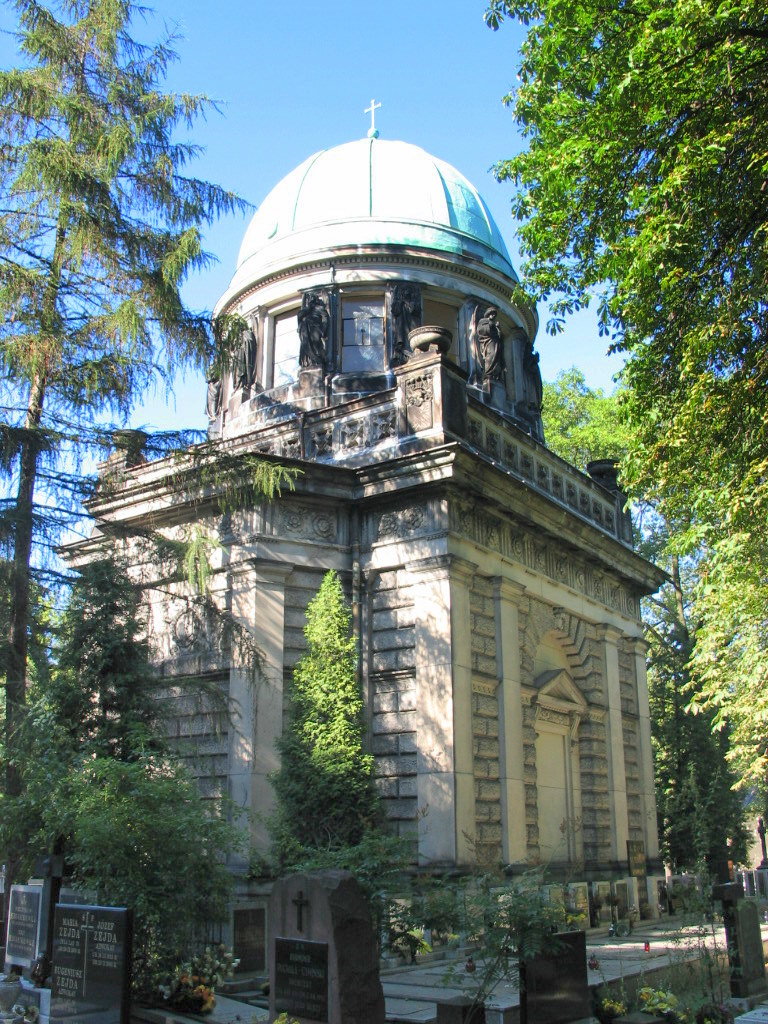
ユリウシュ・ハインツェルの墓所
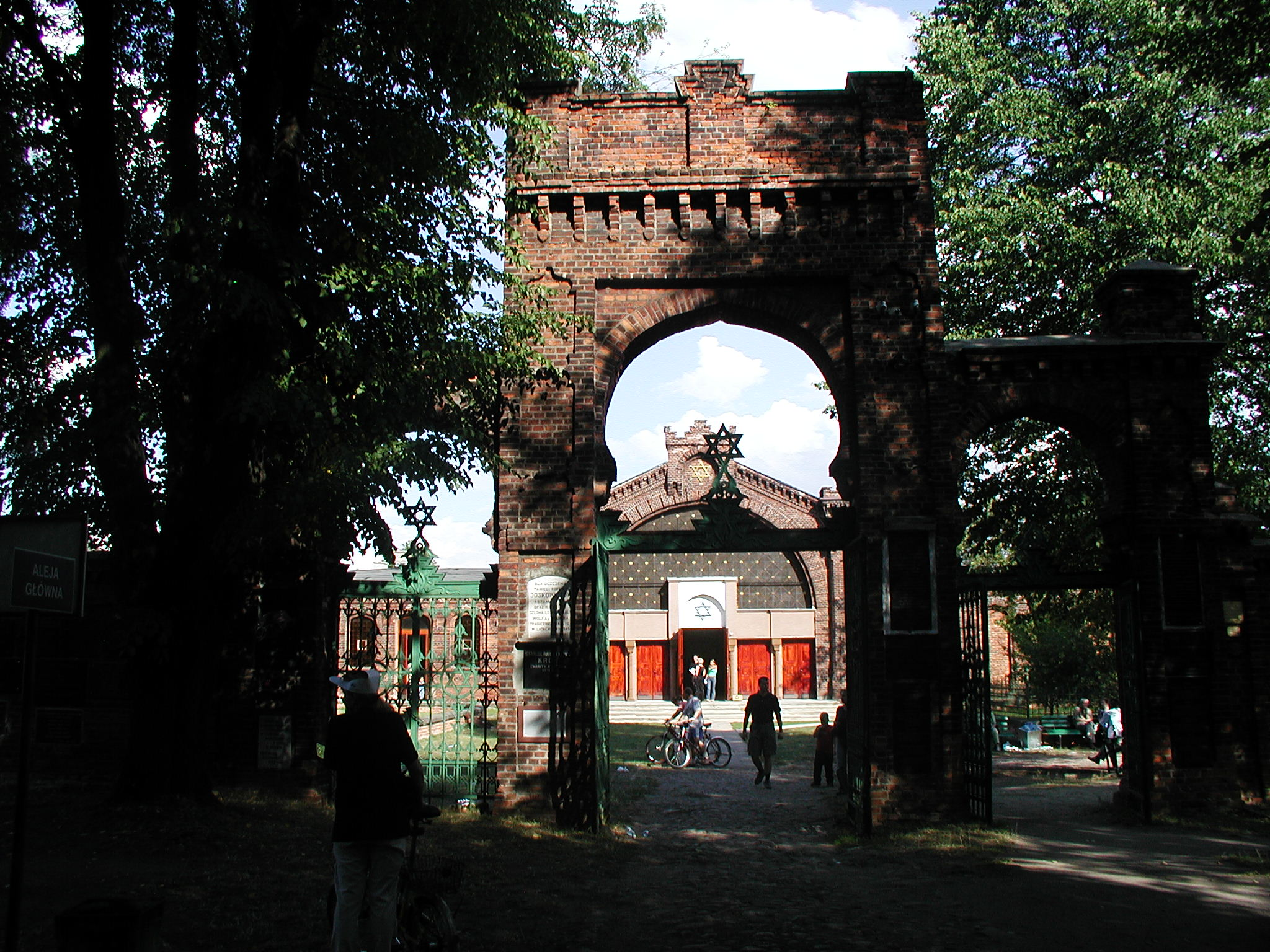
ユダヤ人墓地の門
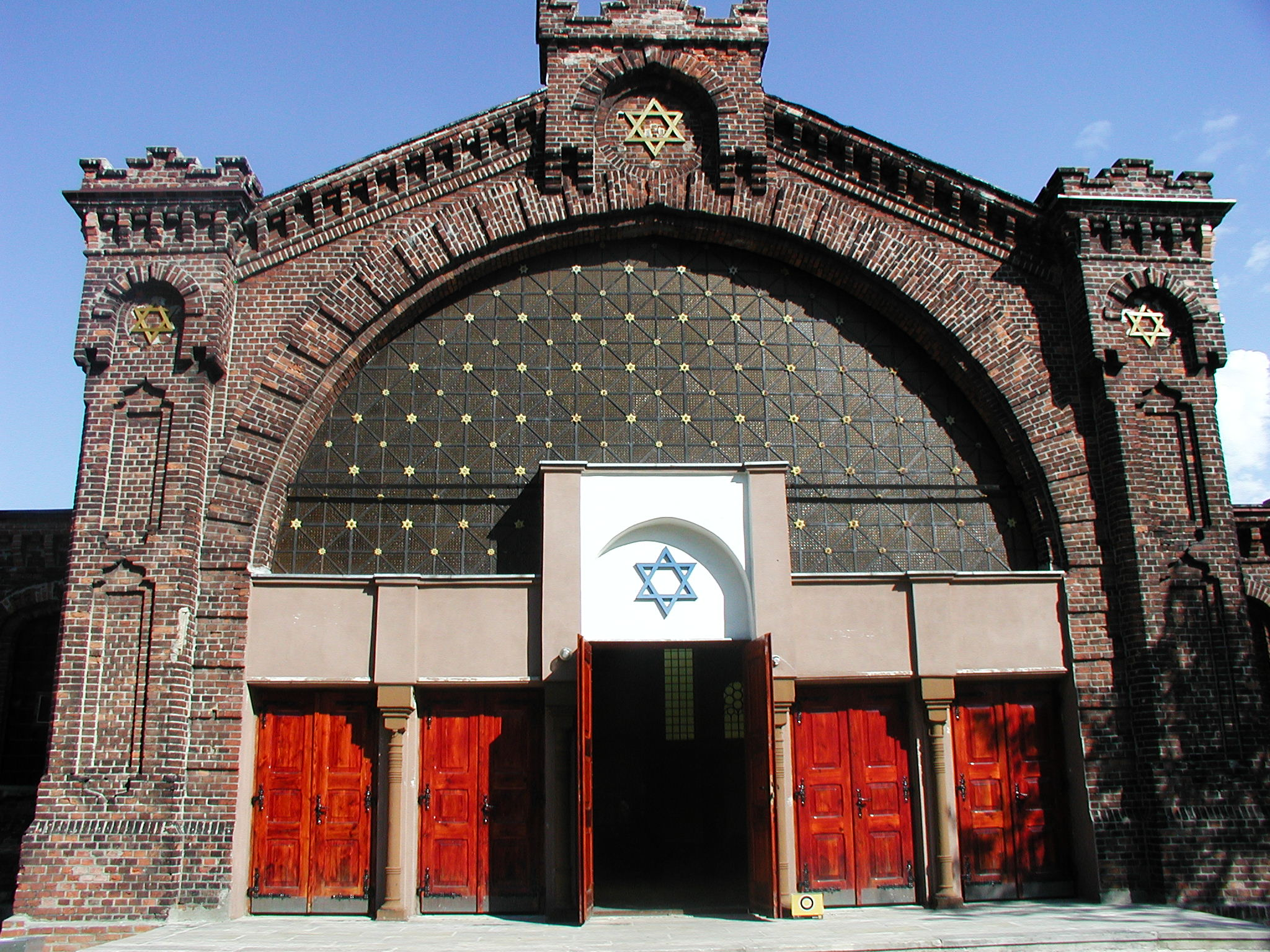
ユダヤ教の葬儀場
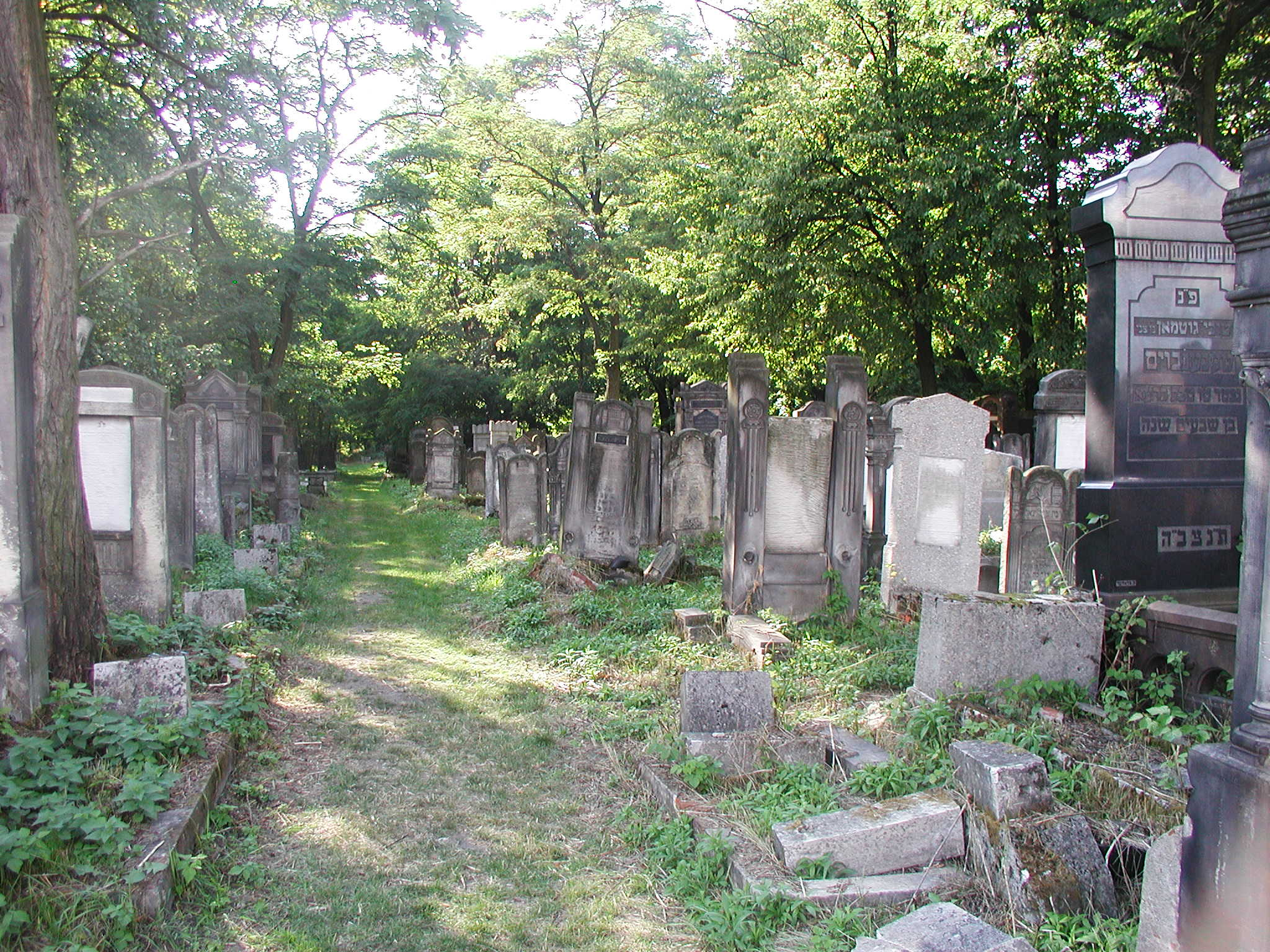
ユダヤ人墓地

## 地理
ウッチは海抜162m～278mのところにある。市内にはウトカ川、ネル川などいくつかの川が流れている。

## 経済
1990年まではウッチの経済は織物工業が中心だったが、1991年にかけての間に生産が大きく下落した。現在ウッチには主要な織物企業は残っていないが、零細企業がロシアや旧ソ連圏の国々に向けて生産を行っている。
19世紀初頭より製造業、特に繊維産業が発展してポーランド随一の工業都市となり、「ポーランドのマンチェスター」といわれるほど繁栄した。第二次世界大戦後に工場は全て国有化され、旧東欧の経済体制（コメコン）に組み込まれたが、1980年代後半に入り市場経済が導入されると先進国や発展途上国の同業他社に対して製品の品質や価格の面で太刀打ちできずに次々と工場が廃業していった。ところが近年は使われなくなった工場の建屋や、旧工場オーナーであったブルジョワたちの大豪邸の建築学的価値が見直され、これらをきれいにリフォームしながら観光都市として再生しつつあり、国内外から観光客が集まってきている。
また、ポーランド映画産業の中心地でもあり、アンジェイ・ワイダ監督、ロマン・ポランスキ監督、クシシュトフ・キェシロフスキ監督など、ポーランドを代表する映画人がウッチ映画学校で学んだ。「おやすみ、クマちゃん」や「ムーミン」で世界的に有名で、「ピーターと狼」のアニメで1983年の「タンゴ」に続いて2008年、二度目のアカデミー賞を獲得したポーランドの誇るアニメスタジオのセ・マ・フォル（Se-ma-for）もこの街を拠点としている。

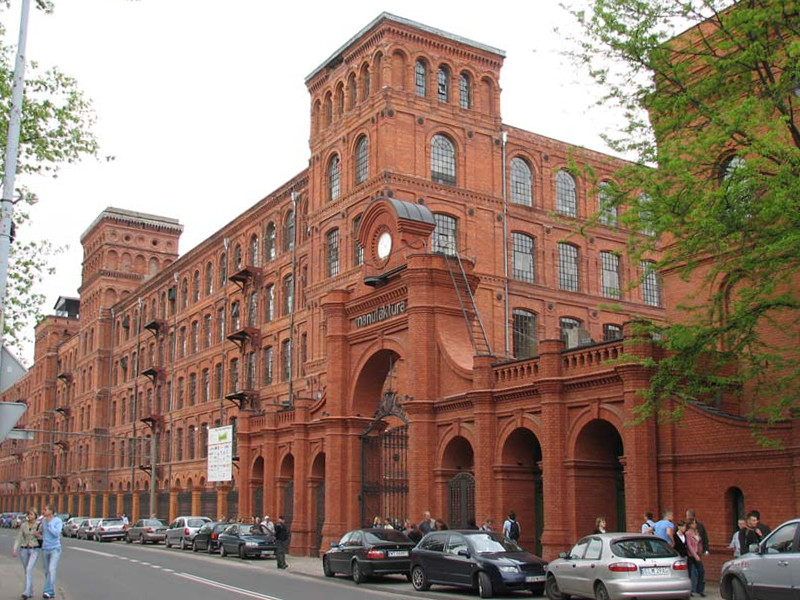
マヌファクトゥーラ・センター
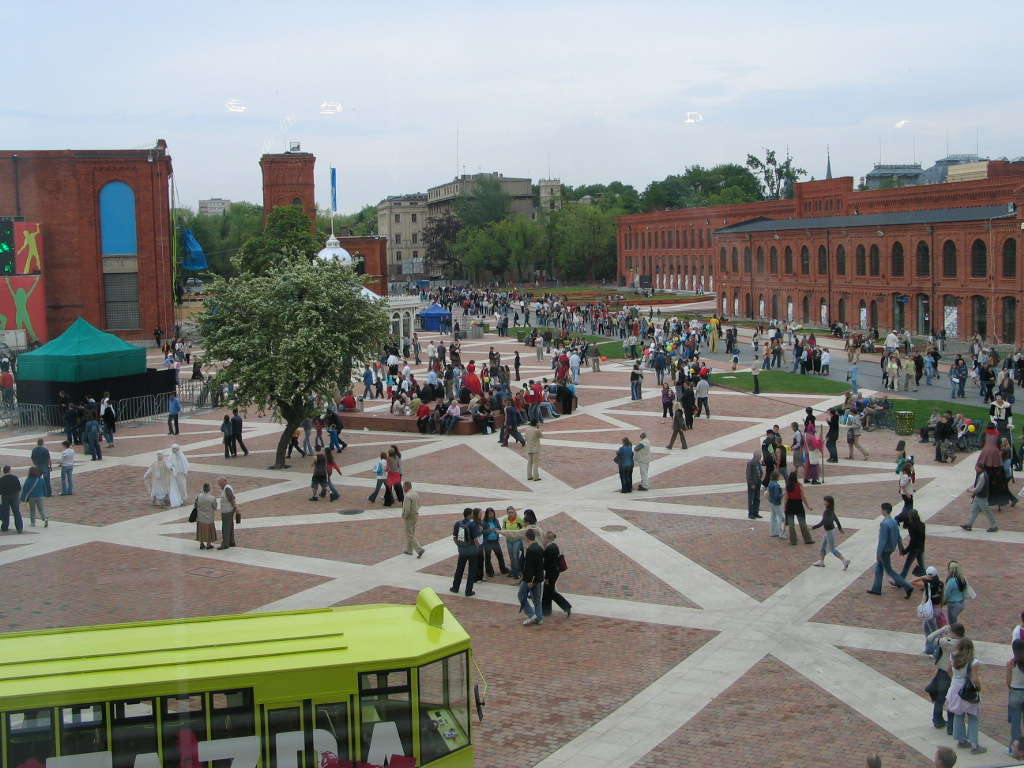
マヌファクトゥーラ・センター
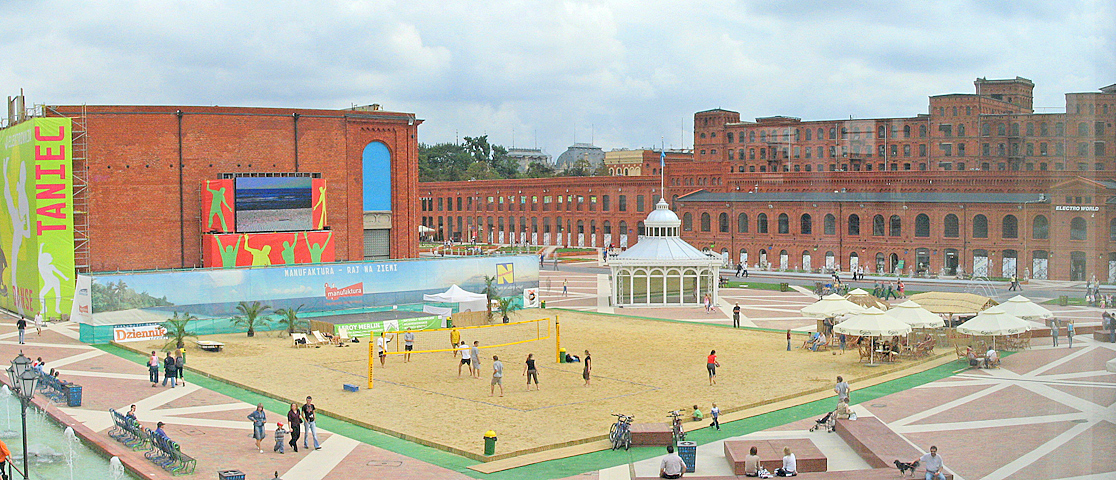
マヌファクトゥーラ・センター
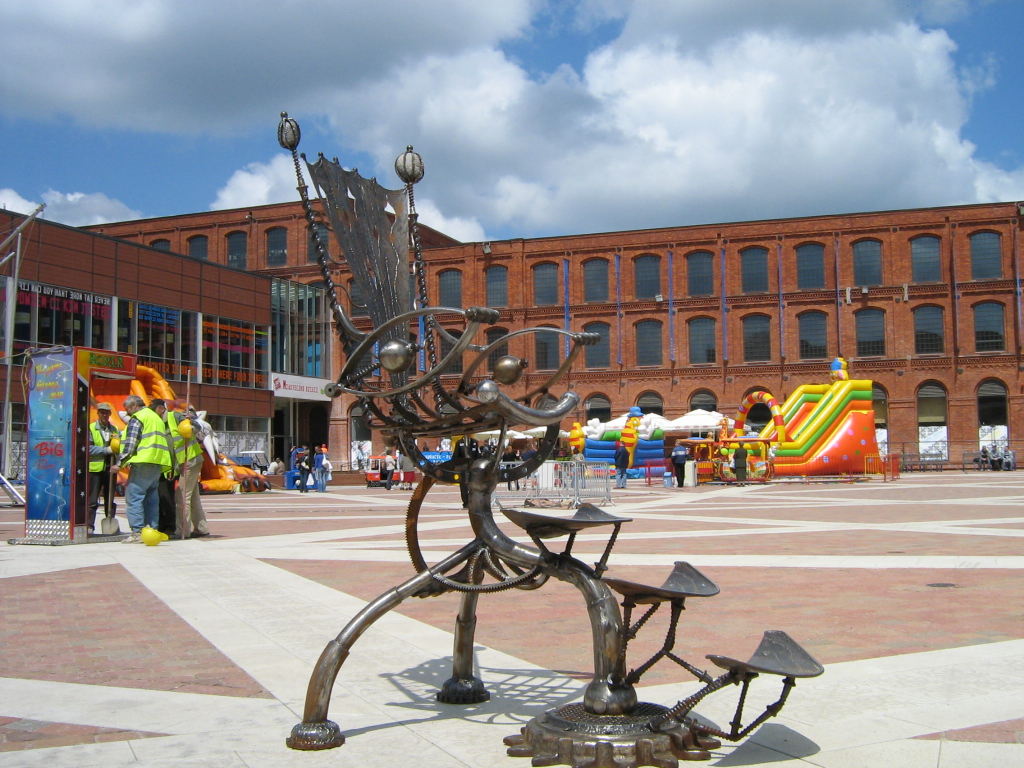
マヌファクトゥーラ・センター
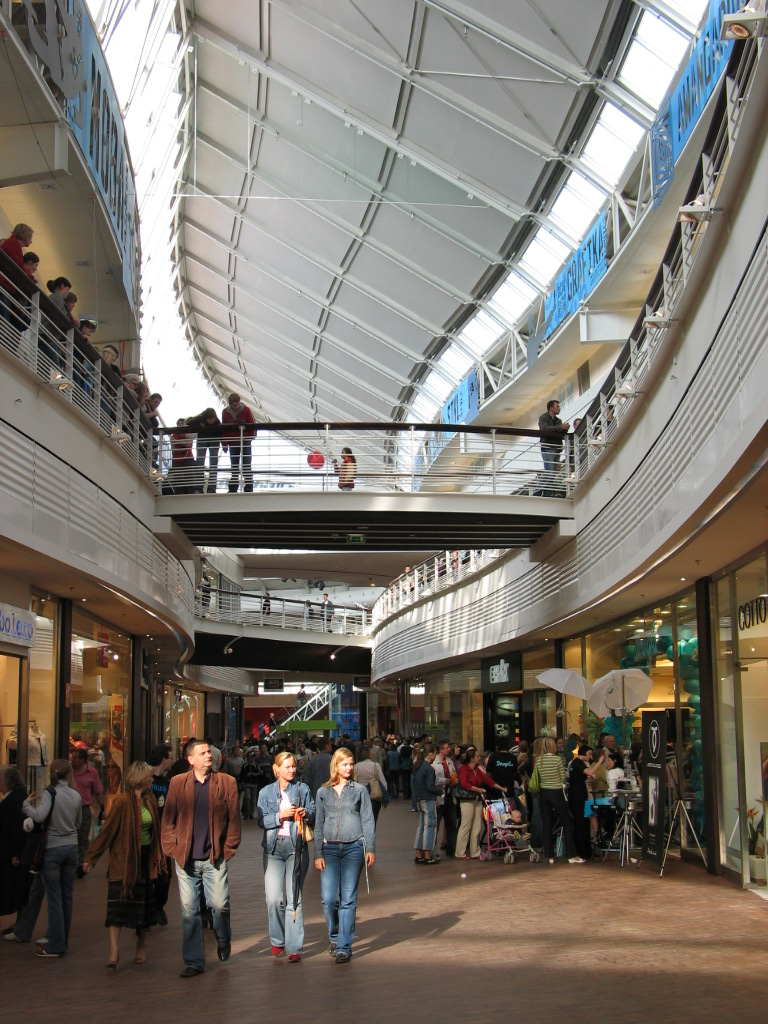
マヌファクトゥーラ・センター内のショッピングモール
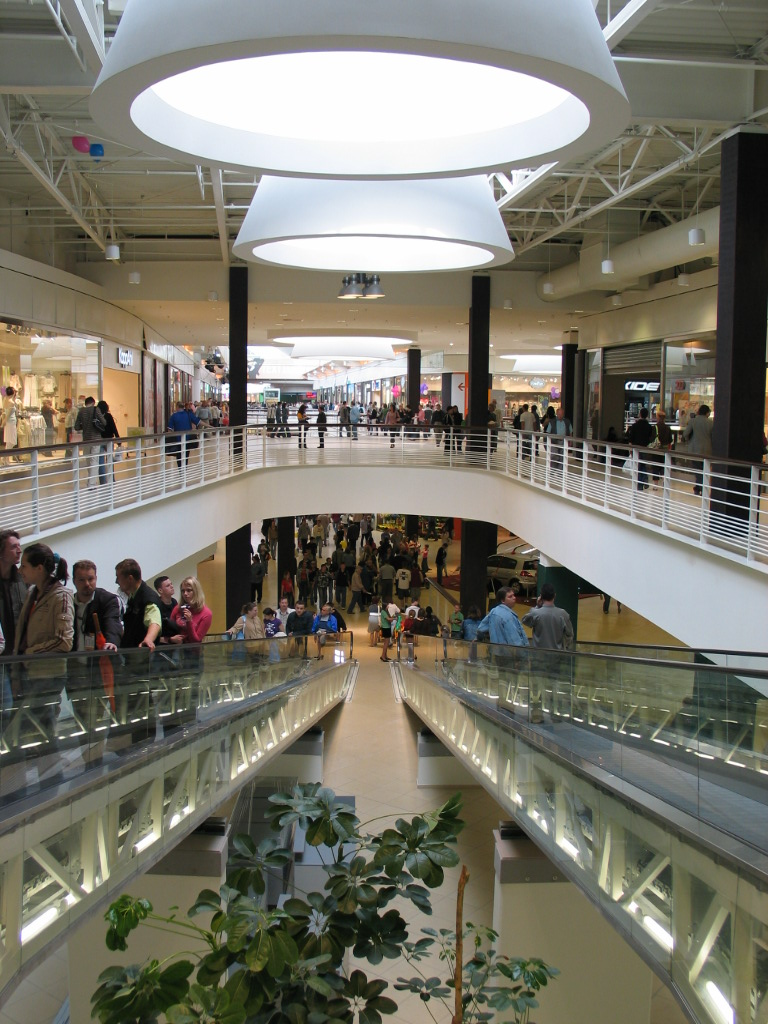
マヌファクトゥーラ・センター内のショッピングモール
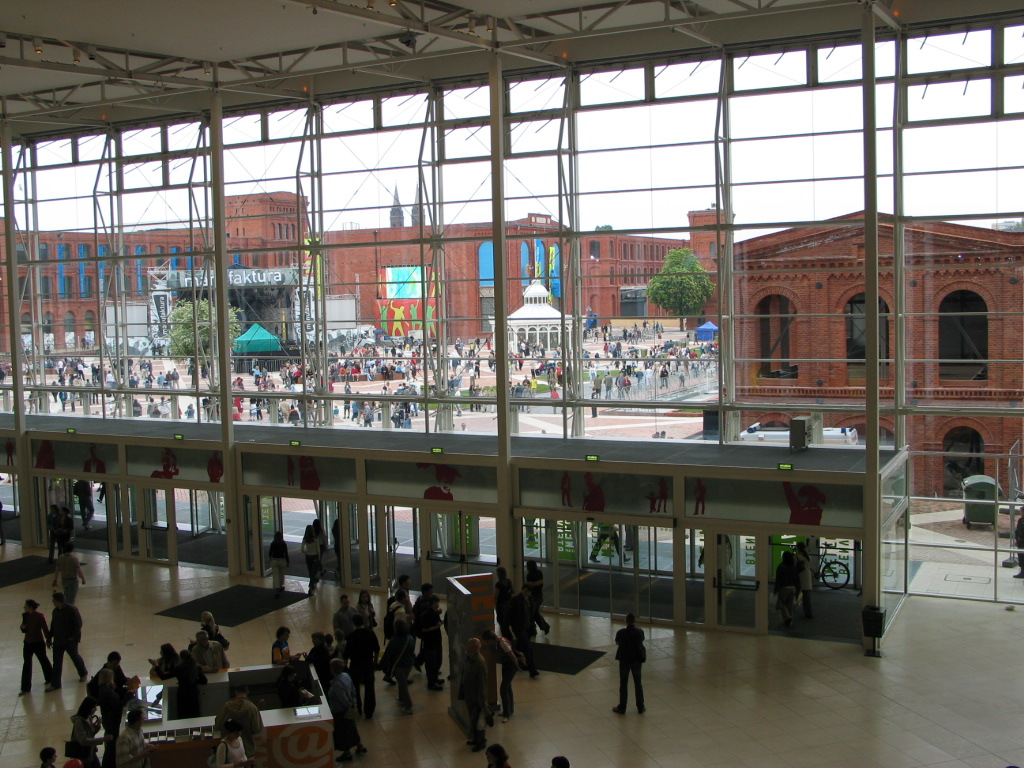
マヌファクトゥーラ・センター
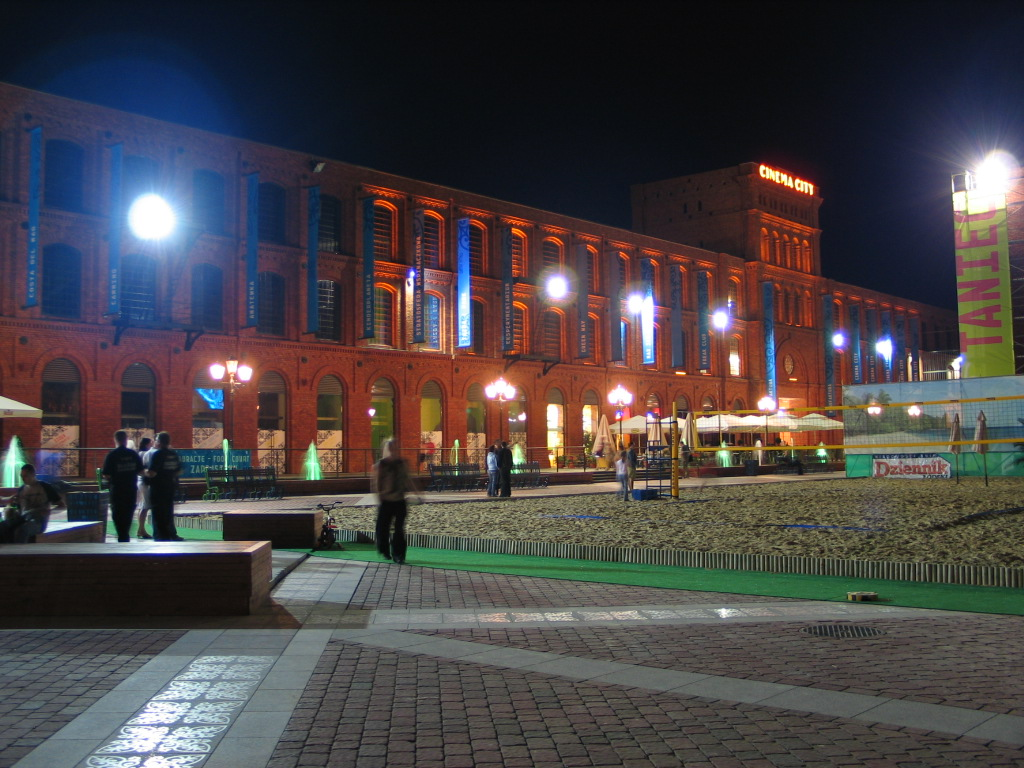
マヌファクトゥーラ・センター内のシネマコンプレックス
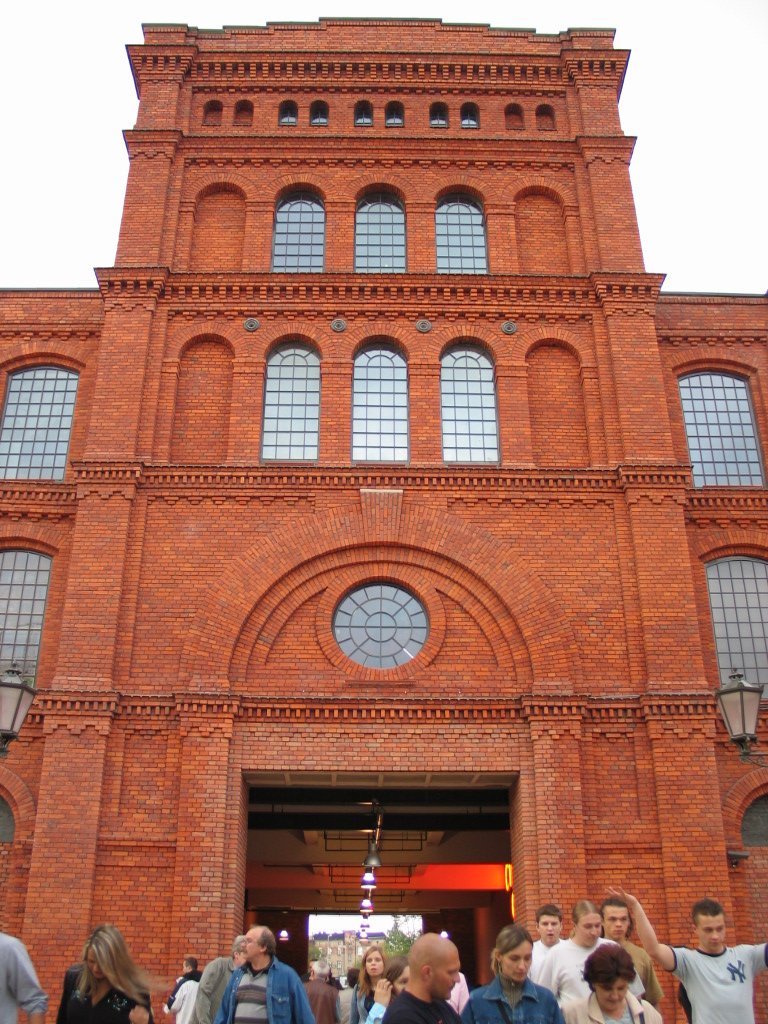
マヌファクトゥーラ・センター内のシネマ・コンプレックス
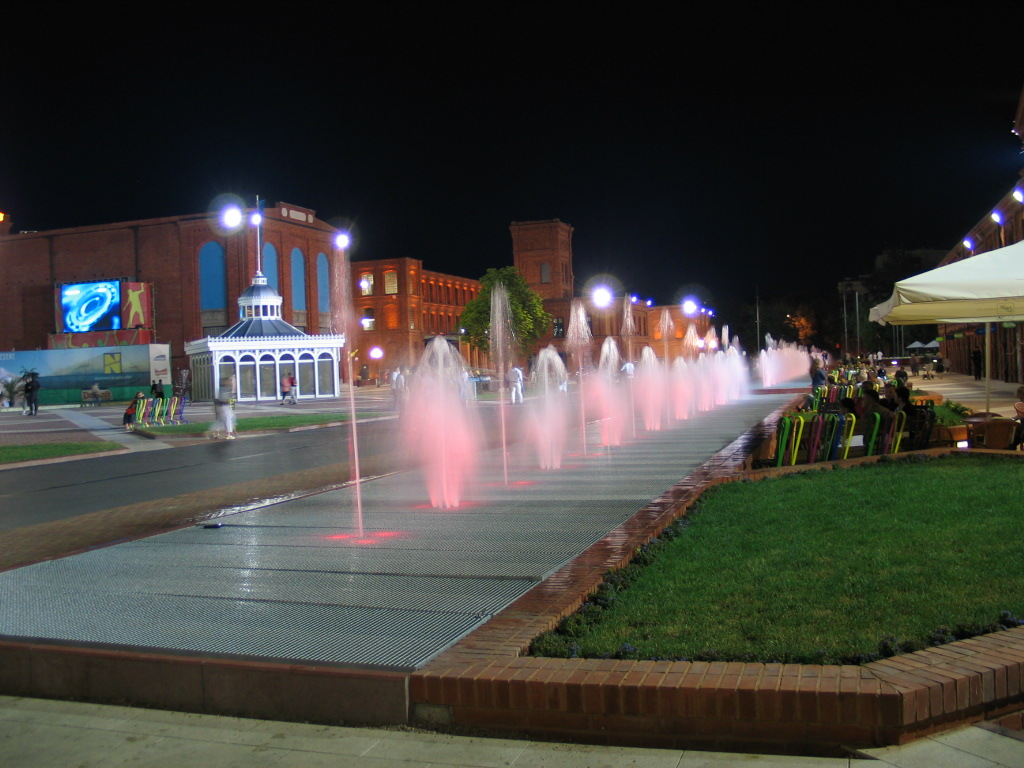
マヌファクトゥーラ・センター内のヨーロッパ最長の噴水
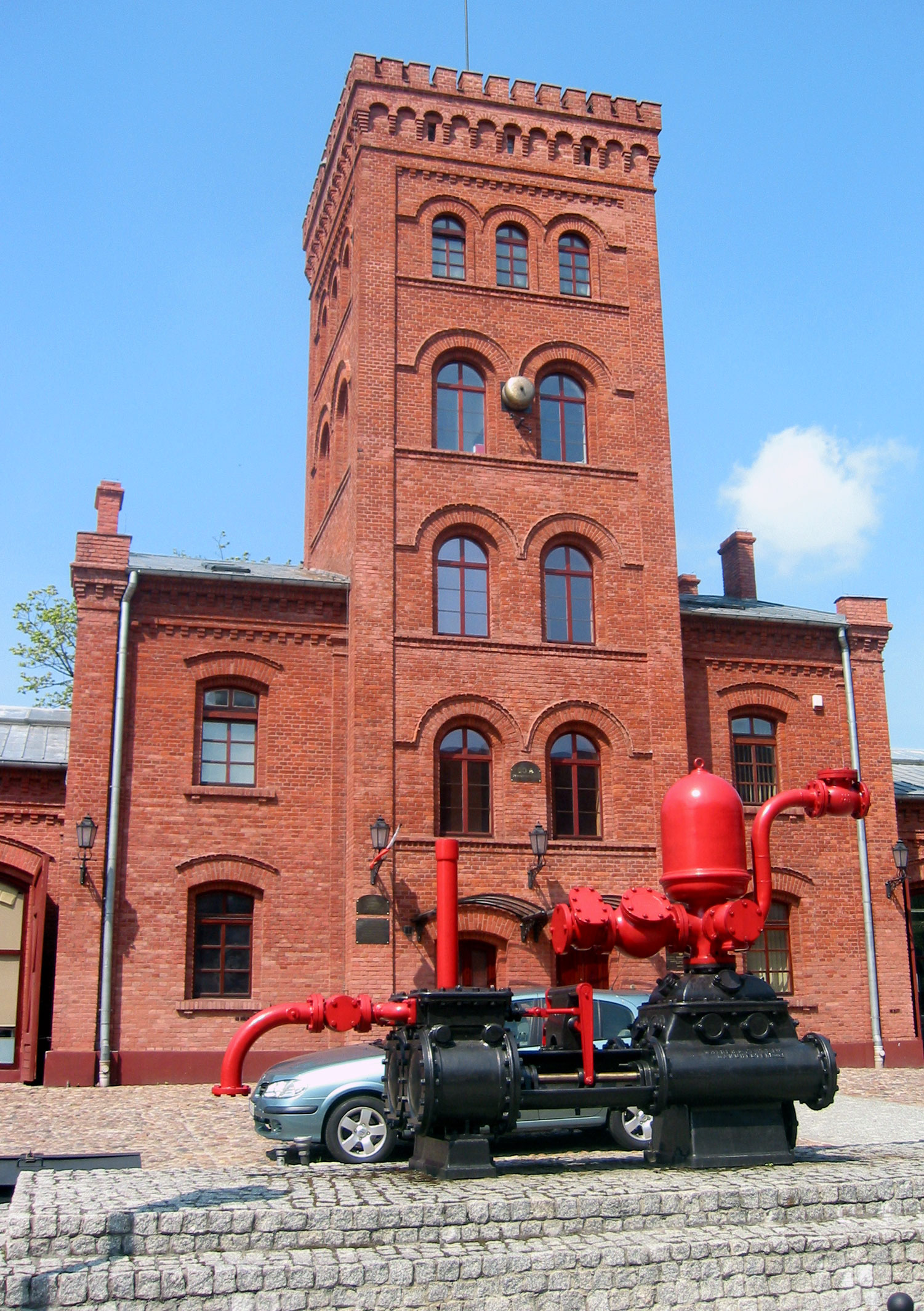
消防署
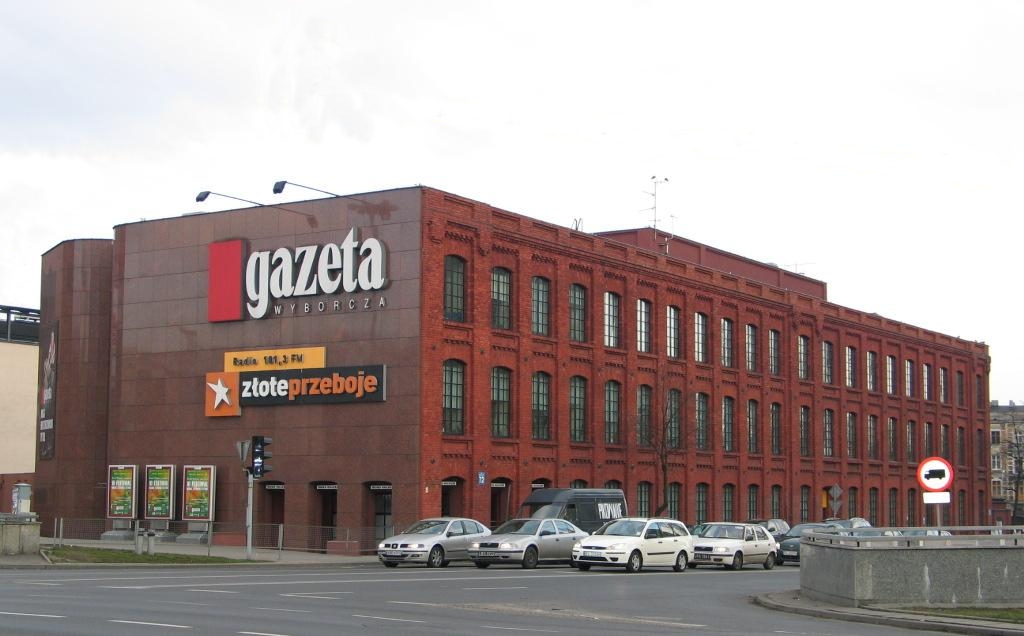
ガゼタ・ヴィボルチャ（選挙新聞）紙ウッチ支社
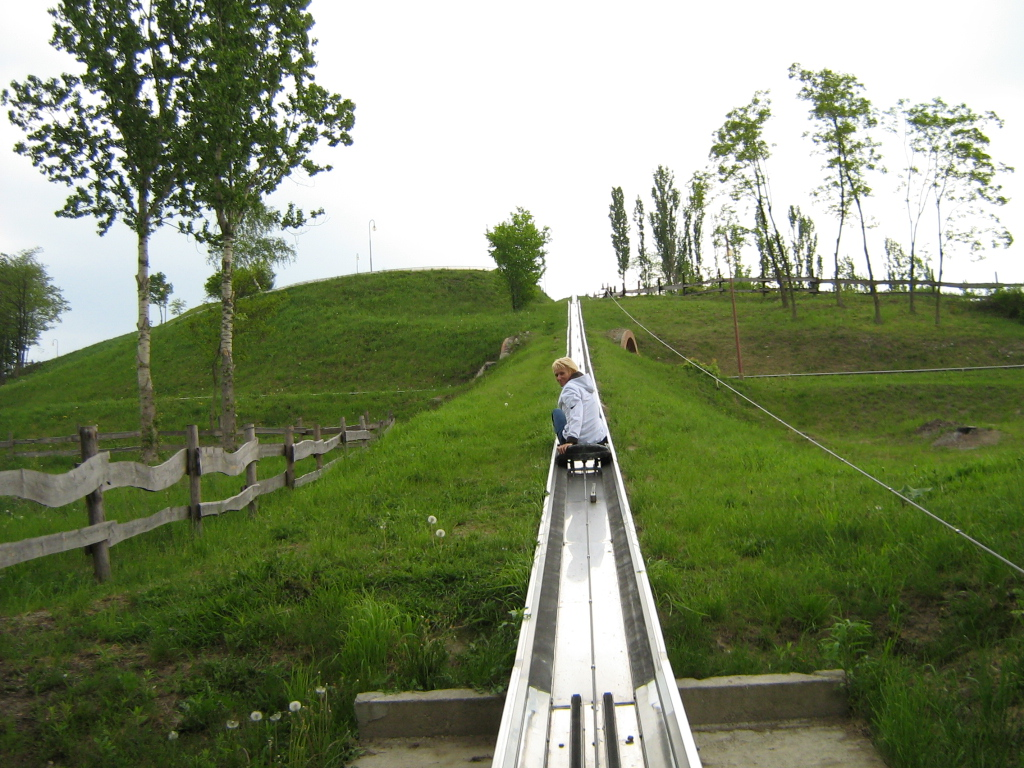
ルヅカ丘のすべり台
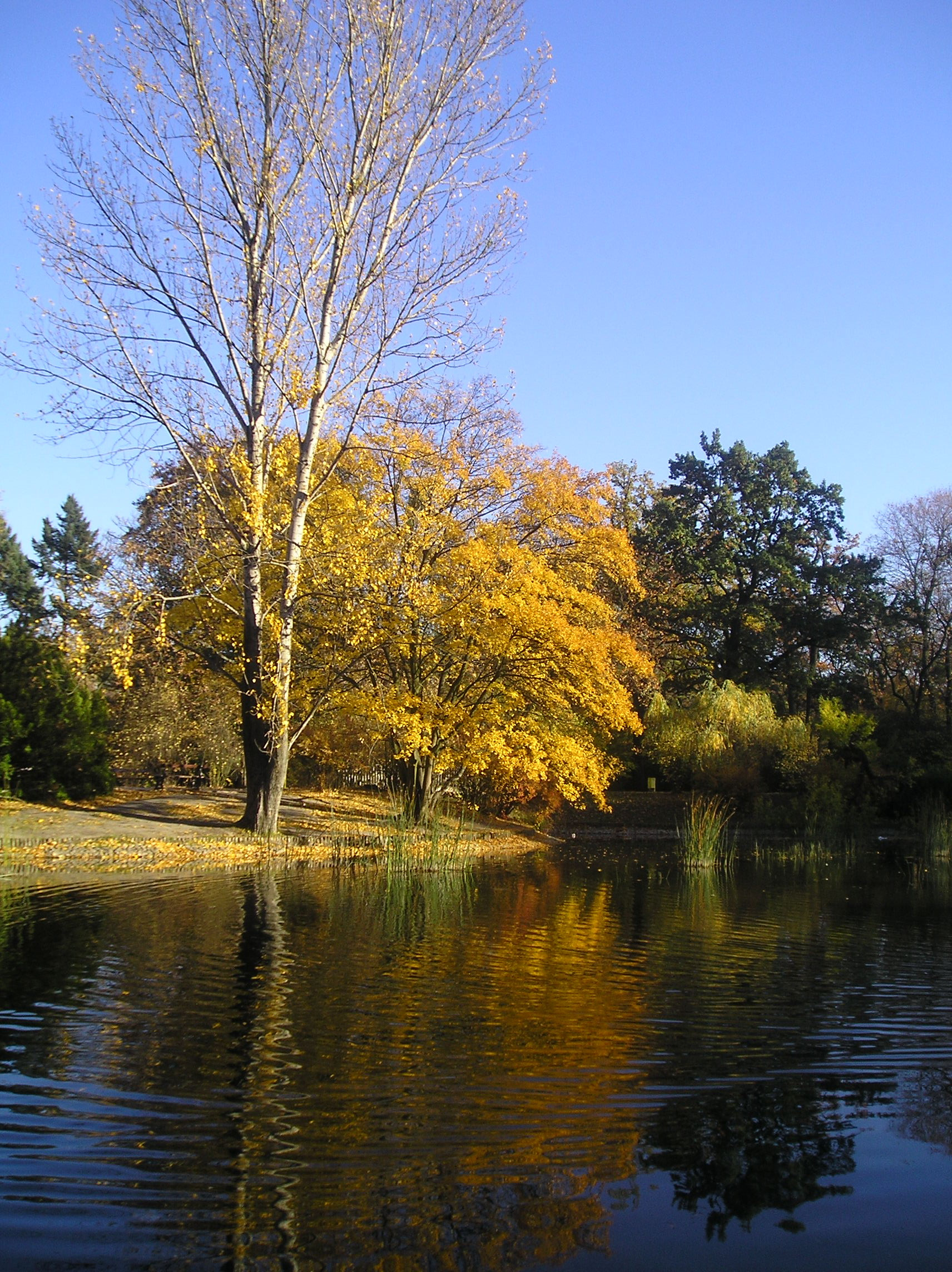
ポニャトフスキ公園
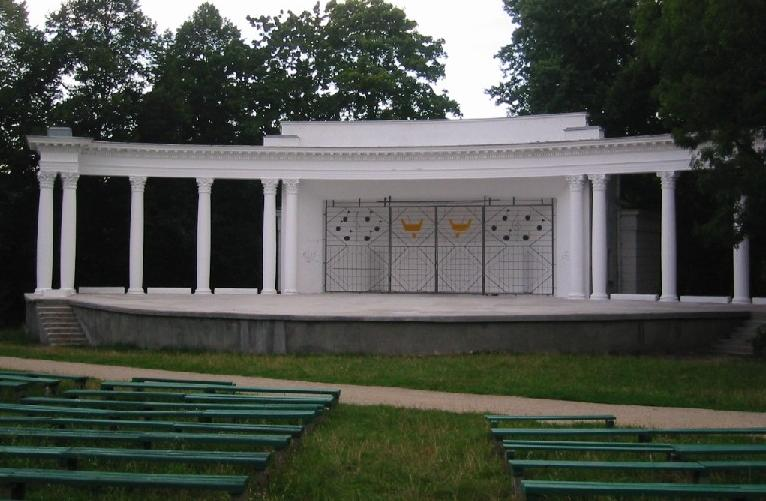
ユリアノフスキ公園
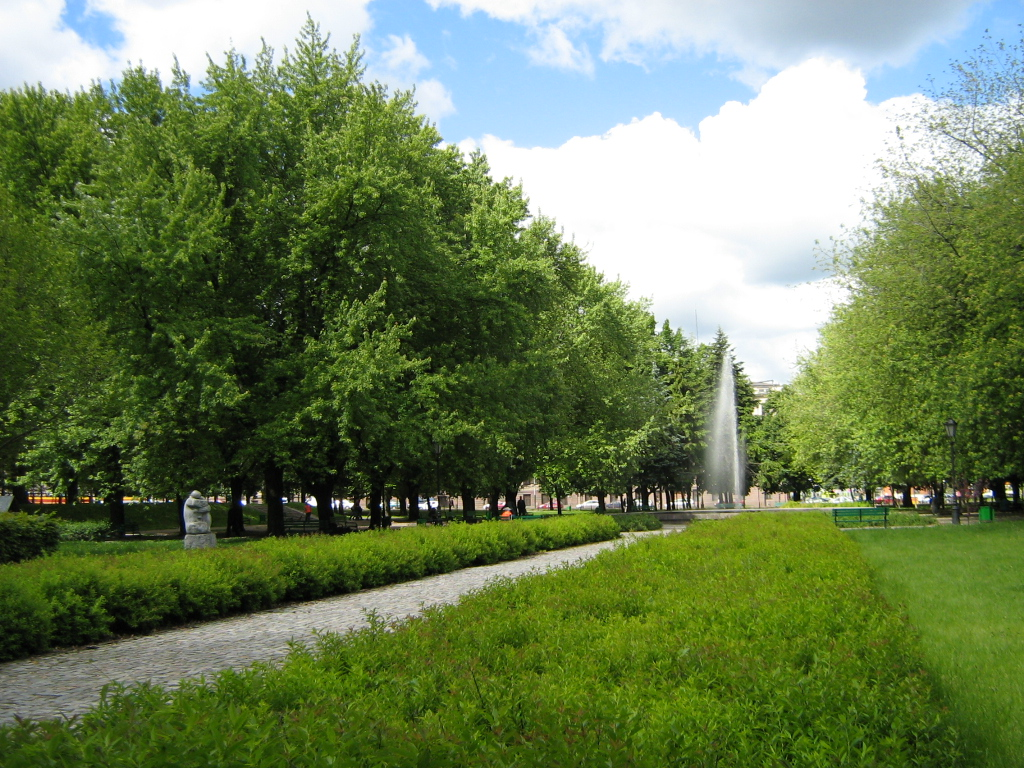
スタロミェイスキ公園
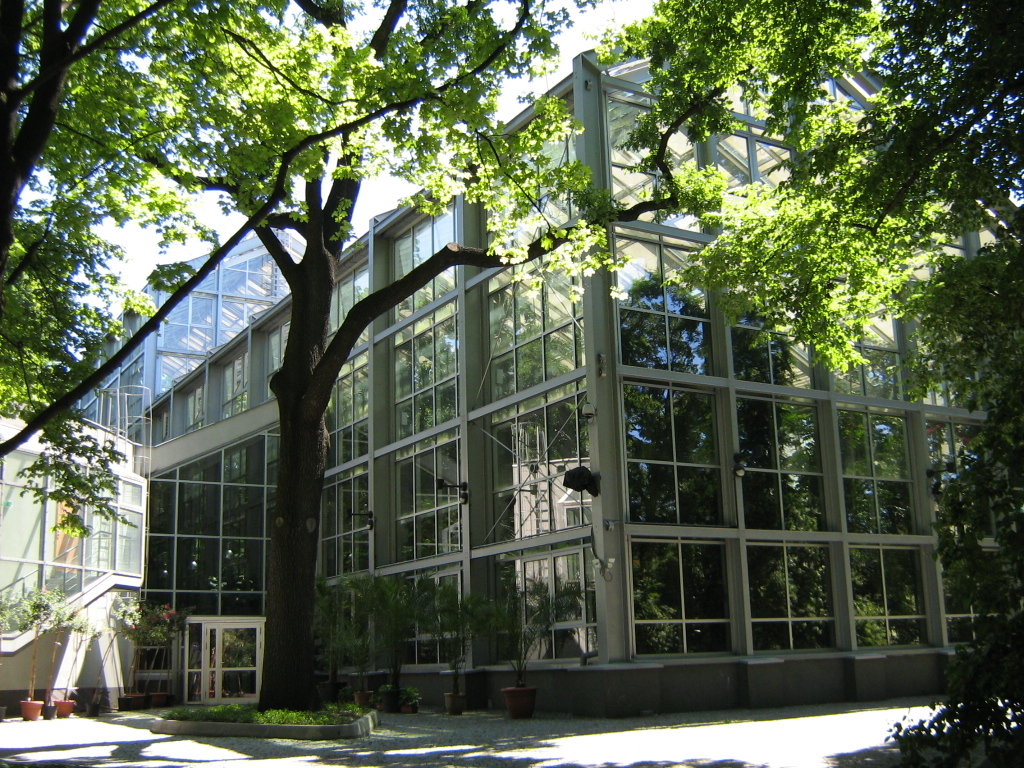
温室
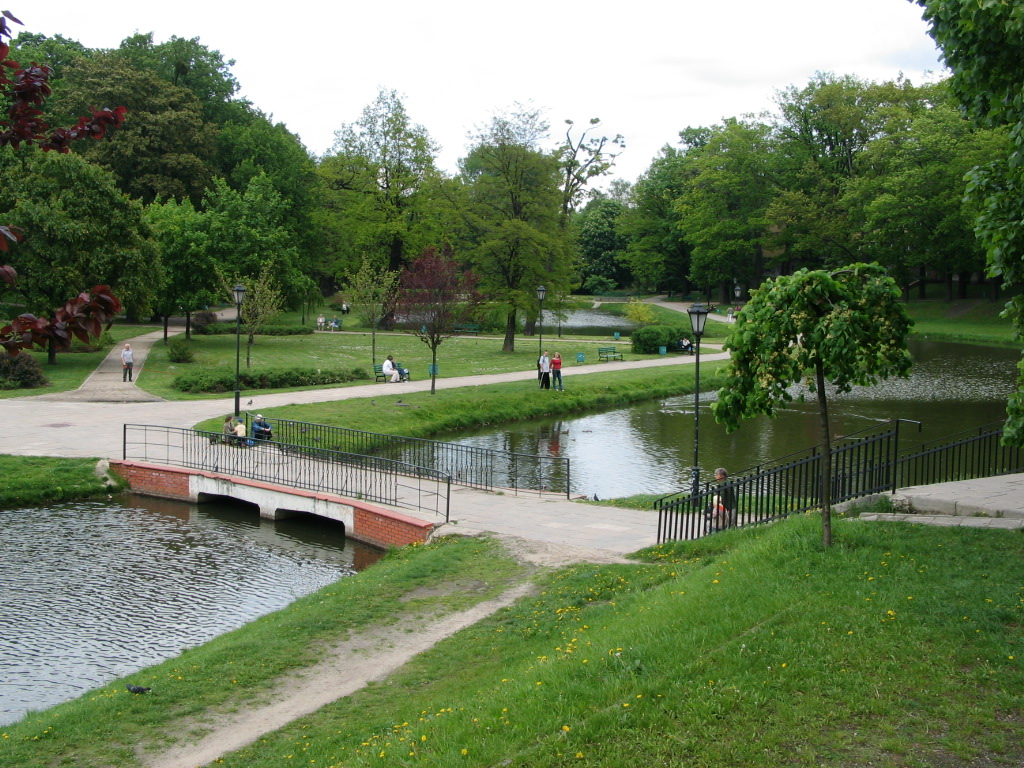
ハレヌフ公園
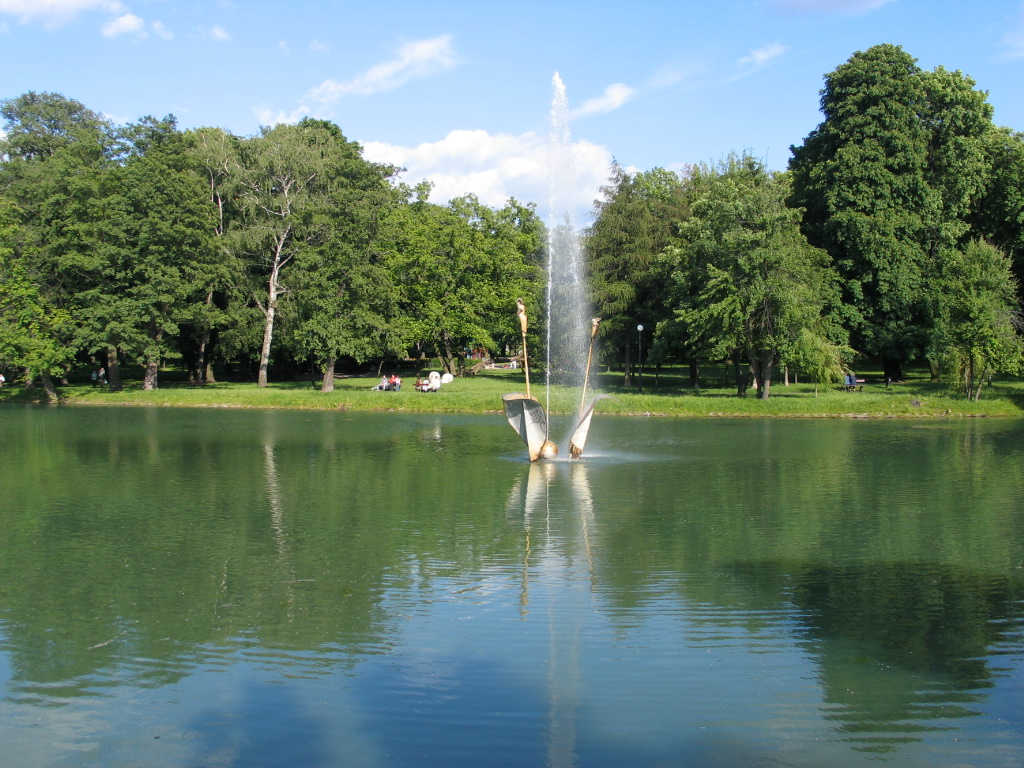
レイモント公園
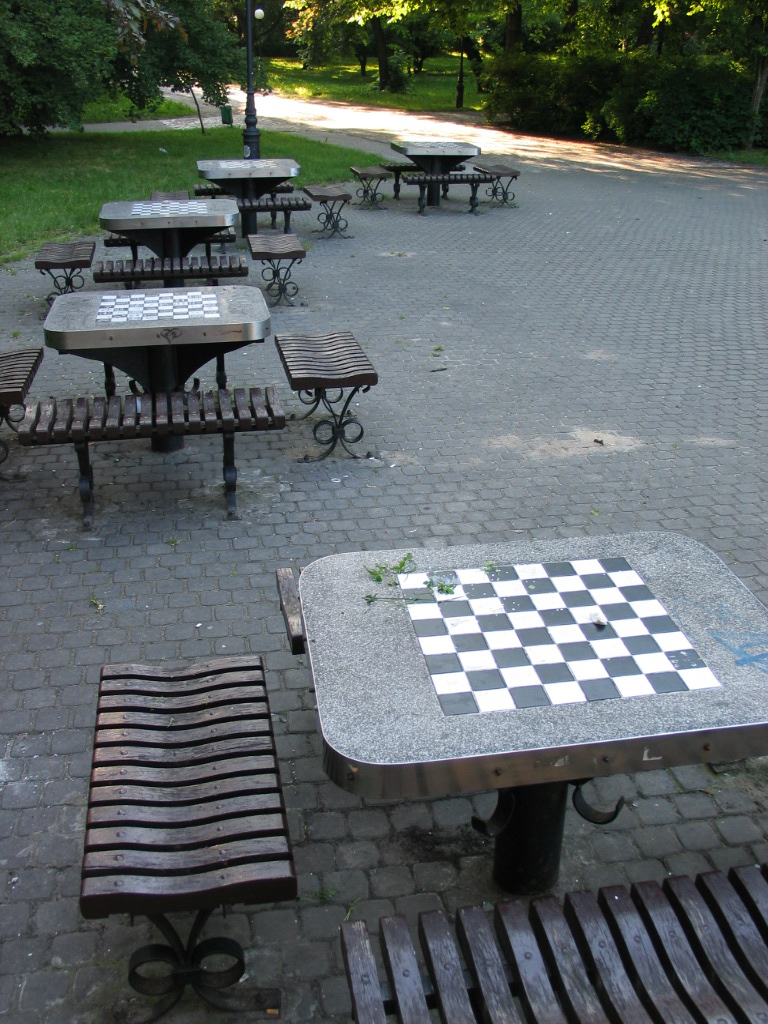
ジルディルスカ公園のチェステーブル

## 文化

### 教育
市内には多数の高等教育機関がある。
- ウッチ音楽院
- ウッチ・ヴワディスワフ・スチシェミンスキ美術アカデミー
- 国立レオン・シラー映画・テレビ・演劇学校 – クシシュトフ・キェシロフスキやアンジェイ・ヴァイダらが学んだ
- ウッチ工科大学
- ウッチ大学
- ウッチ医科大学

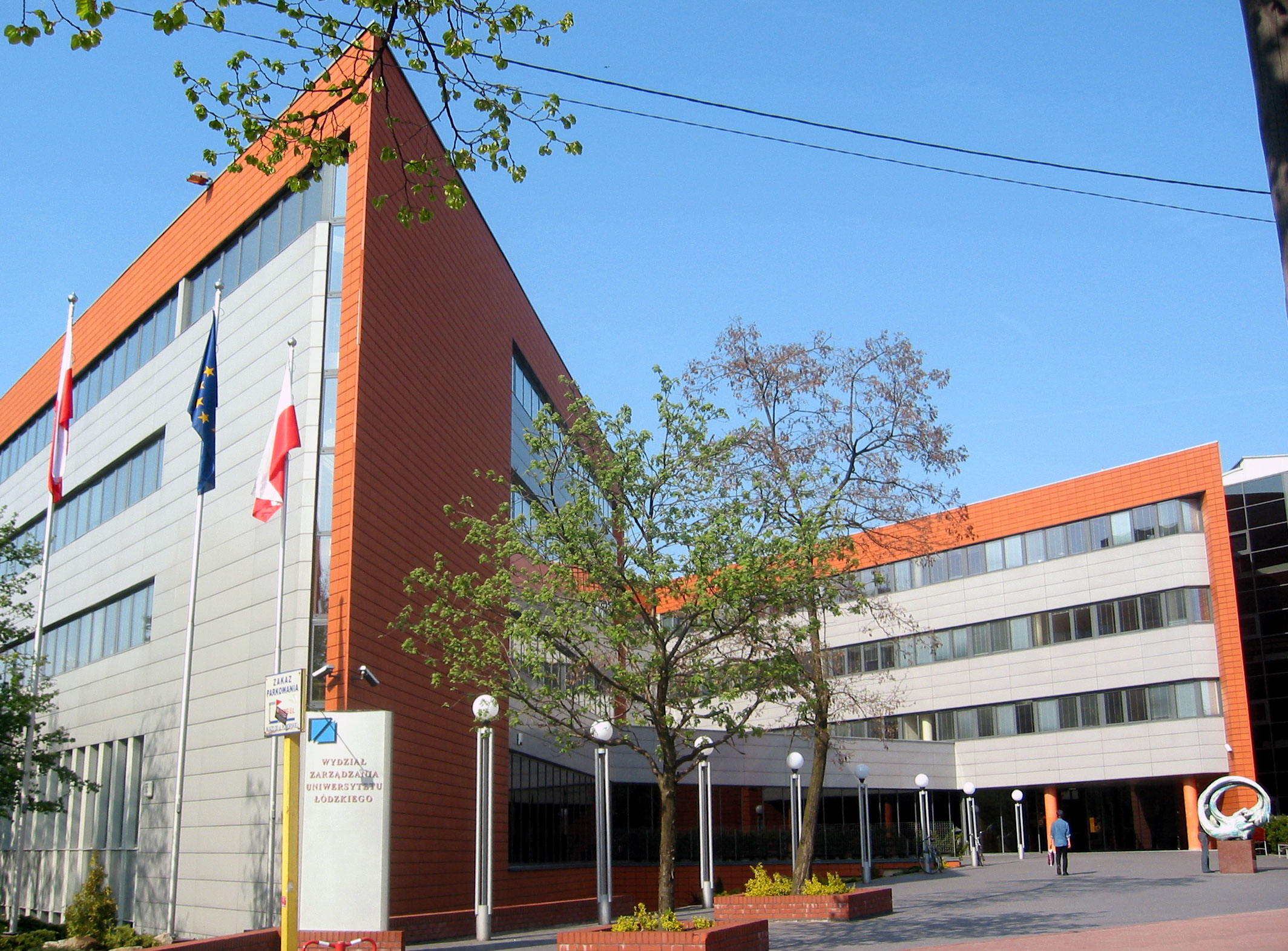
ウッチ大学経営学部
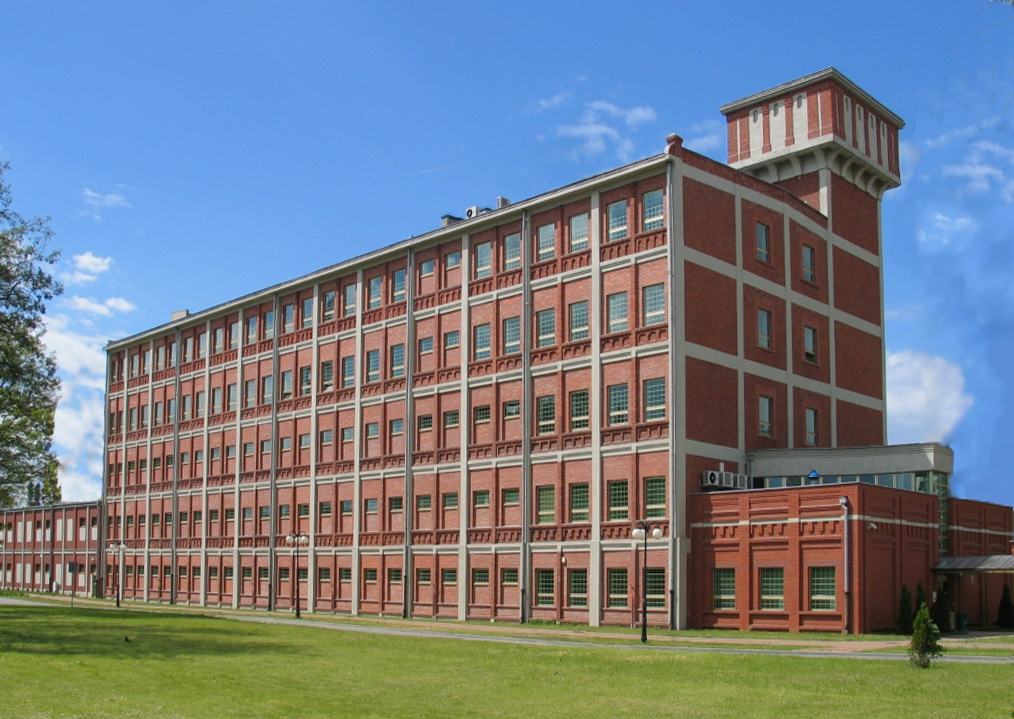
ウッチ工科大学中央図書館
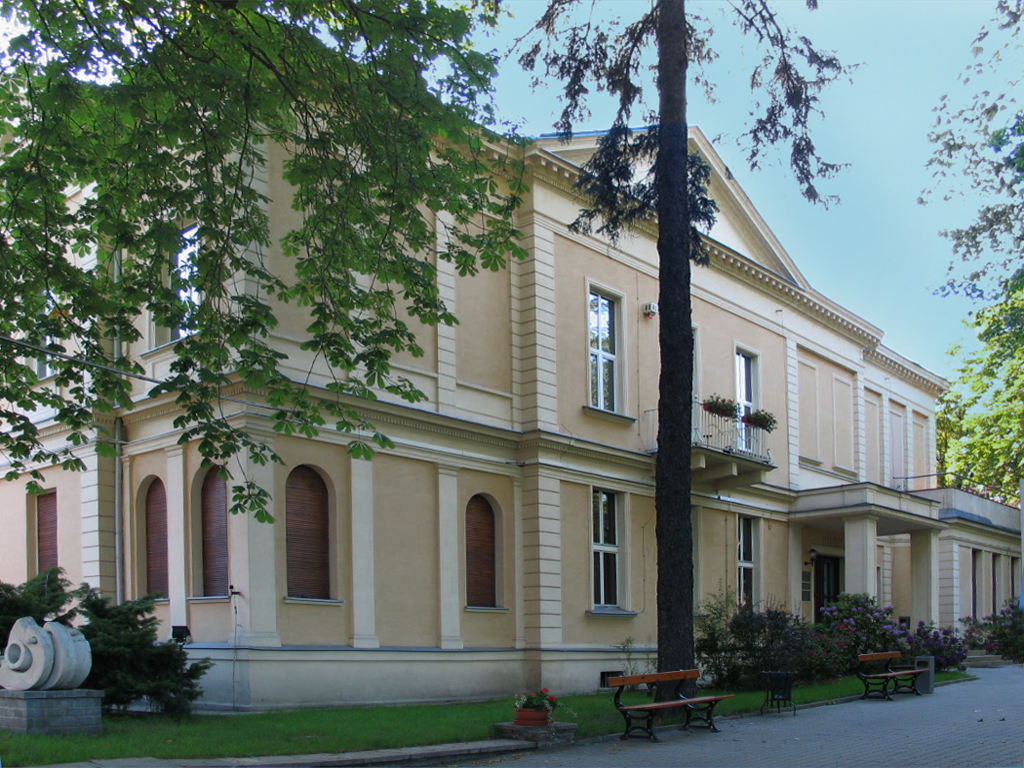
ウッチ映画学校
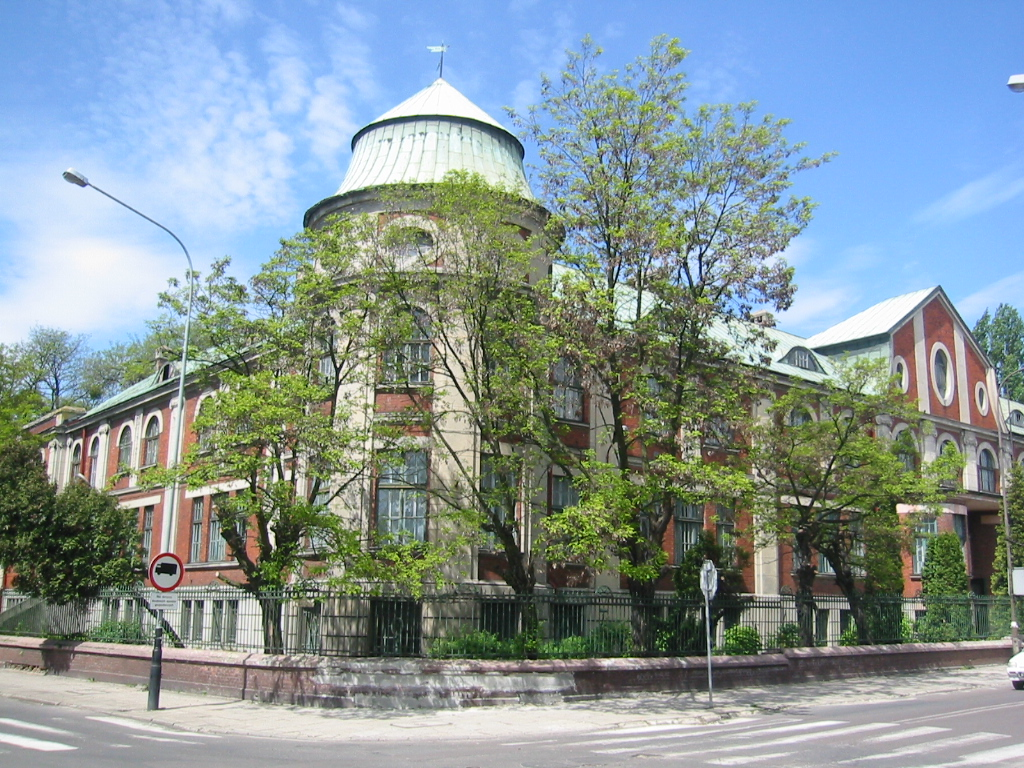
芸術・デザインアカデミー

### 文化施設
- ウッチ交響楽団

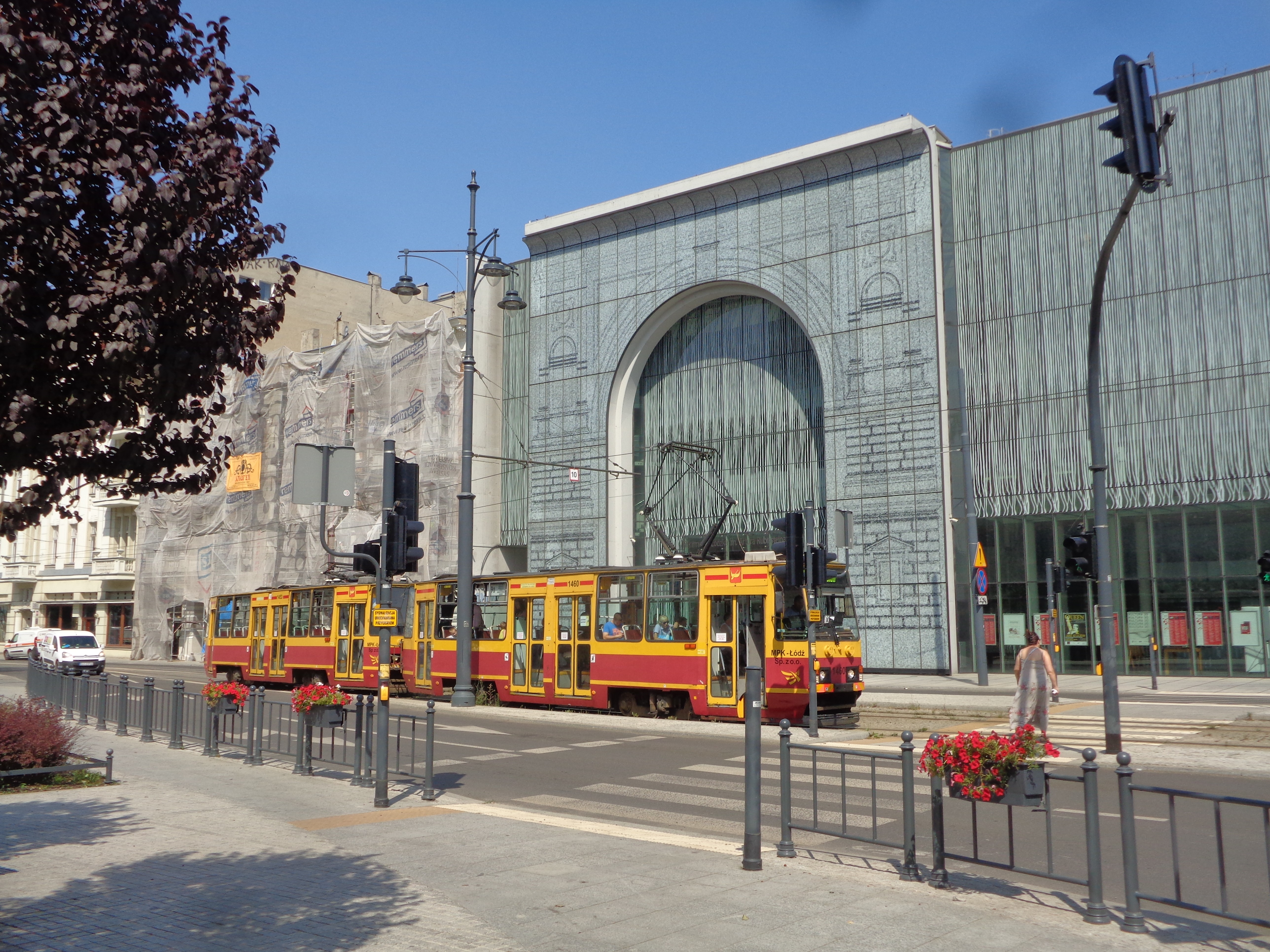
ウッチ交響楽団コンサートホール
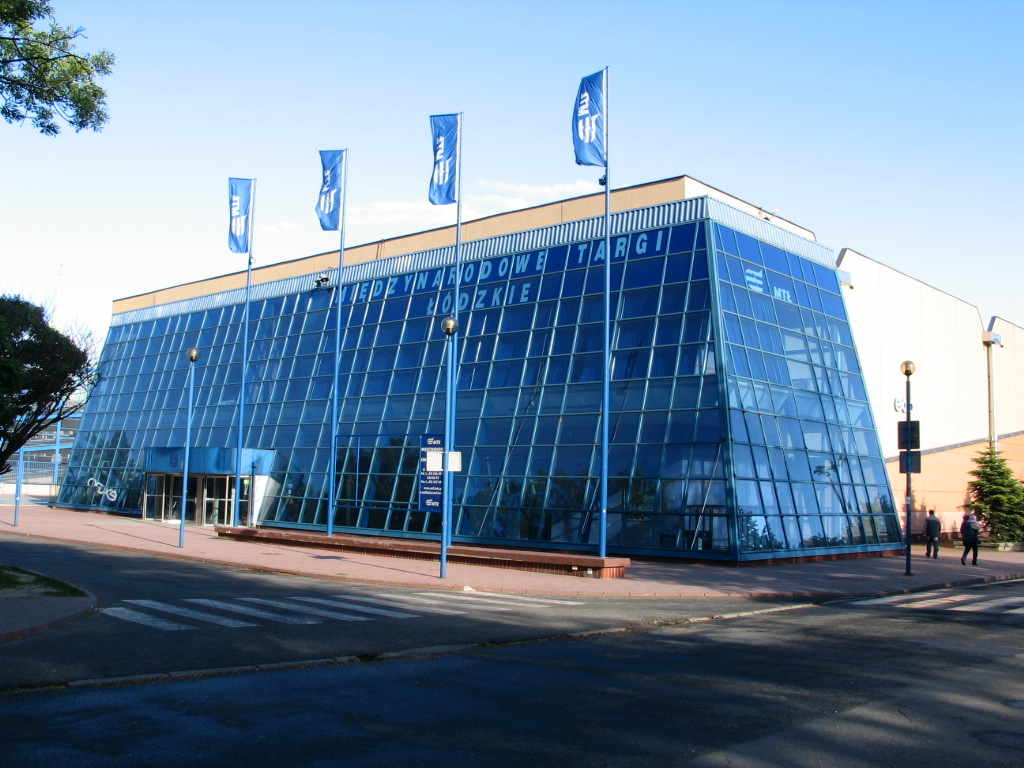
エキスポホール
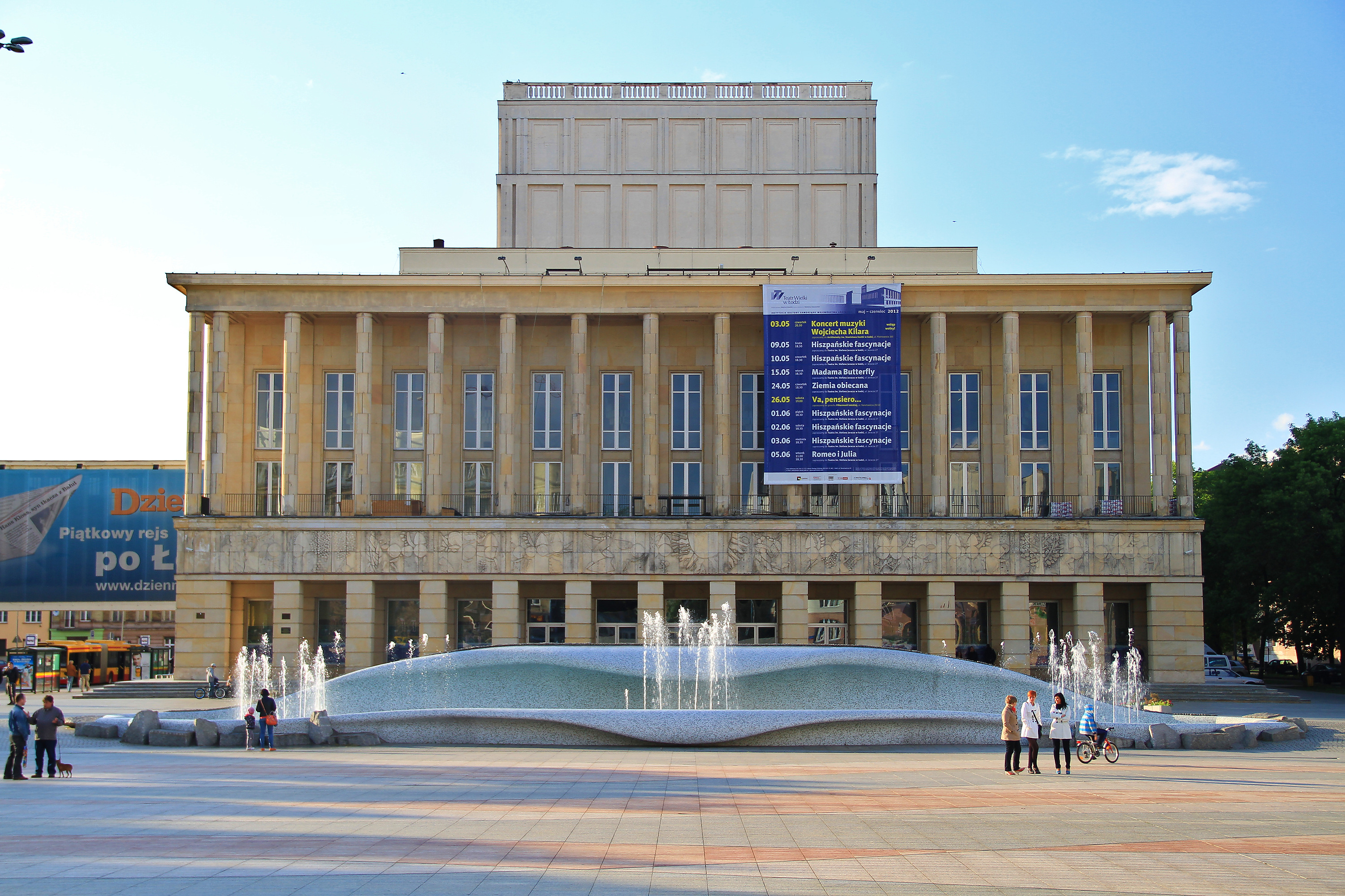
オペラ座
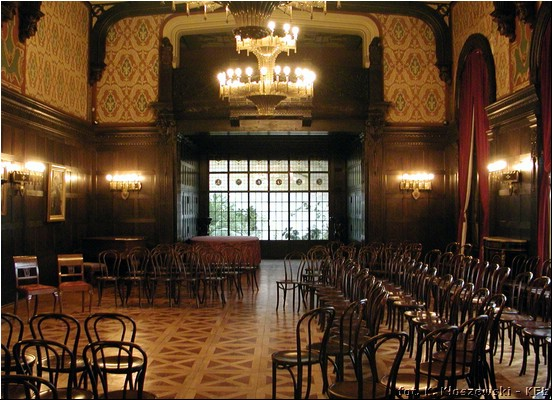
工場主博物館

## スポーツ
- ヴィジェフ・ウッチ
- ŁKSウッチ

## 交通機関

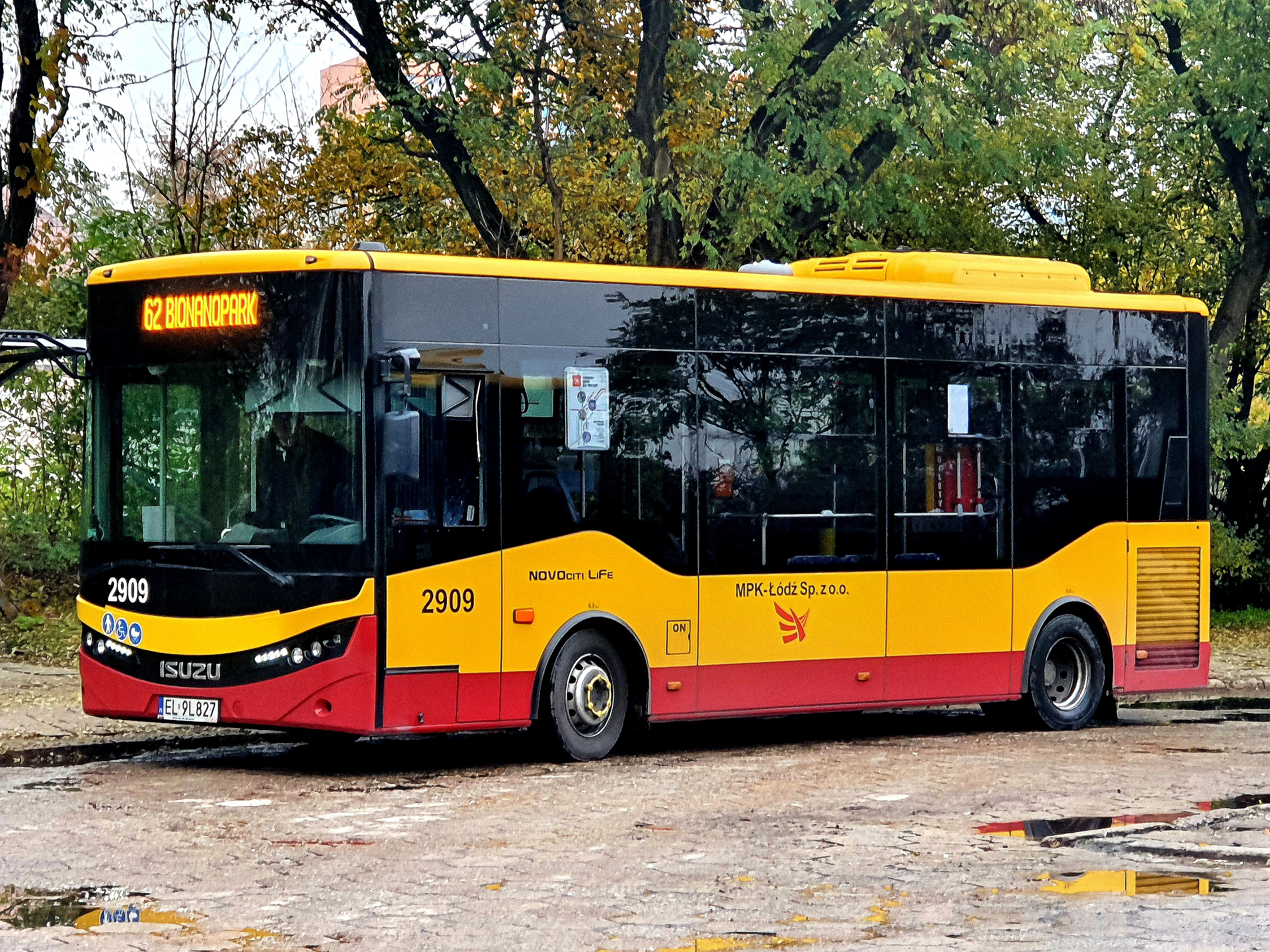
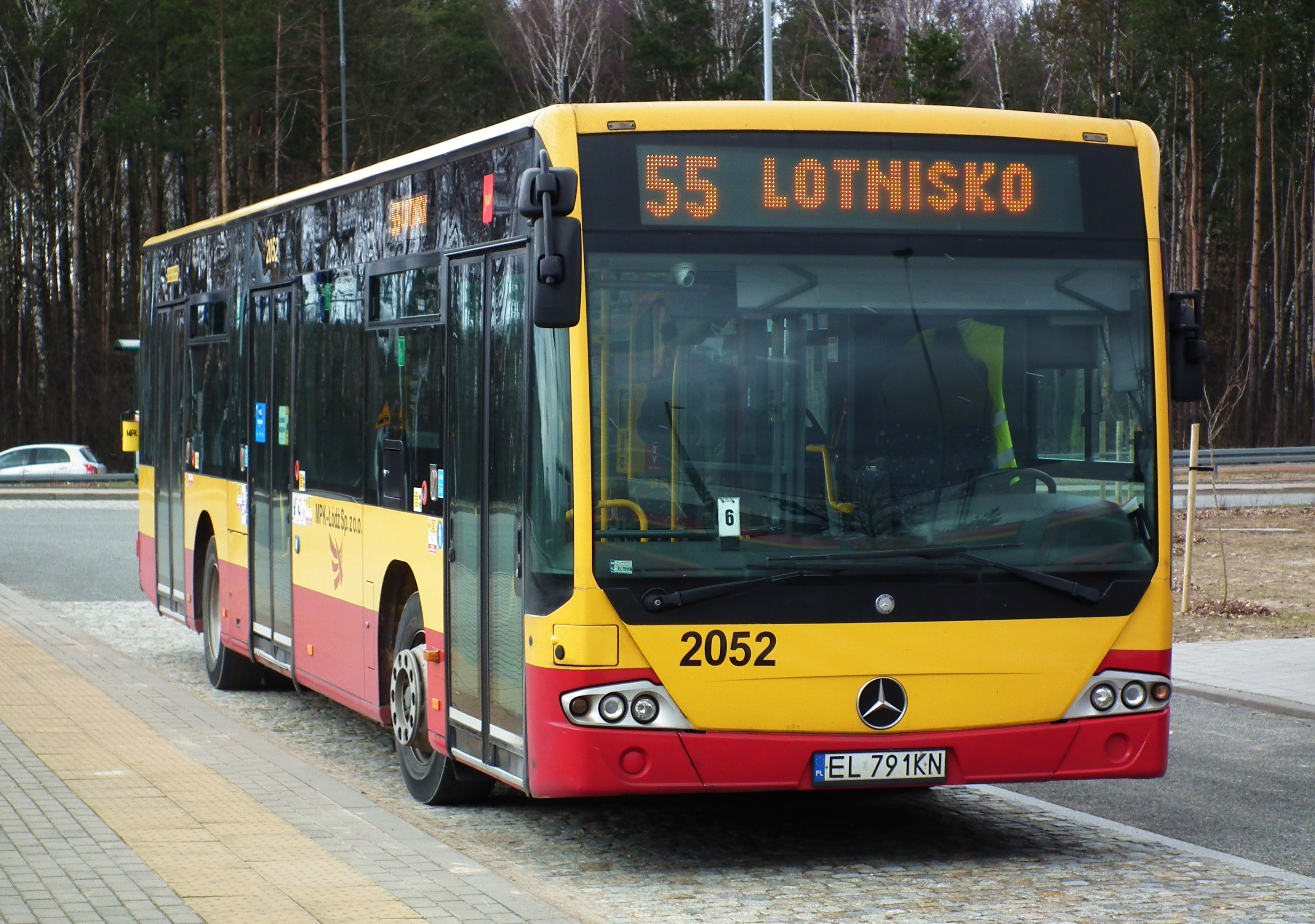
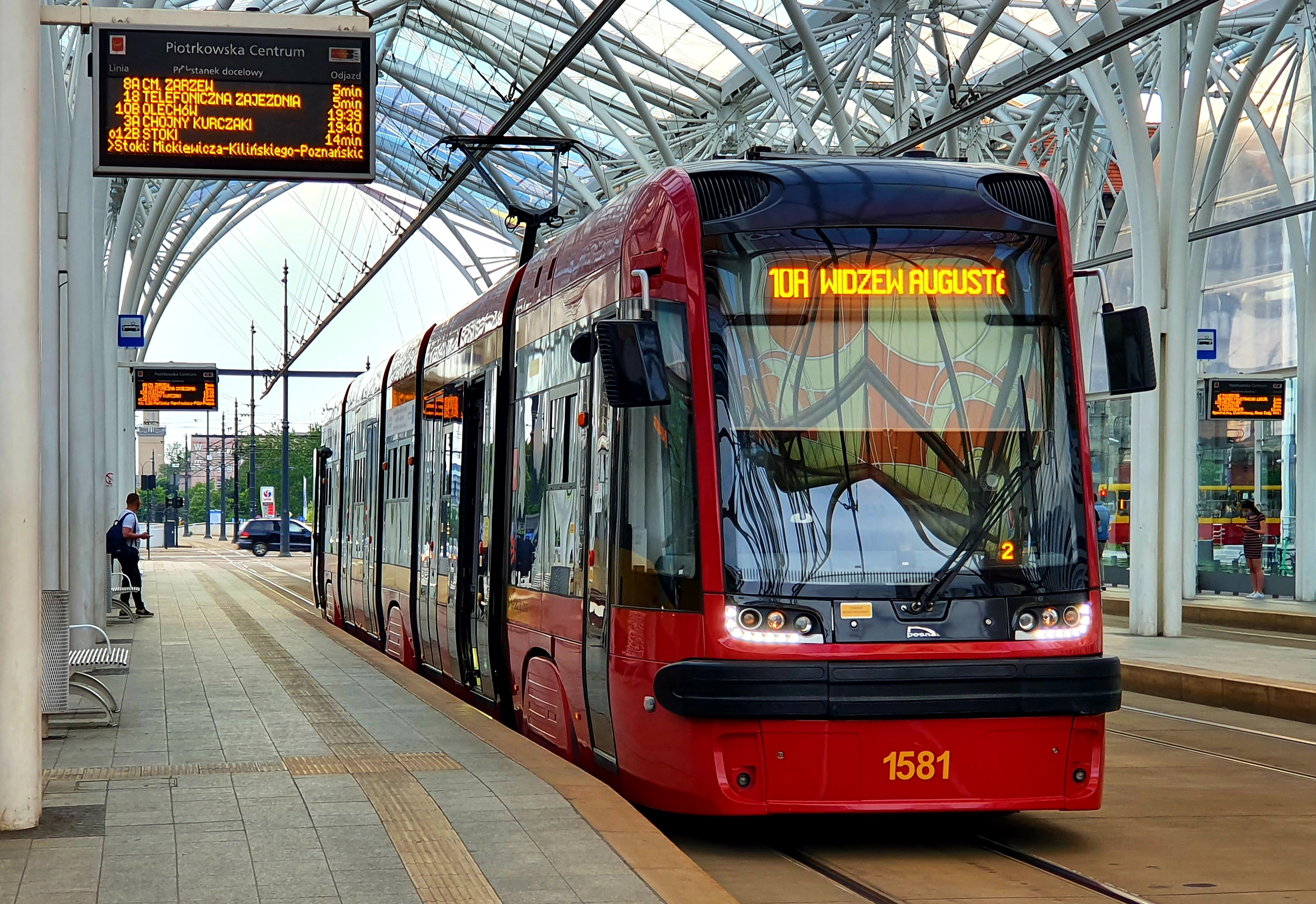
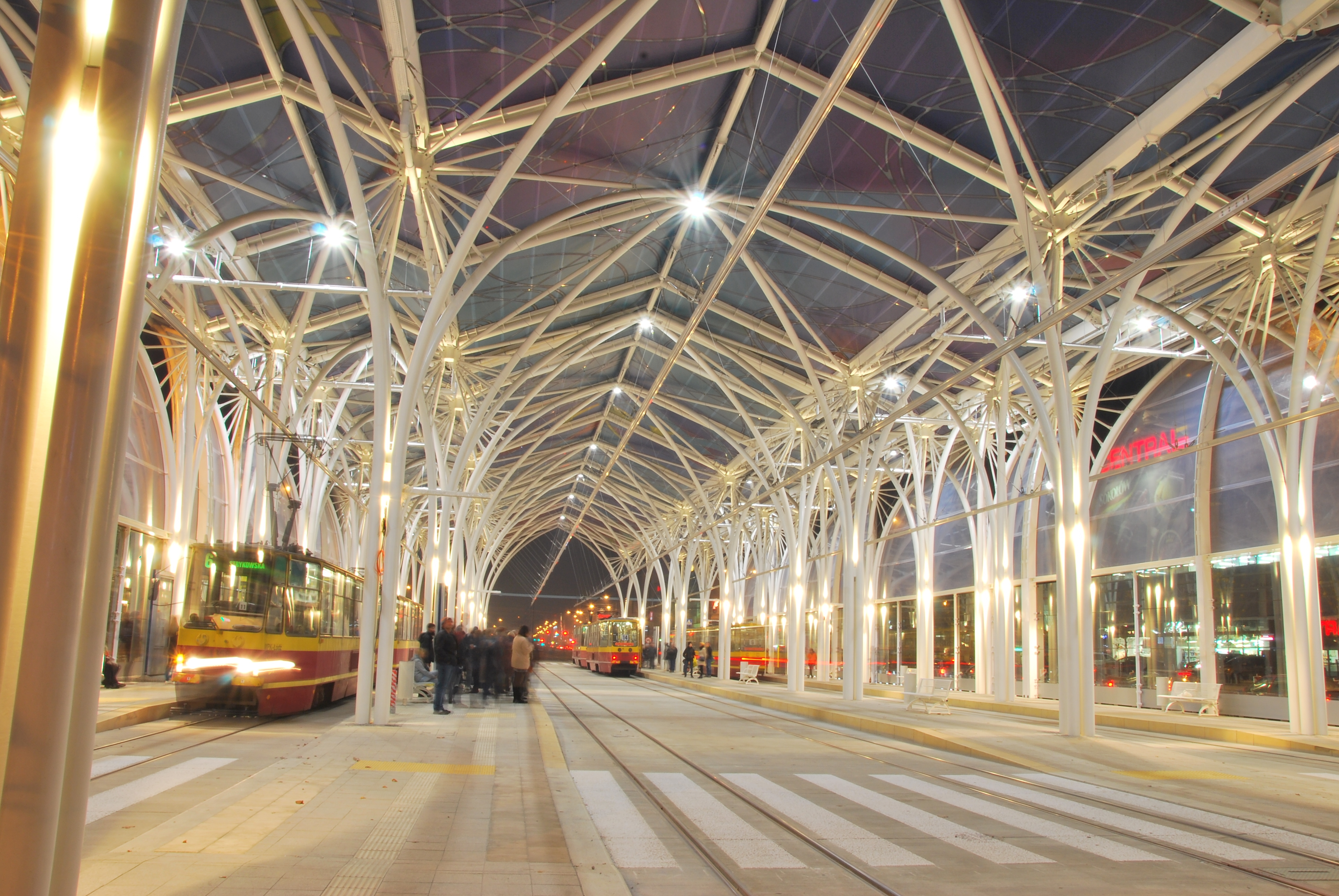

- ウッチ市電

## 姉妹都市
| - バレイロ、ポルトガル - ケムニッツ、ドイツ - イヴァノヴォ、ロシア - カリーニングラード、ロシア - リヨン、フランス - ミンスク、ベラルーシ - ムルシア、スペイン - オデッサ、ウクライナ - エーレブルー、スウェーデン | - プエブラ、メキシコ - ルスタビ、ジョージア - シュトゥットガルト、ドイツ - セゲド、ハンガリー - タンペレ、フィンランド - テルアビブ、イスラエル - 天津、中国 - ヴィリニュス、リトアニア |

## ゆかりの人物
- 梅田芳穂 ー 社会運動家
- イダ・カミンスカ - ユダヤ人劇場を経営
- パウル・クレツキ
- ジャージ・コジンスキー
- カロリーナ・コバケビッチ
- マルチン・ゴルタット - プロバスケットボール選手、ポーランド代表（NBA・ワシントン・ウィザーズ所属）
- デイヴィッド・ドゥビンスキー
- マックス・ファクター - 同名の化粧品会社、マックスファクターの創業者
- ローラ・プルサック
- ジェイコブ・ブロノフスキー - 科学評論家
- マレック・ベルカ
- ダニエル・リベスキンド
- アルトゥール・ルービンシュタイン
- アレクサンデル・タンスマン